# 2022年の日本競馬
2022年の日本競馬（2022ねんのにほんけいば）では、2022年（令和4年）の日本競馬界についてまとめる。
2021年の日本競馬 - 2022年の日本競馬 - 2023年の日本競馬

## 新型コロナウイルスに伴う影響
新型コロナウイルス (COVID-19)に伴う競馬開催への影響は引き続き残り、地方競馬全国協会では2021年2月23日から11月7日までに発売したすべての地方競馬の投票券について、延長されていた払戻有効期限を一律に「2022年1月7日」とした。
中央競馬・地方競馬ともに開催競馬場や場外発売施設への入場者の制限等は、社会情勢を鑑みながら本年も当面の間継続される（後述）。

### 人馬交流競走
- 中央競馬と地方競馬では下記の期間中に行われる交流競走について、騎手が騎乗できる競走をそれぞれ以下の通り限定する。
  - 1月24日から6月3日まで[2][3]
    - 中央競馬で実施する交流競走において、地方競馬所属騎手が騎乗できる競走
      - 重賞競走（地方競馬所属馬のみ）
      - GIステップ競走（地方競馬所属馬のみ）
      - 地方競馬所属騎手が招待された騎手招待競走

    - 地方競馬で実施する交流競走において、JRA所属騎手が騎乗できる競走
      - ダート交流重賞競走（JRA所属馬のみ）
      - JRA所属騎手が招待された騎手招待競走

  - 6月4日以降は、以下の通り取り扱う[4][5]。
    - 中央競馬：地方所属騎手について、全ての中央競馬指定交流競走（地方競馬所属馬のみ）および騎手招待競走への騎乗を可とする。
    - 地方競馬：JRA所属騎手について、全ての地方競馬指定交流競走（中央競馬所属馬のみ）および騎手招待競走への騎乗を可とする。
- 神奈川県川崎競馬組合は、例年川崎記念の前日にJRA・地方競馬のトップ騎手を招待して開催する『佐々木竹見カップ ジョッキーズグランプリ』を、2021年度（2022年）は取りやめとした[6]。

### 中央競馬
開催競馬場・パークウインズ（非開催時に場外発売を行う競馬場）・ウインズ等の営業時間、発売レース等について最新の情報は、日本中央競馬会（JRA）が都度更新する「営業最新情報」を参照。また、開催競馬場の入場者数の上限や的中・返還投票券の払戻有効期限延長等については、JRAの発表する情報を公式ホームページなどで参照。
- 騎手の田辺裕信（美浦）は、「知人のPCR検査結果が1月8日に出るが、これが陽性だった場合、自分が濃厚接触者になる可能性があるので騎乗を見合わせたい」とJRAに申し出た。JRAではこれを受け、田辺が騎乗予定だった1月8日の中山競馬（4鞍）について騎手変更の措置を取ったほか、9日・10日の騎乗も見合わせた[7][8]。
- 1月31日に東京都内のホテルで開催予定だった「2021年度JRA賞授賞式」は、前年度に引き続いて中止となった[9]。
- JRAは3月7日に開いた第1回関東定例記者会見で、騎手も含め新型コロナウイルス感染者が発生した場合の取り扱いについて日本騎手クラブとも協議した結果、「競馬会として実名での報道は差し控える」とした[10]。
- JRAは4月2日、騎手のクリストフ・ルメール（栗東）が3月26日のドバイ国際競走で騎乗した際、翌日の接触者からPCR検査を受検した者が出たことをJRAに報告していなかったため、コロナ感染症対策の注意義務を怠ったとして戒告処分とした[11]。
- 4月5日にJRA競馬学校で予定されていた騎手課程第41期生の入学式は、同校関係者に新型コロナウイルスの陽性判定者が出たため延期[12]。その後4月28日に期日を変更して開催された[13]。
- JRAは、騎手の小沢大仁（栗東）が行動制限期間中に外出したことが確認されたとして、新型コロナウイルス感染拡大予防に関する騎手としての注意義務を怠ったとして戒告処分を与えたことを8月20日に発表した[14]。
- JRAは12月12日に、新型コロナウイルス感染症対策を中心とした各種取組への支援として、以下の自治体や機関へ支援を行ったことを発表[15]。
  - 日本赤十字社：10億円
  - 中央共同募金会：10億円
  - 競馬場、トレーニング・センターおよびウインズ等の所在する市区町村（計44自治体）：13億6000万円
  - 競馬場、トレーニング・センター、育成牧場、馬事公苑および競馬学校の近隣医療機関への備品寄贈：2億8000万円
  - 上記のほか、日本調教師会から茨城県保健医療部感染症対策課および滋賀県がんばる医療・福祉応援寄付へ各500万円、日本騎手クラブから1000万円を拠出。

### 地方競馬
開催競馬場への入場に関する条件、場外発売所の再開状況、および的中・返還投票券の払戻有効期限について最新の情報は、地方競馬全国協会（NAR）が都度更新する「入場再開情報」、「地方競馬場外発売施設 再開状況 (PDF) 」、または地方競馬全国協会・各地方競馬主催者の公式ホームページを参照。また、J-PLACE（地方競馬でのJRA場外発売）の営業日・営業時間・発売レース等については、JRAおよび各地方競馬主催者の公式ホームページを参照。
地方競馬全国協会
- 地方競馬全国協会は「NARグランプリ2021」の全国表彰式典を、現下の社会情勢に鑑みて中止とし、以下の通り各競馬場等で授与式を行った。
  - 2月17日：門別競馬場
  - 2月18日：名古屋競馬場
  - 3月16日：浦和競馬場、高知競馬場
  - 3月19日：佐賀競馬場
  - 3月20日：帯広競馬場
  - 3月23日：船橋競馬場
  - 3月29日：園田競馬場
  - 3月30日：特別表彰馬

南関東公営競馬（大井・川崎・船橋・浦和）
- 南関東地区の4主催者は他地区地方競馬所属騎手の期間限定騎乗について、前年度に引き続き2022年度も受け入れを中止する。
- 埼玉県浦和競馬組合は、4月25日から9月23日までの期間中に開催する浦和競馬を「新型コロナウイルス感染症支援レース」として実施し、売上の一部を埼玉県の「新型コロナウイルス感染症対策支援基金」に寄付する。埼玉県浦和競馬組合は9月5日、罹患者の急増で県の医療提供体制の整備等が急務となっていることから、一部を前倒しして寄附することとし、5000万円を埼玉県の「新型コロナウイルス感染症対策推進基金」へ寄附した。

東海地区（名古屋・笠松）
- 岐阜県地方競馬組合は、2月6日以降に所属騎手の半数以上（16名中9名。期間限定騎乗騎手を含む）が新型コロナウイルスに感染したため、2月21日から25日まで開催予定だった2021年度第12回笠松競馬を取りやめとした。

兵庫県競馬（園田・姫路）
- 園田競馬場では、感染拡大防止対策のため休止していた個室の利用を、6月1日発売分より再開する。

## 福島県沖地震に伴う影響
3月16日の深夜に福島県沖で発生した地震の影響により、JRAは福島競馬場での場外発売（パークウインズ）を3月19日 - 21日は営業休止（22日の平日払戻も休止）としたほか、競馬開催に必要な施設の点検調査等に時間を要するため、第1回福島競馬1・2日目（4月9日・10日）の開催を中止とした。地震直後の福島競馬場ではフロアや通路で漏水が発生したほか、壁の破損や備品器具の転倒も確認された。券売機の端末異常はみられなかったが、通電状況が確認できていなかった。また、馬場や地下馬道の損傷は確認されていないとされた。パークウインズ福島競馬場は施設等の点検を行っているため、3月26日・27日分の指定席ネット予約は点検が終了するまで発売を見合わせた。JRAは3月24日に、第1回福島競馬と第1回新潟競馬の日程変更を発表し、第1回福島競馬を4月16日から5月1日（6日）、第1回新潟競馬を5月7日から29日（8日）に変更したほか、第1回福島競馬は安全確認・復旧工事を行うエリアが広範囲にわたるため、無観客で開催された。また、パークウインズ福島競馬場での場外発売は3月26日・27日も発売を休止（26日・27日は払戻のみ実施。28日の平日払戻は休止）し、4月2日から発売を再開（指定席ネット予約は4月10日まで発売中止）。第1回福島競馬終了後のパークウインズ福島競馬場では5月7日分から15日分まで指定席ネット予約の発売を見合わせ、5月21日分より発売を再開。
福島競馬場は地震の影響を受けた福島県と福島市に対し、各100万円を見舞金として拠出。
岩手県競馬組合は、場外発売所「テレトラック三本木」を3月17日・18日は休館とした。なお、3月19日からのJRA場外発売（J-PLACE三本木）は予定通り行うほか、テレトラック三本木は3月20日より、入場を再開。
特別区競馬組合は、場外発売所「オフト大郷」と「ニュートラック福島」について、施設の安全確認のため3月17日・18日を臨時休業とし、ニュートラック福島は施設の一部に破損が認められるとして、当面の間営業を休止していたが、4月28日10時より営業を再開。なお、ニュートラック福島で発券された投票券は同所に限り4月29日まで払戻有効期限を延長のうえ、4月11日より払戻を行う。

## 競馬法の改正
国会で審議されていた競馬法の改正案が、11月11日に参議院本会議で全会一致で可決・成立した。施行は2023年4月1日となる見通しで、主な改正点は以下の通り。
- （1） 地方競馬への支援措置拡充を目的とした日本中央競馬会（JRA）から地方競馬全国協会（NAR）への資金支援を5年間延長
- （2） 馬産地振興に向けた支援を恒久化
- （3） 競馬に対する国民の信頼を確保するための措置を充実

特筆される改正点は（3）で、競馬の公正確保を守るため、主催者が馬主に対し処分を行うことを可能にするものとなっており、踏み込んだ改正となった。背景には前年に厩舎関係者が新型コロナウイルスの持続化給付金を不適切に受給し、その指南をしていた馬主資格を保有する税理士に対し、現行の競馬法や競馬施行規程では対応ができなかったことが重く見られた。このほか、厩舎関係者が勝馬投票券を購入した際の罰金の上限を現行の100万円から200万円に引き上げられた。
また、地方競馬では近年インターネット投票の効果で各主催者の売得金が伸びている一方で、厩舎やスタンドなど施設の老朽化が進んでいることに加え、馬産地では農家の減少も問題となっていることから、支援強化により今後の施設整備費用を計画的に確保できるようにするとともに、競走馬の安定供給を維持できるよう生産基盤の強化を促す。

## 概要

### 中央競馬
日本中央競馬会（JRA）は、2021年10月18日に開催日割と重賞日程を発表。
年初は1月5日（中山・中京）から始まり、12月28日（中山・阪神）まで開催。祝日を含む3日間開催は、前年より2節増の4節（1月8日・9日・10日、3月19日・20日・21日、9月17日・18日・19日、10月8日・9日・10日）で実施。なお、京都競馬場は整備工事のため、本年も開催は行われない。
総売上は3兆2539億707万6200円（前年比：5.3%増）で、2年連続で3兆円を超えた。また、開催競馬場への総入場者数は279万937人（対前年比：386.2%）で、入場制限の緩和により大幅な増加となった。このほか、本年は3456競走が行われ、JRA史上最多タイ記録となった。
全国リーディングジョッキーは143勝を挙げた川田将雅（栗東）がデビュー19年目で初受賞、全国リーディングトレーナーは自身最多となる59勝を挙げた矢作芳人（栗東）が4回目の受賞となった。

#### 開催日割の変更点
- 夏季の暑さ対策として、7月30日から8月7日の期間は札幌競馬場と新潟競馬場の2場開催とする。また、北海道地区の開催日割は平年通り、函館（1回・12日）→札幌（2回・14日）の順に戻る[50][51]。

#### GI競走の変更点
- 以下の競走で、1着賞金額を変更（増額）[54]。これにより、ジャパンカップと有馬記念は1着賞金が4億円となり、世界4位タイ（芝競走では世界2位）となる[55]。
  - ジャパンカップ・有馬記念：4億円
  - 大阪杯・天皇賞（春、秋）・宝塚記念：2億円
  - 安田記念・マイルチャンピオンシップ：1億8000万円
  - 高松宮記念・スプリンターズステークス：1億7000万円
  - 皐月賞・菊花賞：1億5000万円
  - 優駿牝馬：1億4000万円
  - 桜花賞・NHKマイルカップ・ヴィクトリアマイル・エリザベス女王杯：1億3000万円
  - フェブラリーステークス・チャンピオンズカップ：1億2000万円
  - 秋華賞：1億1000万円
- 本年の安田記念は、競走名の由来となった安田伊左衛門の生誕150年を記念し、「安田伊左衛門生誕150周年記念」の副題をつけて施行[56]。
- 英国エリザベス女王の即位70年（プラチナジュビリー）を記念し、本年のエリザベス女王杯はバッキンガム宮殿から特別の許可を得て「エリザベス女王即位70年記念」の副題をつけて施行する予定[57]だったが、エリザベス女王の死去（後述）に伴い副題の付与は取りやめとなった[58]。また、グレートブリティッシュレーシングインターナショナル（GBRI）は世界各国で行われるエリザベス女王の名前を付したレースに記念品を贈呈することとなり、日本ではエリザベス女王杯の優勝馬主に記念品が贈呈される[59]。

#### GII・GIII競走の変更点
- 前年にGIII格付を申請したが認められなかった葵ステークス（重賞）は、日本グレード格付け管理委員会にGIIIへ新規格付を申請[60]（1月26日承認[61]）。
- ニュージーランドトロフィー（GII）は格付基準（3歳GII基準値：110.00）を2年連続で3ポンドを超えて下回った（2019・2020年。アジアパターン委員会が定めた新型コロナウイルスに関する特例により、2021年の数値は適用除外）ため、日本グレード格付け管理委員会より警告を受けた。2022年度も基準値を3ポンドを超えて下回った場合は、日本グレード格付け管理委員会またはアジアパターン委員会において降格が審査される[61]。
- 北海道地区の開催日割が例年通りに戻ることに伴い、函館スプリントステークス（GIII）は札幌競馬場から函館競馬場に、クイーンステークス（GIII）・エルムステークス（GIII）は函館競馬場から札幌競馬場に復帰[60]。
- 3歳以上のGIII・重賞競走では、すべての競走で1着賞金額を増額[55][54]。
- 英国エリザベス女王の即位70年（プラチナジュビリー）を記念し、本年のエプソムカップ（GIII）はバッキンガム宮殿から特別の許可を得て「エリザベス女王即位70年記念」の副題をつけて施行[57]。

#### その他の競走に関する変更点
- 3歳（4歳）以上3勝クラスの競走において、2勝クラス等と同様の出走馬決定方式（選定優先順）を導入。成績優先馬は「4節以内の前走3着以内馬」とする[62]。
- 出馬投票で出走できなかった場合等に与えられる「次走優先権」について、次走優先権を保有するオープン馬が重賞競走で出走できる馬とならなかった場合、保有している次走優先権は期間内であれば、次に出馬投票した競走（重賞を除く）で行使できるようにする[55][63]。
- すべての開催で、特別競走の競走番号を「第9 - 第11競走」に統一[55][63]。
- 秋季以降の芝GIへのステップ競走について、芝適性を示した地方競馬所属馬が出走しやすくなるよう、一部の出走方法を変更[63]。
- 冬季（1月 - 3月）に施行される芝の競走では、出走可能頭数の制限を行わない[63]。
- 2年連続で取りやめとなっている「ワールドオールスタージョッキーズ」は、第2回札幌競馬5・6日目（8月27日・28日）に実施[55][63]。
- 地震による福島競馬の開催中止（前述）に伴い、第3回中山競馬5・6日目（4月9日・10日）の番組を一部変更（下記参照）する[64]ほか、第2回東京競馬11・12日目、第3回中京競馬8日目（5月28日・29日）の番組を一部変更。東京と中京で予定していた障害競走を取りやめ、新潟で実施する[65]。
  - 第3回中山競馬5日目（4月9日）
    - 第4競走「3歳未勝利（牝馬、ダート1800m）」から（牝馬）を削除

  - 第3回中山競馬6日目（4月10日）
    - 第10競走に「卯月ステークス（4歳以上オープン、ダート1800m）」を新設
    - 第1競走に組まれていた「3歳未勝利（ダート1800m）」を取りやめ
    - 第9競走に組まれていた「葛飾特別（4歳以上2勝クラス、ダート1200m）」を第12競走に移設のうえ、一般競走とする
- JRAは6月27日に、第2回札幌競馬の一部の競走（下記参照）で競走馬トラッキングシステムの導入実験を行うことを発表。レース出走馬の番号ゼッケンにGPSアンテナを含むセンサー（送受信機）を装着し、出走馬のレース中の位置情報をリアルタイムで収集。レース中継映像で各馬の走行位置関係をグラフィック表示できるようになる。実験の様子は、札幌競馬場の一部テレビモニターとターフビジョンで放映される[66][67]。
  - 実施日・実施レース：8月20日・21日、9月3日・4日の札幌競馬第12競走
- 8月17日に死亡したタイキシャトル（後述）を追悼し、JRAでは8月20日の新潟・小倉・札幌競馬の第11競走に「タイキシャトル追悼競走」の副題をつけて施行したほか、8月20日から9月4日までの競馬開催日に、全国の競馬場と競馬博物館（東京競馬場内）に献花台と記帳台を、すべてのウインズに記帳台を設置する（ウインズ浦和は日曜日のみ）[68]。
- JRAアニバーサリーに関連して、9月19日の中山・中京競馬で以下の競走を施行[69]。
  - 中山競馬第10競走：2002メモリアル シンボリクリスエスカップ
  - 中京競馬第10競走：2012メモリアル ジェンティルドンナカップ
  - 中京競馬第11競走：JRAアニバーサリーステークス
- 元調教師の藤沢和雄が顕彰者に選定された（後述）ことを記念し、10月30日の東京競馬第9競走（3歳以上2勝クラス、芝1600m）で「顕彰者選定記念 レジェンドトレーナーカップ（藤沢和雄元調教師）」を施行[69][70]。当日は同競走のプレゼンターを藤沢本人が務める[70]ほか、記念展示やトークショーなどのイベントも行われる[71]。

#### 場外発売の変更点
- これまでウインズ後楽園・新宿・難波・梅田で行っていた金曜発売を「インターネット投票会員の増加」を理由に休止。代替として、ホープフルステークスを除くすべてのGI競走のインターネット投票発売開始時刻をこれまでの21時から18時30分に繰り上げる[72]。→2021年の日本競馬#場外発売の変更点も参照
- 福島競馬場のドライブスルー投票所（71号）は、1月8日より発売単位を「全式別100円単位」に変更[73]。
- J-PLACE船橋は船橋競馬場で施設の大規模改修を実施するのに伴い、1月23日から2月13日までJRA場外発売を休止。期間中は外向投票所にて臨時払戻を実施（1月30日は払戻を実施しない）[74]。
- これまで土曜日の営業をGI競走前日に限定していたウインズ浦和は、本年より4月から6月までに限り毎週土曜日の営業とする[75]。
- J-PLACE鳥栖・J-PLACE荒尾は4月2日以降、発売競走を「各場全競走、および前日発売対象競走」に拡大する[76]。
- ウインズ川崎（川崎競馬場内）は4月23日より運用方法を変更し、「J-PLACE川崎」に名称を変更。移行後は原則としてすべての中央競馬開催日に、各場全レース・前日発売対象レースを発売する[77]。
- 5月29日（東京優駿施行日）のウインズ新宿は混雑が予想されるため、館内モニターでのレース映像・オッズの放映、および館内音声実況の放送を行わない[78]。
- J-PLACE宇部・J-PLACE呉では7月2日より、以下の通り発売日・発売レースを拡大する[79]。
  - J-PLACE宇部：各場メインレース、および前日発売レース
  - J-PLACE呉：各場メインレース（前日発売はGIのみ実施）
- ウインズ新宿では、従来「1000円以上100円単位」としていた2階での発売単位を、9月10日より「100円単位」に変更。これにより、同施設ではすべてのフロアが100円単位での発売となる[80]。
- クレジットカード決済によるインターネット投票「JRAダイレクト」では8月26日より、本人認証システムを「EMV3Dセキュア（3Dセキュア2.0）」に変更。これに伴い、投票時の本人認証方法も変更される[81]。
- JRAはペイジー（Pay-easy）を利用して投票用資金を追加できる「ペイジー入金サービス」を、9月30日より当面の間休止。再開時期は未定となっている[82]。
- 「JRAダイレクト」を利用可能なクレジットカード会社に、クレディセゾン・ジャックス・三井住友トラストクラブの3社を追加。新たに追加される3社でのサービスは、12月16日（金）18時30分より開始[83]。

#### 払戻金の上乗せ施策
本年の払戻金上乗せ施策は以下の通り。JRAプレミアムの対象賭式が一部変更され、前年までの「馬連」を「ワイド」に変更する。
「JRAプラス10」は前年と同様に、JRAの全競走およびJRAが発売する海外競馬の全投票法において実施。
- JRAプレミアム[84]
  - 金杯ワイド：中山金杯・京都金杯のワイドについて、売上の5%相当額を上乗せ
  - 3歳重賞+リステッドワイド：1月5日から5月28日の期間中に行われる3歳重賞・リステッド競走（計38競走）のワイドについて、売上の5%相当額を上乗せ
  - ダービーデーワイド：5月29日（東京優駿施行日）の全場・全競走のワイドについて、売上の5%相当額を上乗せ
  - 夏・秋の2歳単勝：6月4日から12月18日の期間中に行われるすべての2歳戦の単勝について、売上の5%相当額を上乗せ
  - 有馬記念デーワイド：12月25日（有馬記念施行日）の全場・全競走のワイドについて、売上の5%相当額を上乗せ
  - ホープフルデー単勝&ワイド：12月28日（ホープフルステークス施行日）の全場・全競走の単勝とワイドについて、売上の5%相当額を上乗せ
- JRAスーパープレミアム
  - 9月19日（JRAアニバーサリー）の中山・中京競馬の全競走で、WIN5を含む全投票法の払戻率を「一律80%」とする[85]。
  - 12月28日（ホープフルステークス施行日）の中山・阪神競馬の全競走で、WIN5を含む全投票法の払戻率を「一律80%」とする（単勝・ワイドは売上の5%相当額上乗せもあわせて実施）[86]。

#### その他の変更点
- JRAは、2月18日付で日本調教師会会長の手塚貴久[87]、4月22日付で日高軽種馬農業協同組合代表理事組合長の古川雅且[88]を日本中央競馬会運営審議会委員に新任。いずれも任期は2023年9月15日まで。
- 小倉競馬場では屋外公園地区を「サンシャインパーク」としてリニューアルし、6月25日より供用を開始する[89]。
- JRAは6月13日に、2年連続で開催取りやめとなっている全国ポニー競馬選手権「第12回ジョッキーベイビーズ」を、以下の日程で開催することを発表。なお、長野地区は前年に続いて中止となったほか、決勝大会は最低4人馬とし、これを下回った場合は取りやめとする[90][91]。
  - 予選大会
    - 北海道地区：日高育成牧場（7月31日）
    - 東北・新潟地区：福島競馬場（8月21日）
    - 関東地区：競馬学校（8月10日）
    - 東海地区：中京競馬場（7月17日）
    - 関西地区：三木ホースランドパーク（8月21日）
    - 九州地区：宮崎育成牧場（8月11日）
    - 沖縄地区：中城公園（7月3日）

  - 決勝大会：東京競馬場（10月9日）
- 東京競馬場内に建設中だった「国際厩舎」が5月末に完成し、6月18日に報道関係者へ公開された。JRAは7月に農林水産省へ輸出入検疫施設として指定を受けるための申請を行い、10月1日に輸出入検査場所として指定を受けた。これにより、外国馬が入国時に競馬学校を経ることなく、直接東京競馬場へ入厩できるようになった[92][93]。
- JRAは競走馬の夏季の暑さ対策として、札幌・函館を除き主に夏季に開催する競馬場の馬房にクーラーを設置する。福島競馬場・小倉競馬場から優先し、その後新潟競馬場・中山競馬場・中京競馬場でも開幕に合わせて工事が行われる[94]。
- JRAは、前年にリモート審査で暫定的な指定を受けていた競走馬理化学研究所が、国際競馬統括機関連盟（IFHA）のリファレンスラボラトリーとして正式に指定されたことを7月26日に発表[95]。
- JRAは、東京国立博物館の創立150年記念事業として11月2日から2023年1月29日まで開催する「150年後の国宝展」に「人と馬の物語」を出展することを発表[96]。
- 東京競馬場では10月22日から11月13日まで、施設の環境改善や混雑の緩和を目的としてフジビュースタンドの投票所周辺や飲食店の一部、および個室トイレの混雑状況を可視化できるようにする試行措置を実施。サイネージ（電子看板）を5か所設置するほか、場内で配布するチラシに記載されたWEBサイトでも確認できる[97]。

#### 調教師の新規開業
3月1日付で、以下の調教師が新規開業した。特記以外、免許取得日は2021年1月1日付。
- 美浦（4名）
  - 蛯名正義（免許取得：2021年3月1日）
  - 嘉藤貴行（免許取得：2022年1月1日）
  - 西田雄一郎
  - 堀内岳志
- 栗東（1名）
  - 中村直也

#### 年初からの重賞・平地GI1番人気馬の連敗記録
2022年の中央競馬の重賞競走では年初から単勝1番人気馬が全く勝てず、2月19日の開催終了時点まで18連敗となった。これは1984年にグレード制が導入されて以来、2016年の10連敗を超える最多連敗記録。2月20日に行われた小倉大賞典（GIII）で単勝1番人気のアリーヴォが勝利し、連敗を「18」で止めた。
また、中央競馬の平地GI競走でも年初から単勝1番人気馬が連敗を続け、10月23日の菊花賞終了時点まで15連敗。前年のホープフルステークスまで含めると16連敗となり、いずれもグレード制導入以来の最多連敗記録となった。10月30日の天皇賞（秋）でイクイノックスが単勝1番人気で優勝し、連敗を止めた。
最終的に2022年の平地GIの1番人気の成績は連対率で言えば25%と1986年以降で言えばワーストタイ、複勝率は33.3%とワースト2になり、勝率は24戦4勝と僅か16.7%となり、最低記録を更新した。

#### 騎手の体重調整に係る加重制裁
騎手の西谷凜（栗東）は体重調整ができなかったため、2月19日と20日に騎乗予定だった小倉競馬の計11鞍について騎手変更となった。西谷は2021年5月にも体重調整に失敗して予定していた騎乗が不可能になったことで騎乗停止2日の処分を受けており、JRAは西谷を3月5日から4月3日まで30日間（開催11日間）の騎乗停止とした。
上記の処分が明け、4月23日の福島競馬第1競走（3歳未勝利、ダート1150m、16頭）でダンツカプリに騎乗した西谷はレース前検量の際、負担重量（53kg）を0.2kg超過（騎乗自体は可能）したのに加え、レース後の事情聴取で騎乗時に装着する保護ベストのクッションを抜いていたことが判明。騎手装具の改造が認められたことに加え、前述の騎乗停止処分を受けていることも踏まえ、JRAは負担重量に関する注意義務を怠ったとして、西谷を「4月24日から裁定委員会の議定があるまで騎乗停止」とした。西谷が4月24日に騎乗予定だった福島競馬の2鞍は騎手変更となった。JRAは5月18日に第1回裁定委員会を開き、その後西谷に弁明の機会を与えたうえで、6月2日に開催された第2回裁定委員会において「注意義務を著しく怠ったと認められる」として、日本中央競馬会競馬施行規程第147条第6号及び第19号により改めて4月24日から7月23日まで3か月間の騎乗停止処分を科した。
その後、西谷は10月31日付で騎手を引退し、翌11月1日付で茶木太樹厩舎（栗東）所属の調教助手に転身することが10月26日にJRAから発表された。

#### 新たな競馬観戦施設の設置計画
5月20日付の河北新報で、JRAが馬券の発売を行わずに大画面で競馬中継を放映する新しい競馬施設の設置を、仙台市内中心部に計画していることが報じられた。10月の開業を計画し、営業は週末を含む日中で、飲食物の提供は行わず、持ち込みを可能とする。施設の利用は原則無料としているが、有料個室を設ける案もあるとしている。
JRAは10月6日に、馬券の発売を伴わない映像提供施設「VIESTA（ヴィエスタ）」を、11月26日に仙台市で新規開設予定であることを発表。施設概要は以下の通り。
- 施設名称：VIESTA（ヴィエスタ）
- 所在地：宮城県仙台市青葉区中央2-4-3
- 営業日：水曜日から日曜日
- 休館日：月曜日・火曜日（競馬開催日を除く）
- 営業時間：11時から18時
- 施設概要
  - エリア面積：約380平方メートル
  - 収容人数：約75名
  - 映像設備：縦2.7m、横9.8mの大型ワイドスクリーン（2面）
  - 提供サービス：大型スクリーンで様々なコンテンツを放映
- エリア構成
  - 競馬開催日は以下の3エリアに分けて利用
    - フリーエリア：誰でも立ち寄れるエリア（予約不要）
    - リザーブエリア：大画面の間近で迫力ある映像を体感できるエリア（事前予約制：無料）
    - ラウンジ席：ボックスシートでグループ利用が可能（事前予約制：有料）

  - 平日は全てのエリアをフリーエリアとして運用する
- 施設内で飲食物の提供・販売は行わないが、持ち込みは可能（アルコール類は持ち込み不可）。

#### クリーンエネルギー競馬の開催
JRAは、国際連合が制定する「世界環境デー」にあたる6月5日（安田記念施行日）の東京競馬場で、環境への取り組みの一環として自然エネルギー（バイオマス由来）で発電された電力（クリーンエネルギー）を使用し、当日の競馬開催に必要な電力量（約12万kWh）を賄う「クリーンエネルギー競馬」を実施。これにより、約54トンの二酸化炭素削減効果を見込んでいる。

### 地方競馬
1月 - 3月は「令和3年度」、4月以降は「令和4年度」の開催内容について記述する。
なお、日程等の発表時期は各主催者ごとに異なるため、発表があり次第順次掲載する。
地方競馬全国協会は2022年度の地方競馬開催成績（速報値）を発表し、全国の総売得金は1兆703億5968万3860円（前年度比：107.8%）となり、史上初めて1兆円を超え過去最高となった。全国の総入場者数は220万7142人（前年度比：163.1%）となった。

#### ウクライナ避難民への支援
- 埼玉県浦和競馬組合はウクライナ避難民を支援するため、4月27日に施行する「しらさぎ賞（SIII）」の売得金から0.5%相当額を埼玉県社会福祉協議会へ寄附するほか、4月2日から29日まで浦和競馬場内に募金箱を設置[119]。埼玉県浦和競馬組合は、両者を合わせた義援金（224万65円）を埼玉県社会福祉協議会へ寄附したことを5月12日に発表した[120]。
- 佐賀県競馬組合は、2022年度第3回佐賀競馬（4月29日・30日・5月1日・7日）の第2競走を「佐賀県ウクライナ避難民救援活動支援競走」として実施し、収益金（売得金から払戻金と開催経費を除いた額）を寄付する[121]。佐賀県競馬組合は、支援競走の収益金（449万6805円）を佐賀県健康福祉部社会福祉課へ寄付することを5月23日に発表した[122]。

#### 2歳・3歳馬ダート競走の体系整備と全日本的なダート競走の体系整備
地方競馬全国協会とJRAは6月20日に、全国公営競馬主催者協議会・特別区競馬組合・兵庫県競馬組合を加えた5者の連名で、3歳ダート三冠競走を中心とした2歳・3歳馬の競走体系を整備することを発表。
11月28日には地方競馬全国協会・JRA・全国公営競馬主催者協議会・各地方競馬主催者が連名で記者会見を行い、3歳ダート三冠のトライアル競走整備や古馬ダート競走の体系整備が発表され、2歳馬から古馬にわたって全国的に大規模なダート競走体系の変更が行われることとなった。
各カテゴリー別の変更点は以下の通り。新たな体系での2歳馬競走は2023年、3歳および古馬の競走は2024年から開始予定。

##### 3歳ダート三冠競走の確立
- 羽田盃（大井、SI）・東京ダービー（大井、SI）を新たにダートグレード競走とし、JpnIに格付[126]
- ジャパンダートダービー（大井、JpnI）は競走名を「ジャパンダートクラシック」に、施行時期を10月上旬に変更。優勝馬にはJBCクラシックの優先出走権を付与[126]
- 羽田盃・東京ダービー・ジャパンダートクラシックを「3歳ダート三冠競走」に位置づけ、1着賞金額を増額（以下参照）。あわせて出走条件を「3歳」から「3歳牡・牝」に変更するほか、三冠を達成した馬に「三冠ボーナス」も設定する[126]。
  - 羽田盃：3500万円から5000万円に増額
  - 東京ダービー：5000万円から1億円に増額
  - ジャパンダートクラシック（旧称：ジャパンダートダービー）：6000万円から7000万円に増額
  - 上記3競走をすべて優勝した馬に対し、三冠ボーナスとして8000万円を交付

##### 3歳ダート三冠競走の前哨戦整備
従来、3歳馬のダートグレード競走は1月から4月まで空白になっていたが、既存の3歳重賞等を新たにダートグレード競走として格付し、あわせて3歳ダート三冠競走の前哨戦にも位置付ける。三冠競走における出走馬の選定は、各競走の前哨戦の上位馬が優先的に出走できる選定方法を予定。
- ブルーバードカップ（船橋、準重賞）をJpnIIIに格付
- 羽田盃の前哨戦として雲取賞（大井）・京浜盃（大井）を位置付け、雲取賞はJpnIII、京浜盃はJpnIIに格付
- 東京ダービーの前哨戦としてユニコーンステークス（JRA東京、GIII）を位置付け、負担重量を別定から馬齢に変更。施行場・距離を京都競馬場のダート1900mに変更のうえ、施行時期も4月下旬に変更[129]
- ジャパンダートクラシックの前哨戦として、地方競馬では不来方賞（盛岡）を位置付け、JpnIIに格付。JRAではレパードステークス（新潟、GIII）を前哨戦とする[128]

##### 2歳・3歳短距離路線の整備
- 兵庫チャンピオンシップ（JpnII）を3歳春季短距離路線の頂点を争う競走として位置づけ、施行距離を1870mから1400mに変更。1着賞金も3500万円から4000万円に増額[126]
- エーデルワイス賞（門別、JpnIII）の施行時期を、11月上旬に変更[126]
- 北海道スプリントカップ（門別、JpnIII）の競走条件を3歳以上から3歳に変更、施行時期も8月中旬に変更[126]
- 2歳秋・3歳春に高額賞金の重賞級認定競走を新設（競走名は「ネクストスター」の呼称で統一。以下参照）[126]
  - 2歳秋（8主催者）：1着賞金はいずれも1000万円、地元所属馬限定とする[126]
    - ネクストスター門別（10月上旬、1200m）
    - ネクストスター盛岡（10月中旬、1400m）
    - ネクストスター金沢（10月下旬、1400m）
    - ネクストスター笠松（10月中旬、1400m）
    - ネクストスター名古屋（10月下旬、1500m）
    - ネクストスター園田（10月下旬、1400m）
    - ネクストスター高知（10月下旬、1400m）
    - ネクストスター佐賀（11月上旬、1400m）

  - 3歳春（4ブロック）：施行場は各ブロック内持ち回り。東日本のみ全国交流、他はブロック交流とする[126]
    - ネクストスター北日本
    - ネクストスター東日本
    - ネクストスター中日本
    - ネクストスター西日本

##### 既存ダートグレード競走の包括的見直し
従来、古馬短距離路線においては下半期にJBCスプリントがあるものの、上半期の目標となる競走が明確ではなかったことから、さきたま杯をJpnIに昇格するほか、古馬中距離路線は11月から1月までGI・JpnI競走が連続することから、川崎記念の施行時期を変更する。古馬牝馬路線では下半期にJBCレディスクラシックがあるものの、上半期の目標となる競走が明確ではなかったことから、エンプレス杯を上半期の頂点を争う競走に位置付ける。3歳牝馬路線は上半期に関東オークスがあるものの、下半期の目標が明確ではなかったことから、マリーンカップを3歳牝馬限定戦に変更して下半期の目標に位置付ける。
- 古馬短距離路線
  - さきたま杯（浦和、JpnII）をJpnIに昇格し、施行時期を6月中旬に変更。あわせて競走条件を4歳以上から3歳以上に、負担重量をグレード別定から定量に変更[126]
  - かきつばた記念（名古屋、JpnIII）の施行時期を、3月上旬に変更。負担重量もハンデキャップからグレード別定に変更[126]
- 古馬中距離路線
  - ダイオライト記念（船橋、JpnII）の負担重量を、定量からグレード別定に変更[126]
  - 川崎記念（川崎、JpnI）の施行時期を、4月上旬に変更[126]
  - 名古屋グランプリ（名古屋、JpnII）の競走条件を3歳以上から4歳以上に変更し、施行時期も5月上旬に変更[126]
  - 名古屋大賞典（名古屋、JpnIII）の競走条件を4歳以上から3歳以上に、負担重量をグレード別定からハンデキャップに変更。施行時期も12月下旬に変更[126]
- 古馬牝馬路線
  - エンプレス杯（川崎、JpnII）の負担重量をグレード別定から定量に変更、施行時期も5月上旬に変更[126]
  - クイーン賞（船橋、JpnIII）の競走条件を3歳以上牝から4歳以上牝に変更し、施行時期も2月上旬に変更[126]
  - TCK女王盃（大井、JpnIII）は施行場を園田競馬場に移管し、名称を「兵庫女王盃」に変更。施行距離は1800mから1870m、施行時期は4月上旬に変更[126]
  - ブリーダーズゴールドカップ（門別、JpnIII）の施行時期を、9月上旬に変更[126]
- 3歳牝馬路線
  - マリーンカップ（船橋、JpnIII）は競走条件を3歳以上牝から3歳牝、負担重量をグレード別定から定量に変更。施行距離は1600mから1800m、施行時期は9月下旬に変更。優勝馬にはJBCレディスクラシックの優先出走権を付与[126]

##### 国際化に向けた取り組み
従来、地方競馬のダートグレード競走は、既に国際GI格付を取得している東京大賞典を除き国内向け格付として「Jpn」の表記を使用しているほか、国際競走となっていない競走ではブラックタイプ競走（セリ名簿に競走の格と馬名が太字で記載できる競走）の中でも評価の低い「LR（制限付きリステッド競走）」に分類されていることから、国際的に認められた共通の格付で管理されるべきとされるパートI国の競走として、足並みが揃っていない。
このような状況を改善するため、地方競馬では2028年から段階的に「Jpn」表記の使用を取りやめ、2033年までに国際化を完了し、全てのダートグレード競走を国際競走とする方針を打ち出した。このほか、より高い国際格付の取得に向けた賞金額の設定やレースレーティングの達成、海外出走馬の受け入れ体制の整備など、国際化へ向けた具体的な取組を地方競馬一丸となって進めていくとした。

#### 性別の誤表記
- 特別区競馬組合は5月10日の大井競馬第3競走（C3六・七、ダート1400m、14頭）に出走して1着となったギレルモ（4歳、大井・田中正人厩舎）が出走表で「牡」と記載されていたが、レース終了後の馬体照合でセン馬だったことが判明したことを発表[131][132][133]。
- 岐阜県地方競馬組合は9月9日、ゴールドタイタン（4歳、笠松・伊藤強一厩舎）の性別が牡であったところ、調教師の誤った届出により7月27日（第1競走）・8月11日（第5競走）・8月24日（第1競走）に「セン馬」として出走していたことが判明したことを発表[134]。
- ホッカイドウ競馬は9月16日、9月14日の門別競馬第9競走（長月特別、A1～A3、ダート1700m、10頭）に出走（10着）したハンメルフェスト（5歳、北海道・角川秀樹厩舎）が「牡」と公表されていたが、出走後に「セン馬」だったことが判明したことを発表[135]。さらに9月30日には、9月20日の門別競馬第3競走（日高町海釣り名所日高沖賞、C4-4、ダート1200m、9頭）に出走し3着に入線したゲブレセラシエ（3歳、北海道・田中淳司厩舎）が出馬表には「牡」と記載されていたが、出走後に「セン馬」だったことが判明したことを発表した。ただしレース結果及び払戻金に変更はない[136][137]。
- 千葉県競馬組合は9月26日の船橋競馬第4競走（3歳（六）、ダート1200m、8頭）に出走を予定していたアイノハリケーン（3歳、船橋・阿井正雄厩舎）が「牡」と公表されていたが、競走前の実馬確認の際に「セン馬」だったことが判明したため競走除外にすると共に、管理調教師の阿井に対して「調教師としての注意義務を怠った」として戒告としたことを公表[138][139]。

#### 地方競馬全国協会
- 地方競馬全国協会は3月1日付で、2021年に死去した塚田修の後任となる新理事長に特別区競馬組合副管理者を務めていた斉藤弘が就任したことを発表[140]。
- 地方競馬全国協会は、農林水産省が実施する牛乳の消費拡大キャンペーン「NEW（乳）プラスワンプロジェクト」に関連し、畜産振興補助事業として「がんばれ!日本の酪農応援キャンペーン」を実施。全国の地方競馬場、および一部の地方競馬場外発売所において、来場者へ牛乳をプレゼントする[141]。
- 地方競馬全国協会は4月11日に、「2022地方競馬ジョッキーズチャンピオンシップ」の開催概要を発表。5月8日に佐賀競馬場でファーストステージ（2競走）、5月31日に浦和競馬場でファイナルステージ（2競走）を行い、総合優勝者は2022ワールドオールスタージョッキーズ（8月27・28日、JRA札幌競馬場）の地方競馬代表候補騎手、準優勝者は地方競馬代表補欠候補騎手に選定される[142]。
- 地方競馬全国協会は9月22日に、「LJSレディースジョッキーズシリーズ2022」の実施概要を発表。11月22日に盛岡競馬場、2023年3月2日に川崎競馬場で各2競走ずつ行い、総合ポイントを争う。なお、本年度は「ばんえいエキシビションレース」は実施しない[143]。
- 地方競馬教養センターでは、栃木県で開かれた「第77回国民体育大会（いちご一会とちぎ国体）」の馬術競技会場として、10月6日から10日まで23競技が行われた[144][145]。

#### JBC競走について
JBC実行委員会は、2021年3月17日に2022年のJBC競走について実施概要を発表。
JBCクラシック・JBCスプリント・JBCレディスクラシックの3競走は、11月3日に盛岡競馬場で開催。JBC2歳優駿は前年に引き続き、同日の門別競馬場で開催することとされた。
各競走の施行距離は、JBCクラシックが盛岡ダート2000m、JBCスプリントが盛岡ダート1200m、JBCレディスクラシックが盛岡ダート1800m、JBC2歳優駿が門別ダート1800mとされた。各競走の格付は前年と同様、クラシック・スプリント・レディスクラシックがJpnI、2歳優駿がJpnIIIとされた。各競走の1着賞金はクラシックが1億円、スプリントが8000万円、レディスクラシックが6000万円、2歳優駿が3500万円にそれぞれ増額された。レースの施行順、および発走予定時刻は以下の通り。
- 盛岡第10競走（16時40分）：JBCレディスクラシック
- 盛岡第11競走（17時20分）：JBCスプリント
- 門別第9競走（18時00分）：JBC2歳優駿
- 盛岡第12競走（18時40分）：JBCクラシック

#### 日本レーシングサービス
日本レーシングサービスはBAOO荒尾（J-PLACE荒尾）を移転し、6月3日よりリニューアルオープンする（JRA場外発売は6月4日より開始）。これに伴い、旧荒尾競馬場スタンドでの営業は5月29日で終了する。

#### インターネット投票のシステムメンテナンス
SPAT4と楽天競馬では10月22日にシステムメンテナンスを実施するため、メンテナンス中は発売・払戻を含めすべてのサービスが休止となる。同日に開催予定のばんえい帯広競馬と高知競馬では、SPAT4と楽天競馬での発売は行わない。

#### 帯広市（ばんえい競馬）
2月26日に、2022年度の開催日程と重賞競走を発表。4月22日から2023年3月20日まで25回・149日開催（ナイター95日、準ナイター30日、薄暮24日）。重賞競走は27競走を施行予定。
総売得金は554億7988万5100円（前年比：107.11%）、総入場人員は27万9837人（前年比：163.52%）で、ともに前年度を上回り、売得金額は帯広単独開催となって以降の最高額となった。
リーディングジョッキーは203勝を挙げた鈴木恵介、リーディングトレーナーは120勝を挙げた坂本東一が受賞。

##### その他の変更点
- 8月14日（ばんえいグランプリ施行日）の第10競走で、ばんえいグランプリに出走できなかったファン投票の上位馬が出走する特別競走を新設。競走名は公募の結果、「ばんえいスタートロフィー」に決定した[157][158]。
- 帯広市は10月8日から10日まで、JRA東京競馬場にて「ばんえい十勝フェアin東京競馬場2022」を実施。十勝・帯広の物産品やばんえいオリジナルグッズの販売、ばんえい十勝のPRコーナーを設置する[159]。
- 帯広競馬場では砂の摩耗が激しいことから、第19回開催よりスタートから第1障害までの区間で砂を10cm程度増量（かさ上げ）する。近年はレースの高速化が進み、前年同時期と比較してタイムが10秒ほど短くなっており、ファンからも「レースがすぐ終わり醍醐味が減っている」との意見が寄せられていた[160][161]。

##### 帯広市直営から公社化への動き
2月27日付の弁護士ドットコムニュースで、ばんえい競馬の運営を帯広市による直営から「公社」など別法人にすべきとの動きに対し、厩舎関係者と主催者との間で問題になっていることが報じられた。
この件を最初に報じたのは2021年12月15日付十勝毎日新聞で、地元財界関係者などで構成される「ばん馬と共に地域振興をはかる会」会長で、帯広商工会議所会頭も兼務している川田章博が、ばんえい競馬の運営を帯広市直営から公社など別法人にすべきという持論を展開したことが報じられると、主催者との間に軋轢が増し、信頼関係に亀裂が生じていた厩舎関係者や馬主などの現場側は「競馬の運営を別法人化することで一部の囲い込みを画策している」と受け取り、「公社化」の中身や目的などは現場にまったく知らされておらず、寝耳に水の状態で、公社化が既定路線であるかのように報道されたことで、不信感が表面化。
旭川市・北見市・岩見沢市が2006年度限りでばんえい競馬の開催から撤退し、2007年度より帯広単独開催へ移行するにあたっては当時の経営不振もあり、一部の業務を民間委託するなどしてきたが、売上が再び上昇に転じると施設の改善など現場が求めてもいない事業に予算をつけ、賞金や手当の増額など厩舎関係者の生活環境を改善するよう現場側は繰り返し要求してきたが、帯広市は難色を示してきた。さらに一部の馬主や獣医に働きかけを行い、既存のものとは別の団体を作らせるなどの「分断工作」も行われていたところに「公社化」構想が一方的に表面化したことで現場関係者の不満が爆発。
1月27日には記者会見の席上で、ばんえい競馬調騎会・馬主会が主催者と帯広市に対し、性急な「公社化」に対する懸念を示した要望書を提出。4市開催時には人事異動が停滞し、経理担当者を長年にわたり同一人物が担当していたことで横領行為が長期間継続し、被害金額が拡大した事態が再び起こりかねないという指摘もされている。
帯広市は調騎会に対し、2月21日付で「現在、具体的な意見や要望は受けておらず、本市においても現在公社化の検討は行っておりません」と文書で回答した一方で、「ばんえい競馬の運営業務については専門性が高く、業務量も多いことから、人材の安定的な確保が課題となっている」とも記している。

##### レース映像のドローン撮影
ばんえい競馬では臨場感あふれるレース映像の提供と新たなファンの獲得を目的として、レース映像をドローンで空中撮影し、配信を行う実証実験を5月20日に行った。コース脇の上空15mにドローンを飛ばし、ばん馬と並走しながら模擬レースの様子を撮影。ドローンの飛行音や機体がばん馬や騎手へ与える影響のほか、撮影した映像の伝送状況などを確認した。今後は夜間の実験も行い、活用の可能性を探るとしている。

##### 登録頭数の確保と健康管理の向上に向けた取り組み
ばんえい競馬では近年、競走馬の登録頭数が減少を続けており、出走馬の確保が運営上の課題となっている。1頭あたりの出走回数が増加するなど、馬の健康管理面からも負担が増しており、様々な取り組みが行われている。
ばん馬を生産する牧場は、道内の主産地である十勝地方でも20年前から8割近く減少したほか、ばん馬の生産頭数も8割減少、競走馬登録数は半減した。帯広市での単独開催となった2007年度以降は減少に拍車がかかり、生産農家も高齢化や後継者不足で減少が続いている。
こうした状況から、帯広市は賞金とは別に、年間30競走を対象に優勝馬の生産者へ生産者賞（最大40万円）を支給しているほか、地方競馬全国協会でも道外生産馬が能力検査に合格した場合の奨励金を2022年度より増額し、最大37万3000円とした。
また、帯広市は帯広畜産大学、および楽天競馬を運営する「競馬モール」と協力し、売上の一部を研究費に充て、馬の健康管理策を研究している。

#### 北海道（ホッカイドウ競馬）
2月18日に、2022年度の開催日程と重賞競走を発表。全日程が門別競馬場でナイター開催され、4月13日から11月10日まで15回・85日開催。ダートグレード競走を含む重賞競走は28競走を施行予定。
総売得金額は527億7857万5710円（前年度比：100.92%）で、前年度を上回り1年間の発売金額レコードを3年連続で更新した。
リーディングジョッキーは137勝を挙げた落合玄太が初受賞、リーディングトレーナーは144勝（シーズン最多記録を更新）を挙げた田中淳司が8年連続の受賞となった。

##### 重賞競走の変更点
- 1着賞金を増額する競走[170]
  - 道営記念（H1）：1500万円から2000万円に増額
  - 星雲賞（H3）：300万円から500万円に増額
- すでにダートグレード競走で実施している「着外手当（6着以下の馬に支給）」をすべての重賞競走に拡大し、以下の通り支給する[170]。
  - 3歳・3歳以上：1頭10万円
  - 2歳：1頭5万円

##### 場外発売の変更点
- ホッカイドウ競馬は4月1日より、インターネット投票「オッズパーク」での発売を以下の通り変更する[171]。
  - 購入対象競走：ダートグレード競走4競走（北海道スプリントカップ、ブリーダーズゴールドカップ、エーデルワイス賞、JBC2歳優駿）のみ
  - 購入可能会員：北海道銀行、北洋銀行、岐阜信用金庫、三菱UFJ銀行、中国銀行、広島銀行、四国銀行、群馬銀行、三井住友銀行の競馬専用口座を利用する市中銀行会員のみ

##### その他の変更点
- 1着賞金の増額
  - JRA2歳認定競走[170]
    - フレッシュチャレンジ：200万円から250万円に増額
    - アタックチャレンジ：100万円から120万円に増額

  - 3歳条件[170]
    - オープン：100万円から150万円に増額
    - 4組（1勝馬）：40万円から60万円に増額
    - 未勝利：30万円から50万円に増額
- 特別出走加算手当を新設。最終競走から遡った3競走の出走馬に対し、1頭1万円を加算する[170]。
- 不在となっていた門別競馬場の誘導馬に、JRA札幌競馬場で誘導馬を務めていたメジロゴゼンが就役。5月3日の第6競走でデビューした[172][173]。
- 9月27日より、新たにYouTubeで全レースライブ配信を開始[174]。
- 門別競馬場内の坂路調教コースは馬道改修工事のため、11月11日から12月末まで外部利用を中止する[175]。

##### ジャングルポケット斉藤慎二の愛馬がデビュー
ジャングルポケット (お笑い)のメンバーで、テレビ東京・BSテレ東『ウイニング競馬』の司会を務めている斉藤慎二が、グループ名の由来となったジャングルポケット (競走馬)が2021年に亡くなったことから、YouTubeチャンネルを開設。企画のひとつとして「ジャンポケ斉藤、ジャングルポケット産駒を買う」が立ち上げられ、地方競馬の馬主登録も行った。馬主として斉藤はジャングルポケット産駒の牝馬を購入し、田中淳司厩舎へ預託された。2歳になった同馬は「オマタセシマシタ」の馬名で登録され、3月10日の第1回能力検査を受検。第6競走（800m、5頭）で52秒0のタイムで走破（基準タイム：57.0秒）し、合格した。その後同馬は6月16日の門別競馬第6競走（JRA認定フレッシュチャレンジ、2歳新馬、ダート1200m、9頭）でデビューし、6着だった。当初は斉藤の地元である船橋競馬への移籍を目標にしていたが、門別では8戦して3着が最高と結果を残すことができず、金沢・加藤和義厩舎へ移籍。11月22日に入厩した。

##### 21歳で初年度産駒がデビューしたオグリキャップの直系種牡馬
6月2日の門別競馬第6競走（JRA認定フレッシュチャレンジ、2歳新馬、ダート1000m、11頭）にフォルキャップ（牡2、北海道・桧森邦夫厩舎）が出走し、4着となった。同馬の父は21歳で初年度産駒がデビューした新種牡馬のクレイドルサイアーで、3代父には現役時にJRAのGIを4勝するなど、アイドルホースとして高い人気を得たオグリキャップがおり、希少な直系のひ孫となったほか、21歳で初年度産駒がデビューしたのも国内はもとより世界的にも最高齢記録とみられる。その後、フォルキャップは9月29日の門別競馬第4競走（2歳未勝利、ダート1000m、11頭）で初勝利を挙げ、2頭しか血統登録がないクレイドルサイアー産駒の初勝利となった。

#### 岩手県競馬組合（盛岡・水沢競馬）
2月15日に、2022年度の開催日程と重賞日程を発表。通常開催は4月3日に水沢競馬場で開幕し、冬季休催期間を挟み2023年3月14日まで21回・124日（盛岡11回・66日、水沢10回・58日）開催。通常開催終了後、2023年3月19日から28日まで水沢で特別開催を1回・6日行う。ダートグレード競走を含む重賞競走は48競走（うち盛岡芝重賞9競走）を実施予定。
総売得金は679億5644万6300円（前年度比：117.5%）、開催競馬場の総入場者数は19万6986人（前年度比：116.4%）で、いずれも前年度を上回った。また、黒字額は3億5300万円（前年度比25.2%減）を見込み、構成団体より受けている計330億円の融資に対する返済額として約1億2700万円を充てる見通し。

##### 場外発売の変更点
- 秋田場外勝馬投票券発売所（DIKK秋田、2015年4月開設）は3月18日をもって馬券の発売を終了し、3月31日の払戻業務終了をもって廃止[191]。

##### その他の変更点
- 岩手県競馬組合は9月末で終了予定だった「電話レース実況サービス」を、2023年6月末まで延長する[192]。
- 盛岡競馬場3階の指定席エリアがリニューアルされ、10月2日より供用を開始。新たに2人用の「F席（ペア）」と3～8人用の「G席（グループ4、グループ8）」を追加したほか、感染拡大防止策として間隔をあけて販売していたR席は、席間にパーテーションを設置して全席発売を再開する[193]。

#### 南関東公営競馬（特別区競馬組合・神奈川県川崎競馬組合・千葉県競馬組合・埼玉県浦和競馬組合）
2021年11月9日に、2022年度の開催日程と重賞日程を発表。総開催日数は280日（前年度比：3日増）。内訳は大井が98日（ナイター80日）・川崎が64日（ナイター49日）・船橋が90日（通年ナイター開催）・浦和が58日（薄暮開催35日）で、前年度比で大井・船橋・浦和がそれぞれ1日増えた。昼間・浦和→夜間・大井のリレー開催は昨年より2回増加し、6月27日・30日、7月1日、9月20日、9月22日・23日、12月26日・27日の計8回施行予定。また船橋と大井のナイター協同開催は7月25日・26日、8月18日・19日の4回施行予定となっている。
神奈川県川崎競馬組合は、2023年3月3日で全日程を終了した2022年度川崎競馬の開催成績を発表。総売得金は1063億2790万5000円となり、組合史上初めて1000億円を突破し過去最高となった。また、構成団体への収益配分金は36億円（神奈川県24億円、川崎市12億円）を繰り出した。
千葉県競馬組合は、2023年3月17日で全日程を終了した2022年度船橋競馬の開催成績を発表。総売得金は947億3960万7600円で過去最高となった。
埼玉県浦和競馬組合は、2023年3月24日で全日程を終了した2022年度浦和競馬の開催成績を発表。総売得金は663億7922万3190円で、7年連続で過去最高を更新した。
特別区競馬組合は、2023年3月31日で全日程を終了した2022年度大井競馬の開催成績を発表。総売得金は1954億5723万6170円（前年度比：106.9%）で、1991年度に記録した過去最高を更新した。

##### 重賞競走の変更点
- 桜花賞（浦和、SI）は施行距離を1600mから1500mに短縮し、出走可能頭数を12頭に変更[194][195]。
- 京成盃グランドマイラーズ（船橋、SII）は、3月24日に施行。これにより2021年度は2回施行となり、2022年度は施行しない[195]。
- 賞金額を増額する競走[201]
  - 東京大賞典（大井、GI）：1着賞金を1億円に増額。
  - 川崎記念（川崎、JpnI）・かしわ記念（船橋、JpnI）・帝王賞（大井、JpnI）：1着賞金を8000万円に増額。

##### 場外発売の変更点
- 大井競馬場の外向発売所では4月4日より、非開催日の払戻について「本場開催終了後の翌月曜日[注 1]10時から16時」に変更する[202]。
- JRAネット投票で8月14日に発売する大井競馬は当初「第1競走から第6競走まで」となっていたが、「全レース発売」に変更[203]。
- 大井競馬場では9月5日より、公式YouTubeライブ番組「ウマきゅん」とインターネット投票「SPAT4」が連動し、「ウマきゅん」出演者の予想と同じ馬券をスムーズに購入できる「マルノリ投票」を開始。YouTubeライブ番組と馬券購入が連動したサービスは、競馬業界初の取組みとなる[204]。
- 新型コロナウイルス感染拡大の影響で休止していたオフト汐留の営業を、10月3日より約2年7か月ぶりに再開[205]。
- インターネット投票「SPAT4」では、停止していた三菱UFJ銀行での新規入会受付を10月26日より再開[206]。

##### 調教師の新規開業
- 10月1日付で、入口由美子（旧姓・牛房）（浦和、免許取得：2022年8月1日）が5馬房で新規開業[207]。

##### その他の変更点
- 大井競馬
  - 京浜急行電鉄立会川駅では4月2日より、副駅名称として「大井競馬場」を駅ホームに掲示する[208]。
  - 大井競馬場では4月18日より、以下のサービスを再開する。
    - 復路無料バスのうち目黒線（都営バス品93系統）の運行[209]
    - 指定席引換券の利用[注 2][210]
    - 場内にて場立ちで予想を販売する「南関東公認競馬予想士」の営業[211]

  - 大井競馬場では国からの節電要請に伴い、9月末までの競馬開催期間中、場内の照明やイルミネーション等を一部消灯する[212]。
  - 大井競馬場では競走馬の暑さ対策の一環として、第9回開催（8月14日 - 19日）の日中時間帯に行われる競走（下記参照）において、パドックでの周回時間を通常より10分程度短縮する試行措置を実施[213]。
    - 8月14日・15日・19日：第1競走から第3競走まで
    - 8月16日 - 18日：第1競走から第5競走まで

  - 大井競馬場では、休止していた場内の競馬観戦型レストラン「ダイアモンドターン」の営業を第11回開催（9月18日 - 20日、22日・23日）より再開。指定席券の発売は8月1日より開始する[214]。
  - 特別区競馬組合は2023年に大井競馬場と門別競馬場でJBC競走を実施するにあたり、大井競馬場でファンファーレを生演奏するファンファーレ隊「東京トゥインクルファンファーレ」を全国12か所の競馬場へ派遣する全国キャラバンを以下の日程で行うことを発表[215]。
    - 11月3日：盛岡競馬場・門別競馬場
    - 11月13日：金沢競馬場
    - 11月30日：船橋競馬場
    - 12月16日：名古屋競馬場
    - 12月17日：JRA中京競馬場
    - 12月21日：園田競馬場
    - 12月30日：笠松競馬場
    - 2023年1月3日：川崎競馬場
    - 2023年2月9日：佐賀競馬場
    - 2023年3月14日：高知競馬場
    - 2023年3月22日：浦和競馬場

  - 11月8日に死亡したコンサートボーイ（後述）を追悼し、大井競馬場では11月14日から18日までの開催期間中、場内に献花台を設置[216]。
- 船橋競馬
  - 船橋競馬場では8月25日から11月27日まで、本馬場（外回りコース）の路盤改修とクッション砂の入替工事を行う。震災等の影響による路盤面の高さの変化や、堆積したセット層により水はけが悪くなっている状態を改善するためで、工期は3期に分けて行うほか、クッション砂も宮城県産山砂からオーストラリア産陸砂に変更。砂厚（12cm）は変更しない[217]。
  - 船橋競馬場の誘導馬に、元競走馬でオグリキャップの孫にあたるストリートキャップが就役。9月28日に誘導馬としてデビューした[218]。
  - 船橋競馬場で例年開催している「ふれあい広場」は、競馬場施設の大規模改修に伴い本年度は中止とした[219]。
  - 騎手の健康管理の観点から実施している冬季間の下見所から発走地点までの防寒着の着用許可について、「11月から3月（冬季～春季）」に変更する[220]。
- 浦和競馬
  - 浦和競馬場では、通年で「はくぼ開催（最終競走の発走時刻を18時20分ごろに繰り下げる）」を実施することを目的として、走路照明設備の設置工事を行う。「はくぼ開催」は2023年3月ごろより開始予定[221]。
  - 浦和競馬場では施設の建て替え工事に伴い、10月17日から当面の間、北門駐車場を閉鎖する[222]。
  - 浦和競馬場では10月17日より、感染防止対策のため席数を制限していた2号スタンド2階・3階の指定席について制限を解除し、販売座席数とボックス席の区画数を変更。なお、3号スタンド4階の指定席は引き続き席数制限を行う[223]。

#### 愛知県競馬組合（名古屋競馬）・岐阜県地方競馬組合（笠松競馬）
1月20日に、2022年度の開催日程を発表。名古屋競馬場では27回・113日（前年度比：増減なし）、笠松競馬場では21回・99日（前年度比：41日増）開催。名古屋競馬場は弥富市へ移転し、3月22日に新名古屋競馬場で開場式典を行い、競馬開催は4月8日から行われる。重賞日程は笠松が2月10日に発表、20競走（準重賞3競走を含む）を施行予定。名古屋の重賞日程は2月25日に発表、ダートグレード競走を含む重賞競走は22競走を施行予定。変更点は後述。
愛知県競馬組合は、2023年3月31日で全日程を終了した2022年度名古屋競馬の開催成績を発表。総売得金は764億2361万2600円となり、1974年度に記録した過去最高を更新した。

##### 重賞競走の変更点
名古屋競馬場の移転に伴い、多数の重賞競走で施行距離が変更されるほか、一部の競走名も変更される。
- 名古屋競馬
  - 競馬場移転に伴う施行距離の変更[147][229][227]
    - かきつばた記念（JpnIII）：1400m→1500m
    - 名古屋グランプリ（JpnII）：2500m→2100m
    - 名古屋大賞典（JpnIII）：1900m→2000m
    - 東海桜花賞（SPI）：1400m→1500m
    - 東海クイーンカップ（SPI）：1800m→1700m
    - 駿蹄賞（SPI）：1800m→2000m
    - 湾岸スターカップ（SPII）：1600m→2100m
    - 東海ダービー（SPI）：1900m→2000m
    - トリトン争覇（SPII）：1600m→1700m（旧称：マイル争覇）
    - 名港盃（SPII）：1900m→2000m
    - 秋桜賞（SPI）：1400m→1500m
    - ベイスプリント（SPI）：1400m→920m
    - 秋の鞍（SPI）：1400m→1500m
    - ゴールド争覇（SPI）：1400m→1500m
    - 東海菊花賞（SPI）：1900m→2100m
    - ゴールドウィング賞（SPI）：1600m→1700m
    - 名古屋記念（SPI）：1400m→1500m
    - 新春ペガサスカップ（SPI）：1600m→1700m
    - 梅見月杯（SPI）：1900m→2000m
    - スプリングカップ（SPI）：1800m→1700m
    - 中京ペガスターカップ（SPII）：1600m→1700m
    - 若草賞土古記念（SPI）：1400m→1500m（旧称：若草賞）

  - 新設競走[227]
    - 弥富記念（P、2歳、1500m）※「セレクトゴールド第5戦」を準重賞に変更

  - 出走条件の変更・名称変更等[227]
    - 湾岸スターカップは施行時期を5月に変更のうえ、出走条件も「3歳（生え抜き馬）」から「4歳以上」に変更。
    - マイル争覇は施行距離の変更に伴い、「トリトン争覇」に名称変更。施行時期も6月に変更。
    - 若草賞は、「若草賞土古記念」に名称変更。

  - 格付を変更する競走[227]
    - 梅桜賞は、SPIIからP（準重賞）に格下げ。

  - トライアル競走の変更[227]
    - 中京ペガスターカップは、「東海ダービートライアル」から「駿蹄賞トライアル」に変更。

  - HITスタリオンシリーズの変更点
    - 9月15日に施行予定の「ベイスプリント」で副賞として贈呈される種牡馬配合権（HITスタリオンシリーズ）は当初ブルドッグボスと発表されていたが、パドトロワに変更。これに伴い、競走名も「パドトロワ賞　ベイスプリント」に変更される[230]。
- 笠松競馬
  - 飛山濃水杯（SPIII）の施行時期を5月から6月に変更のうえ、出走条件も「4歳以上」から「3歳以上」に変更[226]。
  - ジュニアクラウン（P）とラブミーチャン記念（SPI）の施行時期を入れ替え、ジュニアクラウンを10月、ラブミーチャン記念を11月に施行[226]。
  - ゴールドジュニア（SPIII）の施行時期を1月から2月に変更のうえ、出走条件も「3歳牡・牝」から「3歳」に変更[226]。
  - マーチカップ（SPIII）は、「東海地区交流」から「北陸・東海・近畿地区交流」に変更[226]。

##### 場外発売の変更点
- 旧名古屋競馬場での最終開催日となる3月11日は混雑が予想されるため、外向投票所での発売・早朝発売を休止する。これに伴い、外向用駐車場も閉鎖される[231]。
- 名古屋競馬場の移転に伴い、旧名古屋競馬場では3月18日より場外発売所「サンアール名古屋」と名称変更のうえ、来場客向けエリアも縮小して営業を継続する。なお、旧名古屋競馬場の外向発売所は廃止となるほか、「サンアール弥富」は4月2日より「外向発売所」に名称変更する[232]。
- 3月22日・24日・31日・4月1日は、名古屋競馬場と各場外発売所（サンアール名古屋・大須・弥富・磯部・一宮、中京西場外）がすべて休業する[233]。
- サンアール名古屋の有料席のうち「グリーンホール」は工事のため、5月6日から6月15日まで営業を休止。これに伴い、別の有料席「特別観覧席」は通常は特定日のみ営業するところ、グリーンホールの工事期間中は毎日営業する[234]。

##### その他の変更点
- 名古屋競馬場の移転に伴い、2021年度末をもって以下のファンサービスが終了する[235]。
  - あおなみ線でGet!
  - バス、地下鉄、ドニチエコキップでGet!
  - レディースデー
  - グループ来場特典
  - グループ専用ルーム
  - 無料入場券ダウンロード
  - 特別観覧席ハッピーバースデー御招待
  - グリーンホール、特別観覧席招待券
- 新名古屋競馬場への無料送迎バスを、2022年度の名古屋競馬開催日に以下の通り運行する[236]。
  - 近鉄蟹江駅：5往復
  - サンアール名古屋（旧名古屋競馬場）：4往復
  - 名古屋駅（名鉄バスセンター）：2往復
- 名古屋競馬場では2022年度より、一部日程（下記参照）でナイター開催を開始する[237]。ナイター開催の愛称名は一般から公募の結果、「ベイサイドナイター」に決定[238][239]。
  - 4月25日
  - 5月30日
  - 8月31日 - 9月2日
  - 11月22日 - 25日
  - 12月22日・23日
  - 2023年1月30日 - 2月3日
  - 2023年2月13日 - 17日
  - 2023年2月27日 - 3月3日
- 名古屋競馬場では4月8日から6月24日まで、競馬開催日の入場料（100円）を免除する[240]。
- 名古屋競馬場の移転に伴い休止していた冠協賛レースの受付を、5月12日より再開。対象は6月7日から2023年3月31日までの名古屋競馬開催日（第1競走から第7競走まで）となる[241]。
- 名古屋競馬では10月の第15回開催より、番組要綱等の一部を改正。主な変更点は以下の通り[242]。
  - 岐阜県（笠松）からの転入馬は、岐阜県所属馬として東海地区で出走歴のある馬に限り、岐阜県在籍時の格・番組賞金に基づいて格付を行う。ただし、岐阜県所属馬として最後に出走した競走以降の賞金調整は行わない。また、岐阜県所属馬として東海地区で出走歴のない馬は岐阜県からの転入馬とみなさない。
  - 従来は東海地区から他地区・JRAへ転出してから1年未満で戻ってきた馬を在籍馬扱いとしていたが、対象を「愛知県から転出した馬」に限定するほか、転出後の期間も「6か月未満」に短縮。その間の番組賞金の調整（控除）も行わない。

##### 競走馬が一般道へ放馬
岐阜県地方競馬組合は7月と11月に、競走馬が一般道へ放馬する事案が発生（以下参照）したことを発表。いずれの事案も、第三者への被害は確認されていない。
- 7月19日の事案：午前2時30分ごろ、円城寺厩舎の馬房から厩舎引戸を押し出し、3号出入口の遮断ゲートに衝突して一般道を横切り、向かいの北側厩舎に侵入。しばらくして再び一般道へ出てきたところを確保された。
- 7月29日の事案：午前10時30分ごろ、レース出場のため円城寺厩舎から本場へ向かう馬道を引馬中に突然暴れだし、一般道へ侵入。1分後に確保された。
- 11月15日の事案：午前8時50分ごろ、調教を終えて円城寺厩舎へ向かう途中の専用馬道で馬が暴れだし、引手を振り切って馬道内を逃走し、前方で厩舎へ向かっていた別の馬に衝突。衝突した馬は確保したが、衝突された馬が暴れて逃走し、馬道東端のゲートを突破して一般道を数十メートル走ったところで確保。厩務員2名が負傷。

#### 石川県・金沢市（金沢競馬）
3月2日に、2022年度の開催日程と重賞競走を発表。4月3日から冬季休催期間を挟み2023年3月28日まで22回・89日（県営：19回・77日、市営：3回・12日）開催（前年度比：増減なし）。ダートグレード競走を含む重賞競走は22競走を施行予定。

##### その他の変更点
- 例年行っている2歳馬の馬名募集事業を、2022年度は実施しない[248]。
- 払戻金の上乗せ施策
  - 8月に開催される金沢競馬第1競走を対象に、3連単の払戻率を80%に設定する「金沢競馬プレミアム・ワン（1R）」を実施[249]。
  - 10月に開催される12時台の競走を対象に、3連単の払戻率を80%に設定する「ランチタイムプレミアム」を実施[250]。
  - 12月に開催される金沢競馬第1競走を対象に、3連単の払戻率を80%に設定する「冬のプレミアム・ワン（1R）」を実施[251]。

#### 兵庫県競馬組合（園田・姫路競馬）
2021年10月29日に2021年度（1月 - 3月）の、2021年12月29日に2022年度（4月 - 12月）の開催日程と重賞競走を発表。姫路競馬場では1月12日から2月24日まで4回・21日開催。重賞競走は3競走を施行予定。園田競馬場では2021年度が1月2日から4日まで開催したのち、3月1日から31日まで開催。重賞競走は2競走を施行予定。2022年度（4月 - 12月）は園田競馬場で4月5日から12月31日まで22回・121日開催（ナイター25日）。ダートグレード競走を含む重賞競走は22競走を施行予定。
兵庫県競馬組合は、2023年3月31日で全日程を終了した2022年度園田・姫路競馬の開催成績を発表。総売得金は1224億4740万2100円（前年度比：98.7%）で、前年度を下回った。開催競馬場の総入場者数は28万3049人（前年度比：122.9%）となった。

##### 重賞競走の変更点
- 兵庫ユースカップは、姫路競馬場から園田競馬場に復帰[252]。
- 西日本地区の主催者が持ち回りで施行する西日本ダービーは、園田競馬場で9月15日に施行[253]。

##### その他の変更点
- 兵庫県競馬組合は4月1日より、所定の要件を満たした騎手が「兵庫県騎手会」に所属できる制度（騎手会所属騎手）を新設。地方競馬で導入されたのは南関東地区に次いで2例目で、廣瀬航が4月22日より適用第1号となった[255][256]。
- 通算2000勝以上の騎手による招待競走「ゴールデンジョッキーカップ」を、9月7日に園田競馬場で実施。開催は2019年以来3年ぶりとなる[257]。
- 11月3日（JBC競走施行日）の園田競馬は、全8レースで開催。最終競走の発走予定時刻は16時25分となり、以降はJBC競走を他場発売する[258]。

##### 薄暮開催に対する近隣住民との軋轢
従来、園田競馬場では金曜日のナイター開催日を除き、午後5時までとして競馬を開催していたが、2020年3月より午後7時まで開催する「薄暮開催」を開始。しかし、開始にあたって近隣住民への事前説明がなかったことで、兵庫県競馬組合（以下「組合」と表記）との間で問題が発生している。
園田競馬場でナイター開催を実施するにあたり、組合と近隣住民との間で交わされた申し合わせ書には「今後、協議の必要が生じた場合は、競馬場側と住民側とで話し合い解決する」と記されているが、事前に住民側への説明はなかった。組合からの説明は薄暮開催開始から4か月後に行われたというが、住民側は「申し合わせ書の約束と違う」「薄暮開催の一部はナイターにあたる」として600人分の署名とともに組合へ中止を要請したが、組合は受け入れなかった。
組合は薄暮開催にあたり、競馬場から最寄り駅までの無料バスを運行したり警備員の数を増やすなど対策をしており、以前よりも迷惑行為は改善されたものの、住民らの不安は残っている。

##### 実況アナウンサーの降板
兵庫県競馬組合では、従来より場内実況を有限会社ダート・プロダクション（元実況アナウンサーの吉田勝彦が1992年に設立）所属の竹之上次男と鈴木セイヤ、及びダート・プロより委託を受けているフリーアナウンサー（有限会社ユウセイプランニング (-2019)→個人事務所きときとヴォイス (2020-)所属）の三宅きみひとが担当していたが、竹之上は新型コロナウイルス感染症の流行以降、マスク着用等の感染予防ルールについて組合と対立したり、自身の発言に対してクレームが競馬場に寄せられるなどのトラブルを繰り返し、2021年8月にダート・プロより園田競馬場への出勤停止処分を受ける。更に同年12月に出勤途上で「ノー・マスク」であったことをきっかけに吉田・三宅の両名とも関係が悪化し、一時は三宅が降板を訴えるまでに発展した。竹之上は2022年1月にダート・プロの新社長就任が内示までされていたが一連の『不祥事』を理由に白紙となり、同月末にダート・プロを退職すると共に実況アナウンサーから引退した。
代わって2月からは元KBS京都アナウンサーでフリー（個人事務所re:voice）の木村寿伸が実況陣に加わった。

#### 高知県競馬組合（高知競馬）
2月27日に、2022年度の開催日程と重賞競走を発表。4月9日から2023年3月29日まで17回・109日開催（12月31日・2023年1月1日を除きナイター開催）。ダートグレード競走を含む重賞競走は19競走を施行予定。
総売得金は946億806万1600円で、過去最高だった前年度に次ぐ成績となった。

##### 場外発売の変更点
- パルス高知では10月1日より、1階で他場の場外発売を一部再開する[267]。

##### レース放送中の区間タイム等の表示
高知競馬場では8月27日より、ライブ中継において高精度測位システムを用いて計測した区間タイム等（以下参照）を画面に表示する。なお、表示データはシステムにより計測された参考値で、システム障害時や一部の発売所、および「地方競馬ライブ」では表示されない。
- レース中の表示内容
  - 右上：スタートから2ハロンのタイム
  - 右中：計測区間（200mごと）の区間タイム
  - 右下：区間ごとの通過順位
  - 左下：50mごとの通過順位
- ゴール後の表示内容
  - 右上：上がり3ハロン（または4ハロン）のタイム

#### 佐賀県競馬組合（佐賀競馬）
3月7日に、2022年度の開催日程と重賞競走を発表。4月2日から2023年3月26日まで23回・116日開催（ナイター66日）。ダートグレード競走を含む重賞競走は28競走を施行予定。

##### 重賞競走の変更点
- 新設重賞競走
  - 9月11日：鳥栖大賞（3歳以上、地方全国交流、2000m）※1着賞金800万円[270]
  - 12月18日：フォーマルハウト賞（2歳牝馬、地方西日本地区交流、1400m）※1着賞金500万円[271]

##### 九州産馬限定新馬戦の実施
6月4日の佐賀競馬第4競走で、「It's A New Dream（2歳新馬、九州産、ダート900m）」を実施。九州産馬限定新馬戦は、地方競馬史上初のレースとなる。

##### 佐賀競馬場移転開設50周年記念式典の実施
佐賀県競馬組合は、佐賀競馬場が現在地（鳥栖市）に移転開設してから7月1日で50年を迎えることを記念し、鳥栖市内で記念式典を開催。山口祥義佐賀県知事や橋本康志鳥栖市長が来席し、祝辞を述べた。

##### びわこ競艇場とのコラボ企画
佐賀県競馬組合はびわこ競艇場と共同で、コラボ企画「～さがしがコラボ～【さがけいば×ボートレースびわこ】」を実施。佐賀競馬では8月20日・21日に「ボートレースびわこカップ」を施行、びわこ競艇場では8月19日 - 24日の開催を「さがけいば杯」として実施。このほか、佐賀牛と近江牛のプレゼントキャンペーン、物産品のイベント抽選会を企画する。

#### 開催日割

##### 中央競馬の開催日割
予定として発表されている競馬場別の開催日割は以下の通り。
- 札幌競馬場：2回・14日（前年比：増減なし）
- 函館競馬場：1回・12日（前年比：増減なし）
- 福島競馬場：3回・20日（前年比：増減なし）
- 新潟競馬場：4回・26日（前年比：2日減）
- 中山競馬場：5回・42日（前年比：増減なし）
- 東京競馬場：5回・45日（前年比：1日増）
- 中京競馬場：6回・45日（前年比：増減なし）
- 京都競馬場：開催なし（前年比：増減なし）
- 阪神競馬場：6回・54日（前年比：1日増）
- 小倉競馬場：4回・30日（前年比：増減なし）

##### 地方競馬の開催日割
予定として発表されている競馬場別の開催日割は以下の通り。
各主催者とも1月 - 3月は2021年度、4月 - 12月は2022年度。
- 帯広競馬場：（1月 - 3月）36日[275]（4月 - 12月）114日[276]
- 門別競馬場：（4月 - 12月）85日[166]
- 盛岡競馬場：（4月 - 12月）66日[188]
- 水沢競馬場：（1月 - 3月）12日[277]（4月 - 12月）52日[188]
- 大井競馬場：（1月 - 3月）19日[278]（4月 - 12月）78日[279]
- 川崎競馬場：（1月 - 3月）16日[278]（4月 - 12月）49日[279]
- 船橋競馬場：（1月 - 3月）15日[278]（4月 - 12月）45日[279]
- 浦和競馬場：（1月 - 3月）15日[278]（4月 - 12月）44日[279]
- 金沢競馬場：（1月 - 3月）7日[280]（4月 - 12月）82日[246]
- 名古屋競馬場：（1月 - 3月）29日[281]（4月 - 12月）80日[224]
- 笠松競馬場：（1月 - 3月）27日[281]（4月 - 12月）71日[224]
- 園田競馬場：（1月 - 3月）18日[252]（4月 - 12月）121日[253]
- 姫路競馬場：（1月 - 3月）21日[252]
- 高知競馬場：（1月 - 3月）38日[282]（4月 - 12月）71日[264]
- 佐賀競馬場：（1月 - 3月）31日[283]（4月 - 12月）85日[269]

## できごと

### 1月
- 2日 
  - 水沢競馬は走路状況悪化によりこの日の第6競走以降、及び翌3日の全競走を取りやめ。いずれも代替開催は実施しない[284][285][286]。
- 4日 - 石川県競馬事業局及び高知県競馬組合は、金沢競馬所属騎手の畑中信司が5日付で高知・別府真司厩舎に移籍すると発表した[287][288]。
- 5日 
  - 中山競馬第4競走（メイクデビュー中山、3歳新馬（混合）、ダート1800m、11頭）で、田辺裕信（美浦）がJRA史上30人目（現役騎手18人目）となる通算1万2千回騎乗を達成[289]。
  - 2018年の東京優駿（日本ダービー）を優勝したワグネリアン（JRA）が、栗東トレーニングセンター診療所の入院馬房で死亡。日本ダービー優勝馬が現役のまま生涯を終えたのは同馬が5頭目で、平成以降では初めてのケースとなった[290][291]。
- 6日 - 川崎競馬は降雪の影響による馬場悪化のため、第8競走以降を取りやめ。これに伴い、トリプル馬単も中止となった。代替開催は実施しない[292][293]。
- 7日
  - 美浦トレーニングセンターでは、前日からの降雪に加え馬場が凍結したため、一部の調教コースを閉鎖したほか、調教時間も変更された[294]。
- 11日 
  - 2021年度のJRA賞が発表され、エフフォーリアが年度代表馬に選出された。3歳牡馬が年度代表馬に選出されたのは2011年のオルフェーヴル以来10年ぶり[注 3]であるが、3冠馬以外では2002年のシンボリクリスエス以来19年ぶりとなった[295]。
- 15日
  - 小倉競馬第1競走（3歳未勝利、ダート1700m、9頭）で、古川吉洋（栗東）がJRA史上47人目（現役騎手32人目）となる通算1万回騎乗を達成。古川吉はデビューから「25年10か月14日」、年齢は「44歳3か月21日」で達成し、達成までに要した日数・年齢ともに歴代3位の年長記録となった[296][297]。
  - 中京競馬第3競走（3歳未勝利、ダート1900m、9頭）で、ハーツクライ産駒がJRA史上10頭目となる通算1300勝を達成[298]。
  - 北米競馬の年間表彰・エクリプス賞の各部門賞最終候補馬が現地時間の15日に発表され、ブリーダーズカップ・フィリー&メアターフを優勝したラヴズオンリーユー（JRA栗東・矢作芳人厩舎）が芝牝馬、ブリーダーズカップ・ディスタフを優勝したマルシュロレーヌ（JRA栗東・矢作芳人厩舎）がダート古馬牝馬でそれぞれノミネートされた[299]。全米サラブレッド競馬協会（NTRA）は現地時間の2月10日、2021年のモーメント・オブ・ザ・イヤーに「ブリーダーズカップで優勝した2頭の日本馬（ラヴズオンリーユー・マルシュロレーヌ）」を選出[300]。その後にエクリプス賞各部門賞が発表され、最優秀芝牝馬をラヴズオンリーユーが日本調教馬として史上初めて受賞した[301]。
- 16日
  - 岩手県競馬組合は岩手県沿岸部に津波警報が発令されたため、テレトラック種市・宮古・釜石を休館。J-PLACE種市も、JRA場外発売・払戻を休止した[302][303]。
  - 中京競馬第8競走（梅花賞、3歳1勝クラス、芝2200m、4頭）は当初5頭立ての予定だったがレース直前に1頭が競走除外となったため、2012年8月4日の札幌競馬第5競走以来、JRAで施行される競走としては約10年ぶりに4頭立てでレースが行われた。3連単の払戻金は270円となり、従来の最低記録（330円）を更新した[304]。
- 26日 - 国際競馬統括機関連盟（IFHA）は「世界のトップ100GIレース」を発表し、2021年に行われた日本の競走では天皇賞（秋）が4位となるなど、11競走が100位以内にランクインした[305]。また、「2021年度ロンジンワールドベストレースホースランキング」も発表され、日本調教馬ではコントレイルが5位、エフフォーリアが10位タイとなった[306]。
- 27日 - 高知競馬は、1月16日から26日まで開催された2021年度第14回開催（6日間）の売得金が78億199万5500円を記録し、従来の記録（2020年度第14回開催、70億5757万2100円）を更新したことを発表[307]。
- 29日 - 中京競馬第11競走（伊賀ステークス、4歳以上3勝クラス、ダート1200m、16頭）で、秋山真一郎（栗東）がJRA史上22人目（現役騎手15人目）となる通算1万3千回騎乗を勝利で飾った[308]。
- 30日 - 東京競馬第11競走（第36回根岸ステークス、GIII）の発走直前に、JRAの関連団体の関係者がパスを目的外で使用し、業務エリア以外の地下馬道を通り、レースが行われるダートコースの入口まで立ち入った。JRAはコース点検のため、発走時刻を所定より約5分遅らせた[309][310]。
- 31日 - 園田・姫路競馬の実況アナウンサーを務めた竹之上次男が自身のブログで、この日をもって所属プロダクションを退職し、実況から引退したことを明らかにした[311][312]。

### 2月
- 4日 - JRAは「降雪による競馬開催への影響が予想される」として、2月5日の中京競馬・小倉競馬の金曜日夜間発売を取りやめた[313]。
- 5日 
  - JRAは「降雪による競馬開催への影響が予想される」として、2月6日の中京競馬第11競走（きさらぎ賞）の前日発売を取りやめた[314]ほか、2月6日の中京競馬全競走とWIN5の土曜日夜間発売も取りやめた[315]。
  - 特別区競馬組合はオープス中郷（新潟県上越市）の2月6日の営業について、降雪の影響により臨時休業すると発表[316]。J-PLACE中郷も、同日のJRA場外発売・払戻を休止[317]。
  - 中京競馬第5競走（3歳未勝利、芝1600m、13頭）で1位入線したハギノモーリスは最後の直線で外側へ斜行し、バンデルオーラとサブライムアンセムの走行を妨害。この走行妨害がなければ被害馬2頭は加害馬に先着できたと裁決委員が判断したため、ハギノモーリスは3着に降着となった。2013年に現行の降着・失格制度に改められて以降、1位入線馬の着順が2つ以上降着したのは、2020年の高松宮記念で1位入線したクリノガウディーが4着に降着となって以来となった[318]。加害馬のハギノモーリスに騎乗した池添謙一（栗東）は、2月19日から27日まで9日間の騎乗停止となった[319]。
- 6日 - 中京競馬は積雪のため、第1競走の発走時刻を11時に繰り下げ、以降第10競走まで発走時刻を変更する措置を取った[320][321]。
- 8日 - JRAは2022年度新規騎手免許試験合格者を発表し、JRA所属女性騎手として現役4人目となる今村聖奈、競馬学校の生徒以外で唯一第1次試験を合格して受験したJRA騎手小牧太（栗東）の実息・小牧加矢太（障害のみ免許）など10名が合格した。10名は3月1日付で免許交付となり、早ければ3月5日の開催から順次デビューする[322]。JRAで障害専門の騎手が誕生したのは、1986年にデビューした大森勇一以来となるほか、JRA競馬学校を卒業せず、地方競馬や海外での騎手経験もない受験者としては小牧加が初めての合格者となった[323][324]。また、競馬学校卒業生のうち成績優秀者に贈られる「アイルランド大使特別賞」は、角田大河が選ばれた[325]。
- 11日 - 美浦トレーニングセンターでは前夜からの降雪および積雪のため、調教コースを坂路・南D（ウッドチップ）・北C（ダート）の3コースに限定して開場したほか、調教終了時刻も11時30分から13時に延長された[326]。
- 12日 - 東京競馬第12競走（4歳以上2勝クラス、ダート1600m、16頭）で最低人気のヤマメ（牝5、美浦・久保田貴士厩舎）が1着となった。単勝の払戻金は東京競馬史上最高、JRA歴代3位となる5万4940円を記録したほか、2着に5番人気、3着に12番人気が入線し、3連単の払戻金も1460万40円を記録する波乱となった[327][328]。
- 15日 - 騎手の吉村智洋（兵庫）が、この日の姫路競馬で1日に6勝を挙げた。吉村智は2019年9月20日、2020年7月10日・8月12日にも1日6勝を挙げており、同一騎手による通算4度目の1日6勝達成は岩田康誠（現JRA）と木村健（現調教師）の3回を抜き、兵庫の過去最多記録を更新した[329]。
- 18日 - 名古屋競馬第1競走で実況放送用機材に不具合が発生し、実況が流れなくなるトラブルが発生。予備の機材と交換し、第2競走以降は復旧した[330]。
- 19日 - 東京競馬第10競走（金蹄ステークス、4歳以上3勝クラス、ダート2100m、16頭）で、キングカメハメハ産駒がJRA史上3頭目となる通算2100勝を達成[331]。
- 20日
  - 小倉競馬第1競走（3歳未勝利、ダート1700m、15頭）でエアフォースワン（牡3、栗東・大根田裕之厩舎）が1着となり、父リヤンドファミユは2017年の種牡馬入り以来2世代目で産駒のJRA初勝利となった[332]。
  - 東京競馬第11競走（第39回フェブラリーステークス、GI）で、カフェファラオ（牡5、美浦・堀宣行厩舎）が優勝。同馬は前年に続く連覇となり、2014・2015年のコパノリッキー以来2頭目の記録となったほか、騎乗した福永祐一（栗東）は2005年にメイショウボーラーで優勝して以来17年ぶりの優勝、外国産馬は同競走を3連覇となった[333]。
- 21日 
  - 昨年12月11日夜、浦和競馬所属の厩務員がさいたま市内のスナックで同僚の体に火を付けて大火傷を負わせ逮捕（その後不起訴処分）された事件で、埼玉県浦和競馬組合は「競馬の信用を著しく失墜させた行為」として、騎手1名を騎乗停止4日、厩務員1名を戒告及び賞典停止10日、調教師1名を戒告及び賞典停止4日、調教師補佐1名を戒告及び賞典停止2日、騎手1名と厩務員7名を戒告とする処分を発表した。また1名が1月31日付で退職となっている[334]。
  - 悪天候（暴風雪）の影響により、アプスポット網走は終日[335]、Aiba中標津は15時以降の発売・払戻業務をそれぞれ中止した[336]。
- 25日 
  - 神奈川県川崎競馬組合は、所属騎手の阪上忠匡が3月31日付で引退することを発表[337]。3月4日に行われた川崎競馬第2競走が最後の騎乗となった[338][339]。
- 26日 - 現地時間の26日、サウジアラビアのキングアブドゥルアジーズ競馬場でサウジカップデー国際競走が行われ、ネオムターフカップ（G3、4歳以上、芝2100m）でオーソリティ（牡5、JRA美浦・木村哲也厩舎）[340]、1351ターフスプリント（G3、4歳以上、芝1351m）でソングライン（牝4、JRA美浦・林徹厩舎）[341]、レッドシーターフハンデキャップ（G3、4歳以上、芝3000m）でステイフーリッシュ（牡7、JRA栗東・矢作芳人厩舎）[342]、リヤドダートスプリント（G3、3歳以上、ダート1200m）でダンシングプリンス（牡6、JRA美浦・宮田敬介厩舎）が勝利を挙げ、日本調教馬が1日に4勝を挙げた。勝利騎手は4頭ともクリストフ・ルメール（JRA栗東）[343]。
- 28日
  - JRA調教師の古賀史生・高橋祥泰・田中清隆・柄崎孝・藤沢和雄・堀井雅広（以上美浦）・浅見秀一（栗東）が、定年のためこの日をもって引退[344]。
  - 整備工事中のJRA京都競馬場で、淀寮の増築工事現場を京都市埋蔵文化研究所が調査したところ、淀城跡の家老屋敷が発掘された。家老屋敷は18世紀中ごろから後半に地下1m40cmのところで使われたのち、同所で軟弱地盤に対応するかさ上げ工法（蝋燭基礎）を用いて再建された事実が確認されたほか、1868年に起こった「鳥羽・伏見の戦い」での火災跡も確認された。当時、蝋燭基礎工法は江戸周辺などで多く用いられていたが関西では例が少なく、貴重な歴史的資料とされている[345]。

### 3月
- 1日
  - JRAは、2月28日付で調教師を定年引退した藤沢和雄とアドバイザリー契約を結んだことを発表。元中央競馬関係者とのアドバイザリー契約は元騎手の岡部幸雄に次いで2人目で、調教師経験者としては初めてとなった[346]。
- 5日 
  - 阪神競馬第1競走（3歳未勝利、ダート1800m、14頭）で、この日デビューした新人騎手の角田大河（栗東）が初騎乗初勝利を達成。新人騎手の初騎乗初勝利は一昨年の泉谷楓真（栗東）[注 4]、昨年の小沢大仁（栗東）・永野猛蔵（美浦）に続いて3年連続[347]。さらに角田河は続く第2競走（3歳未勝利、ダート1200m、16頭）でも勝利。デビュー戦からの2連勝は1996年の福永祐一以来26年ぶりで、新人騎手がデビュー日に1日2勝を挙げたのは昨年の小沢に続き、JRA史上5人目となった[348][349]。
  - 阪神競馬第8競走（4歳以上2勝クラス、芝1200m、11頭）で、幸英明（栗東）が武豊（栗東）に次ぐ史上2人目のJRA通算2万2千回騎乗を史上最速（28年0か月1日）・史上最年少（46歳1か月22日）で達成[350]。
  - ばんえい帯広競馬は悪天候（降雪）のため、第8競走以降を取りやめ。代替開催も施行しない[351][352]。
- 7日 - JRAは第1回関東定例記者会見で、昨年12月に行われた香港国際競走施行時に、国内（JRA）のレース発走時刻が香港の発走時刻と一部重複したためライブ放映ができなかった事案について、「今後はお客様への周知を図り、放映態勢改善に向けて努力していきたい」とした[353]。
- 11日 - 現在地（名古屋市港区）での最終開催日となった名古屋競馬の第4競走（シャトルバスで弥富へGO、C6、ダート1400m、10頭）で、1着から順に5番人気→8番人気→9番人気と入線。3連単の払戻金は976万8430円（的中1票）となり、名古屋競馬史上最高を更新した[354][355]。最終第12競走は「どんこファイナル特別（C1、ダート1400m、11頭）」が行われ、名古屋市港区での競馬開催が終了した[356]。
- 12日 - 中山競馬第10競走（アクアマリンステークス、4歳以上3勝クラス、芝1200m、15頭）で、吉田豊（美浦）が史上12人目（現役9人目）となるJRA通算1万7000回騎乗を達成[357]。
- 15日 - JRA騎手のクリストフ・ルメール（栗東）がアパレルブランド「CL by C・ルメール」を立ち上げることを発表。騎手がレースで着用する勝負服をモチーフにしてデザインし、ポロシャツ、パンツ、キャップなどを販売する[358]。C・ルメールは4月28日に、同ブランドの売上の一部を引退馬の支援活動を行う「TCCジャパン」へ寄付することを発表[359]。
- 16日
  - 高知競馬第4競走（第24回黒船賞、JpnIII）で、イグナイター（牡4、兵庫・新子雅司厩舎）が優勝。地方競馬所属馬が同競走を優勝したのは、2018年のエイシンヴァラー（兵庫）以来4年ぶりとなった[360]。
- 18日 - 地方競馬全国協会は2021年度第4回調教師・騎手免許試験の新規合格者を発表し、調教師補佐1名・騎手10名（うち女性1名）が合格した。調教師補佐の合格者は騎手の拜原靖之（川崎）で、3月31日をもって騎手を引退する（3月24日に正式発表[361]）。騎手の合格者はすべて地方競馬教養センターの騎手候補生で、いずれも4月1日付で免許が交付される[362][363]。
- 19日
  - 中京競馬第11競走（第36回ファルコンステークス、GIII）で、プルパレイ（牡3、栗東・須貝尚介厩舎）が優勝。同馬の父イスラボニータは産駒の重賞初勝利となった[364]。
  - ばんえい帯広競馬は映像配信システムに不具合が発生したため、第2競走から第5競走を取りやめとした。取りやめとなった競走の投票券は、すべて返還となった[365]。
- 21日
  - 中山競馬第4競走（障害4歳以上未勝利、芝→ダート2880m、13頭）で、アノ（牡6、栗東・鈴木孝志厩舎）が勝利を挙げた。調教師の鈴木は19日の阪神競馬第4競走（障害4歳以上未勝利、マッスルビーチ）・20日の阪神競馬第4競走（障害4歳以上オープン、ノストラダムス）でも管理馬が勝利しており、3日間開催で行われた障害の全競走をすべて勝利する珍記録となった[366]。
  - 千葉県競馬組合は、調教師の出川克己と渡邊薫が3月31日付で引退することを発表[367]。
- 22日 - 埼玉県浦和競馬組合は、所属騎手の北島希望が病気療養中を理由として、2022年度の騎手免許を継続しないことを発表した[368]。
- 23日 - 船橋競馬第11競走（第67回ダイオライト記念、JpnII）で、ノーヴァレンダ（牡6、川崎・内田勝義厩舎）が優勝。地方競馬所属馬が同競走を優勝したのは、2009年のフリオーソ以来13年ぶりとなった[369]。
- 25日 
  - 特別区競馬組合は、騎手の早田秀治と調教師の秋吉和美が3月31日付で引退することを発表[370][371]。
  - 高知県競馬組合は、高知競馬場で誘導馬を務めているエイシンメンフィスが、3月27日をもって誘導馬を引退することを発表。引退後は高知競馬場で、第1競走の開始前にパドックで「ウェルカムホース」として来場客を出迎えていたが[372]、5月24日午前に肺出血を起こして急死した（30歳没）[373]。
- 26日
  - 中山競馬第8競走（ペガサスジャンプステークス、障害4歳以上オープン、芝3350m、10頭[注 5]）で、平沢健治（栗東）がJRA史上15人目（現役騎手7人目）となる障害競走通算1千回騎乗を達成[374]。
  - 日本時間の26日から27日にかけて、アラブ首長国連邦のメイダン競馬場でドバイワールドカップデー国際競走が行われ、ゴドルフィンマイル（G2、ダート1600m）でバスラットレオン（牡4、JRA栗東・矢作芳人厩舎）[375]、ドバイゴールドカップ（G2、芝3200m）でステイフーリッシュ（牡7、JRA栗東・矢作芳人厩舎）[376]、UAEダービー（G2、ダート1900m）でクラウンプライド（牡3、JRA栗東・新谷功一厩舎）[377]、ドバイターフ（G1、芝1800m）でパンサラッサ（牡5、JRA栗東・矢作芳人厩舎。1着同着）[378]、ドバイシーマクラシック（G1、芝2410m）でシャフリヤール（牡4、JRA栗東・藤原英昭厩舎）が優勝[379]し、日本調教馬が5勝を挙げた。クラウンプライドの管理調教師・新谷功一は2020年の開業以来重賞初勝利となった[377]ほか、2021年の東京優駿（日本ダービー）を優勝しているシャフリヤールは日本ダービー優勝馬による初の海外G1優勝となった[379]。
- 27日 - 中京競馬第11競走（第52回高松宮記念、GI）で、ナランフレグ（牡6、美浦・宗像義忠厩舎）が優勝。同馬はGI初出走で、重賞初勝利がいきなりGIとなったほか、騎乗した丸田恭介（美浦）、管理調教師の宗像、馬主（村木克成）、生産者（坂戸節子）はいずれもGI初勝利となった[380][381]。
- 31日 - 愛知県競馬組合は、所属調教師の栗田和昌がこの日をもって引退することを発表。これに伴い、同厩舎に所属していた騎手の加藤利征は3月29日付で沖田明子厩舎に所属変更となった[382]。

### 4月
- 1日
  - 大井競馬は前夜の降雨による走路コンディション不良のため、開催を取りやめとした[383][384]。代替開催も実施しない。この日は全国の地方競馬で唯一の開催予定だったため、2020年3月9日以来2年ぶりにJRA・地方競馬とも競馬開催がない日となった[384]。
- 5日 - ばんえい競馬を主催する帯広市は、谷あゆみ厩舎に所属していた50歳代の厩務員の男（2021年9月に退職）が競馬法第29条に違反して地方競馬の勝馬投票券を購入し、北海道警帯広署から釧路地方検察庁帯広支部に書類送検されていたことを発表[385][386]。その後8月18日には管理調教師の谷に対して同日付で戒告とすると共に8月20日から9月10日まで実効10日間の賞典停止処分とした[387]。
- 10日
  - 阪神競馬第4競走（3歳未勝利、芝1400m、18頭）で、福永祐一（栗東）がJRA史上単独4位となる通算2542勝を達成[388]。
  - 阪神競馬第11競走（第82回桜花賞、GI）で、スターズオンアース（牝3、美浦・高柳瑞樹厩舎）が優勝。重賞未勝利馬によるGI勝利は3週連続で、管理調教師の高柳瑞は開業12年目でGI初勝利となったほか、馬主の社台レースホースは同競走を通算4勝目とし、サンデーレーシングの3勝を抜いて歴代最多記録となった[389][390]。
  - 佐賀競馬第5競走（第21回ル・プランタン賞、ダート1800m、10頭）でケウ（牝3、川崎・林隆之厩舎）が優勝し、同馬の父ラニは産駒の重賞初勝利となった[391]。
- 11日 - JRA副理事長の本川一善など6名が北海道静内農業高等学校を訪れ、文部科学省に指定された「マイスター・ハイスクール事業」の様子を視察。JRAは公益社団法人日本軽種馬協会や日高軽種馬農業協同組合などとともに同校のマイスター・ハイスクール事業と連携しており、日高育成牧場などからJRA職員を講師として派遣している[392]。
- 14日 - 前日に開幕した門別競馬場では、当初番組に組まれていた「スーパーフレッシュチャレンジ1（2歳新馬）」が不成立となった。これにより、ホッカイドウ競馬では2018年以来4年ぶりに開幕週に2歳戦が行われなかった[393]。
- 16日 - 中山競馬第11競走（第24回中山グランドジャンプ、J・GI）で、オジュウチョウサン（牡11、美浦・和田正一郎厩舎）がJRA史上最多となる6度目の優勝。11歳以上のJRA所属馬がJRA重賞を勝利したのは平地・障害を含めて史上初となった[394]ほか、鞍上の石神深一（美浦）はJRA史上16人目（現役騎手8人目）となる障害競走通算1千回騎乗を勝利で飾り、障害重賞を21勝目とし、白浜雄造（栗東）と並び障害重賞最多勝利タイ記録となった[395][396][397]。また、オジュウチョウサンの父ステイゴールドはこの勝利で産駒が2009年から14年連続でJRAのGI勝利を記録し、サンデーサイレンス（1994年 - 2007年）の記録に並んだ[398]。
- 17日 - 中山競馬第11競走（第82回皐月賞、GI）で、ジオグリフ（牡3、美浦・木村哲也厩舎）が優勝。同馬の父ドレフォンは2021年に初年度産駒がデビューした新種牡馬で、産駒のGI初勝利となった[399]。また、最終競走終了後には2019年以来約3年ぶりに馬場が開放された[400]。
- 23日
  - 東京競馬第3競走（3歳未勝利、ダート2100m、16頭）のレース終了後、東京競馬場内の着順掲示板にレースタイム・上がりタイムが表示されないトラブルが発生。タイム自動計測機器のトラブルが原因で、JRAは従前よりバックアップとして係員が手動で計測しているタイムを採用し、確定から数分後にレースタイム・上がりタイムを表示。第4競走以降は復旧している[401][402]。
  - 愛知県競馬組合は、2021年3月9日から4月22日にかけてB級の格付で出走していたナーリーが、C級の誤りだったことを発表した[403]。
- 24日 - 東京競馬第7競走（4歳以上1勝クラス、ダート1600m、11頭）で、津村明秀（美浦）がJRA史上48人目（現役騎手33人目）となる通算1万回騎乗を達成[404]。
- 28日 - 日本政府は令和4年春の褒章受章者を発表し、JRA騎手の柴田善臣（美浦）が黄綬褒章を受章。現役騎手の受章は的場文男（大井、令和2年秋）に次いで2人目で、JRA所属騎手としては初めてとなった[405]。なお、柴田善の受章セレモニーは5月22日に東京競馬場で行われる[406]。
- 29日 - 笠松競馬場では当地出身のオグリキャップにちなみ、同馬が登場する漫画「ウマ娘 シンデレラグレイ」とのコラボ企画として、第11競走で芦毛・白毛馬限定戦「ウマ娘シンデレラグレイ賞（B・C級選抜、ダート1400m、10頭）」が行われた。当日はウマ娘の等身大パネルを設置したほか、来場者へオリジナルうちわのプレゼントも行われた[407]。

### 5月
- 1日
  - 阪神競馬第11競走（第165回天皇賞（春）、GI）で、タイトルホルダー（牡4、美浦・栗田徹厩舎）が優勝。騎乗した横山和生（美浦）はJRAのGI初勝利となったほか、祖父横山富雄（1971年）・父横山典弘（1996年・2004年・2015年）に続き、史上初の親子3代天皇賞（春）制覇となった[408][409][410]。
  - 高知競馬第6競走（第26回黒潮皐月賞）で、ヴェレノ（牝3、高知・宮川真衣厩舎）が優勝。管理調教師の宮川は2月8日に管理馬を初出走させてから約3か月で重賞初勝利を記録し、地方競馬の女性調教師としては史上最速での達成となった[411]。
- 2日 - この日のばんえい帯広競馬で発売されたセレクト7重勝単勝式で、1口が的中。払戻金は1859万4660円となり、従来の過去最高記録（2016年12月24日、1588万3590円）を更新した[412]。
- 4日
  - 門別競馬第10競走（第22回エトワール賞、H3）で、フジノパンサー（牡9、北海道・米川昇厩舎）が優勝。同馬はこれが通算70回目の出走で、9歳にして重賞初勝利となった[413]。
- 5日 - 船橋競馬第11競走（第34回かしわ記念、JpnI）で、ショウナンナデシコ（牝5、JRA栗東・須貝尚介厩舎）が優勝。牝馬の優勝は1990年のフジノダンサー以来32年ぶりで、同競走がダートグレード競走となってからは初めてとなった[414]。
- 7日
  - 新潟競馬第1競走（障害4歳以上オープン、芝2890m、14頭）で、ゼノヴァース（牡5、栗東・小林真也厩舎）が3分5秒5のレコードタイムで勝利。同コースでのレコードタイム更新は約20年ぶりとなった[415]。また、その後に行われた新潟競馬第4競走（障害4歳以上未勝利、芝2890m、10頭）ではフォッサマグナ（セン6、美浦・黒岩陽一厩舎）が2着に5秒1の大差をつけ勝利。2着に5秒以上の差をつけたのは2020年6月14日の阪神競馬第1競走（ブレイクスピアー、5秒6差）以来で、2000年以降に行われたJRAの競走では2番目の大差となった[416][417]。
  - 中京競馬第11競走（第70回京都新聞杯、GII）で、アスクワイルドモア（牡3、栗東・藤原英昭厩舎）が優勝。優勝タイム（2分9秒5）は3歳以上芝2200mのJRAレコードとなったほか、同馬の父キズナも2013年に同競走を優勝しており、父子制覇となった[418][419]。なお、アスクワイルドモアに騎乗した岩田望来（栗東）は第4コーナーで外側へ斜行し、ストップザタイム・リアドの進路を狭めたとして、5月21日・22日（開催日2日間）は騎乗停止となった[420]。
- 8日
  - 中京競馬第9競走（三方ヶ原ステークス、4歳以上3勝クラス、芝2200m、14頭）でプリマヴィスタ（牡5、栗東・矢作芳人厩舎）が2分9秒0のタイムで勝利し、前日に更新されたJRAレコードを1日で更新した[421]。
  - 東京競馬第11競走（第27回NHKマイルカップ、GI）で、ダノンスコーピオン（牡3、栗東・安田隆行厩舎）が優勝。大外18番枠で優勝したのは初めてとなったほか、騎乗した川田将雅、管理調教師の安田隆、生産者（ケイアイファーム）も同競走を初勝利となった。また、3着に最低18番人気のカワキタレブリーが入線。複勝の払戻金は4780円となり、同競走の複勝式過去最高記録（2007年3着：ムラマサノヨートー、3900円）を更新した[422]。
- 10日 - 地方競馬全国協会のレース映像配信サイト「地方競馬ライブ」で、10日に開催された全場のVOD（過去映像）がシステム障害のため配信できなくなる事象が発生。翌日には復旧し、過去映像の配信も再開された[423]。
- 12日
  - 大井競馬第11競走（第67回羽田盃、SI）で、単勝9番人気のミヤギザオウ（牡3、大井・森下淳平厩舎）が優勝。同馬は重賞初出走で優勝し、騎乗した真島大輔（大井）も同競走を初勝利となった。2着には13番人気のライアンが入線し、3連単の払戻金は301万9350円の波乱となった[424][425]。
- 13日 - JRAと地方競馬全国協会は、2022ヤングジョッキーズシリーズの日程と出場騎手を発表。JRAでは2020年1月の落馬負傷以来、長期離脱中の大塚海渡（美浦）がトライアルラウンドに出場する[426]。大塚はこれに先立ち、7月10日の福島競馬第3競走（3歳未勝利、ダート1150m、15頭）で2年6か月ぶりにJRAのレースに復帰した（9着）[427][428]。
- 14日
  - 中京競馬第8競走（第24回京都ハイジャンプ、J・GII）で、タガノエスプレッソ（牡10、栗東・五十嵐忠男厩舎）が優勝。騎乗した石神深一（美浦）はこの勝利で障害重賞通算22勝目となり、タイ記録で並んでいた白浜雄造（栗東、21勝）を抜いて障害重賞単独最多勝記録となった[429]。→4月16日のできごと参照
- 15日
  - 中京競馬第2競走（3歳未勝利、ダート1800m、13頭）でダノンフォーナイン（牡3、栗東・音無秀孝厩舎）が1着となり、同馬の父ディープインパクトは産駒のJRA通算勝利数が2600勝を記録。産駒の初出走から11年10か月26日での達成は、サンデーサイレンス（12年7か月3日）を上回り史上最速での達成となった[430]。
  - 東京競馬第7競走（4歳以上1勝クラス、牝馬、ダート1600m、11頭）で、ダイナストーン（牝4、美浦・蛯名正義厩舎）が1着となった。騎乗した武豊（栗東）と管理調教師の蛯名は競馬学校の同期で、騎手としてもトップ騎手として切磋琢磨した間柄で、騎手と調教師の組み合わせとしては初勝利となった[431]。
- 18日
  - 川崎競馬第11競走（第14回川崎マイラーズ、SIII）で、ファルコンビーク（牡5、川崎・内田勝義厩舎）が優勝。同馬は重賞初勝利となったほか、川崎所属馬による優勝は創設以来初めてとなった[432]。
- 21日
  - 中京競馬第6競走（4歳以上1勝クラス、ダート1400m、12頭）で、セイイーグル（セン8、栗東・宮本博厩舎）が2016年10月23日（2歳未勝利）以来5年6か月27日ぶりに勝利を挙げ、JRAの平地競走における最長勝利間隔（従来の記録：ペルーサ、5年3か月6日）を更新した[433]。
  - 東京競馬第7競走（4歳以上1勝クラス、芝1400m、16頭）で、池添謙一（栗東）が史上19人目（現役14人目）のJRA通算1万4000回騎乗を達成[434]。
- 22日
  - 新潟競馬第3競走（3歳未勝利、ダート1800m、12頭）で、女性新人騎手の今村聖奈（栗東）がタマモエイトビートに騎乗して10勝目を挙げ、タイ記録で並んでいた牧原（現姓・増沢）由貴子・西原玲奈の9勝を抜き、JRA所属女性騎手の1年目勝利数記録で歴代単独1位となった[435]。
  - 東京競馬第11競走（第83回優駿牝馬、GI）の発走直前に、サウンドビバーチェが放馬し、馬体検査の結果競走除外となった。この影響で発走が15分遅れ、グレード制導入以来JRAのGIでは最大の遅延となったほか、レースを中継していた一部の民放テレビ局ではレース中にCMに切り替わり、最後まで中継できない事態が発生した（→こちらも参照）。レースはスターズオンアース（牝3、美浦・高柳瑞樹厩舎）が優勝し、桜花賞に続いて史上16頭目の牝馬クラシック2冠を達成。騎乗したクリストフ・ルメール（栗東）は今年のJRA重賞初勝利で現役最多タイの同競走3勝目、管理調教師の高柳瑞は同競走初出走で初勝利となった[436][437][438][439][440]。
  - 水沢競馬第7競走（C2八、ダート1300m、9頭）でゴーフォーゴールド（牡4）が勝利し、管理調教師の小西重征（岩手）は地方競馬通算1915勝となり、阿部時男の1914勝を抜いて岩手競馬の調教師最多勝利記録を更新した[441]。
- 24日
  - 男性歌謡グループ「純烈」のリーダーで、3月に地方競馬の馬主資格を取得した酒井一圭が、札幌競馬場で行われた「HBAトレーニングセール」において、歌手の前川清と共同で2歳牡馬「シナノカラー2020」を550万円（税込）で落札した（名義は株式会社前川企画）[442]。同馬は「ローゼンサムライ」の馬名で登録され、10月7日の大井競馬第5競走（SEEK GLORY!、2歳新馬、ダート1200m、5頭）でデビューし、初戦は3着となった[443]。
- 26日 - 川崎競馬所属騎手の山林堂信彦とタレント・馬主の矢部美穂が結婚。30日に矢部のSNSで公表された[444]。これに伴い、矢部は規則により馬主資格を喪失し、所有していた競走馬は矢部の母（矢部文子）に名義変更された[445][446]。
- 28日 - 中京競馬第5競走（3歳未勝利、芝2200m、12頭）で、福永祐一（栗東）が史上8人目（現役7人目）のJRA通算1万9000回騎乗を達成[447]。
- 29日 - 東京競馬第11競走（第89回東京優駿、GI）で、ドウデュース（牡3、栗東・友道康夫厩舎）が優勝。騎乗した武豊（栗東）は53歳2か月15日で通算6度目の日本ダービー優勝騎手となり、自身が保持している歴代最多勝利記録を更新したほか、日本ダービーの通算騎乗回数（33回目）も史上最多を更新。さらに増沢末夫（1986年、ダイナガリバー）が保持していた「48歳7か月6日」を上回り、日本ダービー史上最年長勝利記録を36年ぶりに更新し、史上初の50代日本ダービー優勝騎手となった[448][449]。また、管理調教師の友道は2016年・2018年に続き、現役調教師では単独最多となる3勝目となった[450]。
- 31日 - 特別区競馬組合は、所属騎手の早田功駿が同日付で引退することを発表[451]。父は3月31日付で騎手を引退した早田秀治で、2か月間に親子騎手が相次いで引退となった[452]。→3月25日のできごと参照

### 6月
- 4日
  - 中京競馬第11競走（第75回鳴尾記念、GIII）で、ヴェルトライゼンデ（牡5、栗東・池江泰寿厩舎）が優勝。同馬は2021年1月24日のアメリカJCC（2着）以来の出走で重賞初勝利となり、前走から495日ぶりの出走でJRA平地重賞を勝利したのは、グレード制が導入された1984年以降の最長間隔記録を更新した[453]。
- 5日
  - 中京競馬第5競走（メイクデビュー中京、2歳新馬、芝1400m、9頭）で、ジョウショウホープ（牡2、栗東・新谷功一厩舎）が勝利を挙げた。同馬の父ミッキーロケットは本年が初年度産駒で、産駒のJRA初出走で初勝利となった[454]。
  - 東京競馬第11競走（第72回安田記念、GI）で、ソングライン（牝4、美浦・林徹厩舎）が優勝。同馬および管理調教師の林はJRAのGI初勝利となったほか、馬主のサンデーレーシングは1・2着、生産者のノーザンファームは1着から3着までを独占した[455][456][457]。
  - 佐賀県競馬組合は、所属騎手の兒島真二（2015年2月に名古屋より移籍[458]）が6月19日付で引退することを発表[459]。同日の佐賀競馬第9競走で行われた佐賀王冠賞（ダート2000m、11頭立て10着）が最後の騎乗となった[460]。
- 6日 - 大井競馬第8競走（ハネムーン賞、C2十・十一・十二、ダート1200m、12頭）で、単勝11番人気のバジガクサフィオ（牡5、大井・柏木一夫厩舎）が勝利。同馬は2019年5月のデビュー戦で勝利した後54連敗と負け続け、3年ぶりの2勝目となった。単勝の払戻金は3万3250円となった[461]。
- 7日
  - JRAは2022年度顕彰馬の記者投票を行ったが、選定得票数に達した馬がおらず、本年度は「選定馬なし」となった[462]。また、顕彰者には2月末で定年引退した元調教師の藤沢和雄が選定された[463]。
  - 日本時間のこの日、米国ブリーダーズカップの評議員選出投票が締め切られ、サンデーレーシング代表・ノーザンファーム副代表の吉田俊介が日本人として初めて選出された。任期は4年[464]。
- 8日 - 大井競馬第11競走（第68回東京ダービー、SI）で、単勝6番人気のカイル（牡3、浦和・小久保智厩舎）が優勝。同馬は昨年9月以来の勝利が重賞初勝利となったほか、2着に12番人気のクライオジェニックが入線し、3連単の払戻金は56万4670円の波乱となった[465][466]。なお、同競走では発走前にミヤギザオウがゲート内で立ち上がった際に馬体故障が認められたため競走除外となり、ミヤギザオウは30日間の出走停止となった[467]。
- 12日 - フランス遠征中の大野拓弥（JRA美浦）が、ノールシュルエルドル競馬場第1競走（未勝利戦、芝1800m、7頭）で、現地で開業している調教師の清水裕夫が管理するザビッグショートに騎乗し、フランスでの初騎乗を初勝利で飾った[468]。
- 15日 - GRANDAME-JAPAN2022（3歳シーズン）が、川崎競馬第11競走（第58回関東オークス、JpnII）をもって全日程を終了。スピーディキック（浦和）が42ポイントで総合優勝し、総合3位までの馬にボーナス賞金が授与される[469]。
- 16日 - 笠松競馬場内に設置されている大型ビジョン（清流ビジョン）が故障し、レース映像等の放映ができなくなった[470]。特殊ケーブルの不調が原因で、組合は部品入荷のめどがついたことから、7月19日より大型ビジョンを再開させる予定を公式ホームページで発表した。
- 19日 - 女性騎手の今村聖奈（栗東）が阪神競馬第6競走と第7競走を連勝し、7週連続で勝利を記録。女性騎手のJRA騎乗機会連続週勝利としては藤田菜七子（途中海外遠征を挟み7週連続）に並ぶタイ記録、遠征等を挟まないJRA連続週勝利記録としてはリサ・クロップ（ニュージーランド、6週連続）を抜いて新記録となった[471]。
- 23日
  - JRAは、騎手の柴田未崎（栗東）が6月30日をもって引退し、調教助手に転向することを発表。柴田未は1996年に兄・柴田大知（美浦）と共に騎手免許を取得し、JRA史上初の双子騎手となった。その後、柴田未は2011年に一度騎手を引退したが、2014年に騎手免許を再取得していた[472]。6月26日の阪神競馬第12競走（リボン賞、4着）が最後の騎乗となった[473]。
  - 名古屋競馬第11競走（第28回トリトン争覇、SPII）で、ウインユニファイド（牡10、愛知・沖田明子厩舎）が優勝。同馬および管理調教師の沖田はともに重賞初勝利となった[474]。
- 25日
  - 東京競馬第8競走（第24回東京ジャンプステークス、J・GIII）で、小坂忠士（栗東）が史上17人目（現役9人目）の障害通算1千回騎乗を達成[475]。
- 26日 - 阪神競馬第11競走（第63回宝塚記念、GI）で、タイトルホルダー（牡4、美浦・栗田徹厩舎）が優勝。同馬は阪神競馬場で行われたGIを通算3勝目とし、歴代最多タイ記録となったほか、騎乗した横山和生（美浦）は祖父横山富雄（1971年）・父横山典弘（1991年、2014年）に続き、親子3代制覇となった[476]。
- 27日
  - 特別区競馬組合は、大井競馬場の誘導馬を務めているボンネビルレコードが29日（帝王賞[注 6]施行日）の誘導をもって引退すると発表。今後は北海道の牧場で余生を過ごす[477]。
  - 大井競馬第4競走（SEEK GLORY!、2歳新馬、ダート1400m、6頭）で、単勝2番人気のシテイタイケツ（牡2、大井・上杉昌宏厩舎）が勝利。同馬はスタート直後に騎手の矢野貴之がバランスを崩したことなどで一時は先頭集団から20馬身以上離されたが、残り200mから猛然と追い込み、前を行く5頭をごぼう抜きした。レース映像はTwitterで80万回以上再生されたほか、アジア専門の海外競馬メディア「アジアン・レーシング・リポート」でも「史上最も衝撃的なデビューを果たした」と報じられた[478][479]。
- 28日 - 門別競馬第12競走（第47回栄冠賞、H2、14頭）で、単勝14番人気のコルドゥアン（牡2、北海道・米川昇厩舎）が優勝。同馬の父は新種牡馬のプレティオラスで、産駒の重賞初出走で初勝利を挙げたほか、騎手の石堂響（兵庫）は期間限定騎乗の初日に騎手変更で騎乗し、自身の重賞初勝利となった。また、払戻金は単勝が3万1010円、3連単は389万3250円の波乱となった[480]。

### 7月
- 3日
  - 小倉競馬第11競走（第58回CBC賞、GIII）で、テイエムスパーダ（牝3、栗東・五十嵐忠男厩舎）が優勝。優勝タイム（1分5秒8）は芝1200mのJRAレコードを更新したほか、騎乗した今村聖奈（栗東）は重賞初騎乗で初勝利（14年ぶり史上5人目[注 7]。女性騎手の達成は史上初）を挙げ、JRA所属女性騎手によるJRA重賞勝利は藤田菜七子[注 8]以来2人目となった。また、デビューから121日での初重賞勝利は武幸四郎（デビュー2日目[注 9]）に次ぐ短期間記録となった[481][482][483]。
  - 金沢競馬第3競走（3歳A3、ダート1400m、10頭）は1着から6番人気→8番人気→9番人気の順に入線したが、3連単の的中者がおらず、「特払い（70円の払戻）」となった。金沢競馬で3連単の特払いが発生したのは2018年12月9日の第3競走以来で、他の地方競馬では2017年11月30日の名古屋競馬第9競走で3連単の特払いが発生している[484][485]。
- 4日
  - ばんえい帯広競馬は悪天候のため、第3競走から第5競走を取りやめとした[486]。
  - ホッカイドウ競馬は、門別競馬場内にある屋内調教用坂路のタイム自動計測装置の誤動作により、主催者発表の坂路調教タイムが誤りであったことが判明したことを発表。これにより、7月5日付の「競馬ブック（ホッカイドウ競馬版[注 10]）」には誤った坂路調教タイムが掲載されることもあわせて発表した。原因は調査中で、坂路調教タイムは当面の間掲載しない[487]。なお、競馬ブックでは7月1日以降の門別競馬場坂路の調教タイムを「-（計測不能）」とする対応をとり、7月6日・7日付の新聞でも坂路調教タイムを「-（計測不能）」と表示する[488]。その後、自動計測装置が復旧し、競馬ブックへの坂路調教タイムの掲載は7月12日付より再開された[489]。
  - 騎手の宮下瞳（愛知）が名古屋競馬第1競走・第2競走・第4競走・第5競走で勝利を挙げ、1日4勝を記録。地方競馬の女性騎手が1日4勝を挙げたのは最多タイ記録で、自身初の記録となった[490]。
- 6日 - 川崎競馬で騎乗を予定していた騎手の矢野貴之（大井）は、禁止事項となっている通信機器の騎手控室への持ち込みが判明したため、公正保持の観点からすべて騎手変更となった。矢野は第11競走（スパーキングレディーカップ）でサルサディオーネに騎乗予定だったが、森泰斗に変更となった。神奈川県川崎競馬組合は調整ルームに関する開催執務委員長指示事項に違反したとして、矢野に対し7月6日から19日まで（開催日10日間）の騎乗停止処分を科した。これに伴い、発表済の7日・8日の騎乗予定についてもすべて騎手変更となった[491][492][493]。その後、特別区競馬組合は指導監督者として矢野が持ち込んだ通信機器の通信履歴等を調査した結果、騎乗依頼仲介者との騎乗調整に対する返信に使用されたのみで、競馬の公正を損なう通信は認められなかったとした。矢野は7月20日に、今回の事態を重く受け止め、8月13日まで騎乗を自粛することを組合へ申し入れた[494]。
- 11日 - 英国アスコット競馬場は、8月6日に施行予定の国際騎手招待競走「シャーガーカップ」の出場騎手を発表し、日本からは世界選抜チームにクリストフ・ルメール（JRA栗東）と横山武史（JRA美浦）が選出された。横山武は初出場で、ルメールは世界選抜の主将も務める[495]。
- 12日
  - 苫小牧市のノーザンホースパークで前日から2日間にわたって「セレクトセール」が行われ、2日間の売却総額は257億6250万円、1頭あたりの平均は5763万円、売却率は95.3%となり、すべて過去最高を記録した[496]。
  - ノーザンファームは、繁殖牝馬と当歳馬のセリを合わせた「ミックスセール」を、ノーザンホースパークで10月25日に初開催することを明らかにした[497]。
- 13日 - 大井競馬第11競走（第24回ジャパンダートダービー、JpnI）で、ノットゥルノ（牡3、栗東・音無秀孝厩舎）が優勝。同馬は重賞初勝利がJpnIとなり、騎乗した武豊（栗東）は2005年以来17年ぶりの勝利で同競走を通算4勝目とし、歴代最多勝利記録を更新したほか、JRA所属騎手として初めて、地方競馬通算200勝を達成した[498]。また、武豊は東京優駿（日本ダービー）もドウデュースで優勝しており、同一年に日本ダービーとジャパンダートダービーを優勝したのは2002年、2005年に次いで3度目となった[499]。
- 15日 
  - 地方競馬全国協会は令和4年度第1回調教師・騎手免許試験の新規合格者を発表し、現役騎手の寺地誠一（兵庫）、女性では現役7人目となる元騎手で調教師補佐の入口（旧姓・牛房）由美子（浦和）など4名が調教師試験に合格した。4名とも8月1日付で免許が交付される[500][501]。なお、寺地は調教師試験合格に伴い、7月28日の園田競馬第9競走（C2-3歳以上、ダート1400m、10頭立て10着）が最後の騎乗となった[502]。
  - 愛知県競馬組合は、所属騎手の藤原良一が7月31日をもって引退することを発表[503]。22日の名古屋競馬第10競走（祭笛賞、11頭立て7着）が最後の騎乗となった[504]。また、現役では日本最高齢の競走馬ヒカルアヤノヒメ（牝18、愛知・井上哲厩舎）が8月1日に愛知県警蟹江署より1日警察馬を委嘱され、防犯キャンペーンに参加することも併せて発表された[505]。
- 17日 
  - 函館競馬第11競走（第58回函館記念、GIII）で、ハヤヤッコ（牡6、美浦・国枝栄厩舎）が優勝。同馬はレパードステークスを2019年に優勝しており、白毛馬として初めて、JRAで施行される芝とダートの重賞を優勝したほか、騎乗した浜中俊（栗東）はこの勝利でJRA重賞を通算50勝とした[506]。
  - 福島競馬第11競走（福島テレビオープン、3歳以上オープン、芝1200m、16頭）でオパールシャルム（牝5、美浦・武藤善則厩舎、江田照男騎乗）が1着となり、ダイワメジャー産駒が史上13頭目となるJRA通算1200勝を達成[507]。
- 21日 - 岐阜県地方競馬組合は、所属調教師の山際孝幸が7月31日付で引退することを発表した[508]。
- 24日
  - 盛岡競馬第11競走（第10回ハヤテスプリント、M2）で、スターオブケリー（牝3、浦和・繁田健一厩舎）が優勝。同馬の父ポアゾンブラックは産駒の重賞初勝利となったほか、管理調教師の繁田も重賞初勝利となった[509]。
  - 佐賀競馬の専門紙「競馬日本一」を発行する有限会社日本一は、同日付をもって休刊することを発表[510]。
- 27日 - 新ひだか町の北海道市場で、前日から2日間にわたって「2022セレクションセール（日高軽種馬農業協同組合主催）」が行われた。上場された301頭中263頭が売却され、売却頭数、売却率（87.37%）、売却総額（48億5300万円）、取引平均額（1845万2471円）はいずれも2001年以降の過去最高を更新した[511]。
- 28日 - 岩手県競馬組合の業務部長が、広告宣伝の業務委託を巡り仙台市の広告会社が受注できるように便宜を図り、その見返りに飲食などの接待を受けていたとして、岩手県警は業務部長を収賄、広告会社社長と営業担当者を贈賄の容疑でそれぞれ逮捕した。県警は認否を明らかにしていない。組合管理者で岩手県知事の達増拓也は職員の逮捕について、「逮捕されたことは遺憾であり、県民に深くお詫びする。捜査に全面的に協力し、事実関係が明らかになり次第厳正に対処する」とのコメントを発表した[512]。
- 29日 - 新たな佐賀競馬の専門紙「馬物語」が、同日より創刊された[513]。
- 30日 - 新潟競馬第8競走（第24回新潟ジャンプステークス、J・GIII）で、ホッコーメヴィウス（セン6、栗東・清水久詞厩舎）が3分28秒4のコースレコードで優勝。同馬および騎乗した黒岩悠（栗東）はともに重賞初勝利となった[514]ほか、管理調教師の清水は障害重賞を初勝利となった[515]。
- 31日 - 新潟競馬第11競走（第22回アイビスサマーダッシュ、GIII）で、ビリーバー（牝7、美浦・石毛善彦厩舎）が優勝。同馬は約2年ぶりの勝利が重賞初勝利で、父モンテロッソは産駒のJRA重賞初勝利となったほか、騎乗した杉原誠人（美浦）、管理調教師の石毛、馬主のミルファームもそれぞれ重賞初勝利となった[516]。

### 8月
- 3日
  - 園田競馬第4競走（3歳以上C3二、ダート1400m、10頭）で、いずれも三宅勝俊所有のウチュウセンカン（セン6、兵庫・諏訪貴正厩舎）とチキウボウエイグン（牡4、兵庫・柏原誠路厩舎）が出走。「宇宙戦艦対地球防衛軍」を連想させるような珍名馬同士の直接対戦は初めてで、レースはウチュウセンカンが1着、チキウボウエイグンは5着だった[517]。
  - 門別競馬第12競走（平取町長杯「平取すずらん」特別、3歳以上A1・A2-1、ダート1800m、7頭）で、スーパーステション（牡8、北海道・角川秀樹厩舎）が1年10か月の休養明けで出走し、2着馬に3馬身差をつけ勝利した。同馬は地方競馬の重賞を通算13勝しており、2018年のホッカイドウ競馬年度代表馬も受賞している[518]。
  - ニュージーランドを拠点にしている日本人騎手の柳田泰己が、ケンブリッジ競馬場で行われた第9レースで、ゴールから約250mの地点で落馬。複数の現地メディアによると、柳田は落馬した時点で意識不明の状態で、病院に運ばれる前に人工的な昏睡状態の処置がとられたが、頭部と脊椎の損傷と診断され、集中治療室で治療中と報じられた[519][520]。その後9日に、柳田は回復の見込みがないと診断され、入院先の病院で生命維持のチューブが外され死去した（28歳没）[521][522]。
- 5日
  - 6日と7日の新潟競馬に出走を予定していた競走馬を乗せた馬運車が栗東トレーニングセンターから新潟競馬場へ向かう途中、前日からの大雨で国道8号・敦賀トンネル付近で発生した土砂崩れに伴う通行止に巻き込まれ、立ち往生した。このため、道路の被害状況等を勘案し5日中の新潟競馬場への到着が困難と判断され、6日に出走予定だった3頭が出走取消となった[523][524]ほか、7日に出走予定だった1頭は一度栗東へ引き返して再輸送することも検討されたが、馬運車が栗東へ到着したのが6日の午前3時だったため、枠順発表前に出走取消となった[525][526]。
- 6日 - 英国アスコット競馬場で国際騎手招待競走「シャーガーカップ」が行われ、世界選抜チームの一員として日本から出場したクリストフ・ルメールは個人5位、横山武史は個人11位の成績で、チーム順位も4チーム中3位となった。2名とも最高着順は2着で、勝利を挙げることはできなかった[527]。
- 7日 - 新潟競馬第11競走（第14回レパードステークス、GIII）で、カフジオクタゴン（牡3、栗東・矢作芳人厩舎）が優勝。同馬は格上挑戦で重賞に初出走して勝利を挙げたほか、騎乗したチャクイウ・ホー（香港）はJRAの重賞を初勝利となった[528]。
- 8日 - Yogiboは、元競走馬のアドマイヤジャパンと広告出演契約を結び、同馬が出演するテレビCMを同日から放送することを発表。契約金は1000万円で、牧場で消費されるニンジン12年分に相当する。牧場で繋養されているアドマイヤジャパンに同社製品のビーズソファを提供したところ、気持ちよさそうに首を横たえ、人間以上にリラックスした姿が話題となっていた[529]。
- 11日
  - 門別競馬第11競走（第34回ブリーダーズゴールドカップ、JpnIII）で、グランブリッジ（牝3、栗東・新谷功一厩舎）が優勝。3歳馬が同競走を優勝したのはレース史上初となったほか、騎乗した福永祐一（栗東）、管理調教師の新谷も同競走を初勝利となった[530]。
- 14日 - 盛岡競馬は雨による走路状況悪化のため、芝1600mで施行予定だった第9競走と第10競走（若鮎賞）をダート1600mに変更した[531]。
- 16日 - 西山牧場オーナーの西山茂行は自身のツイッターで、「ニシノリケジョ」と名付けていた2歳牝馬の名前を変更することを明らかにした。高校生が性差別の改善を訴えた動画に対応したもので、西山は「同馬がデビューした際、馬名で不愉快な思いを与えたら馬がかわいそう」としている。なお、馬名の改名は2歳のデビュー前であれば1回に限り認められている[532]。
- 20日
  - 小倉競馬第6競走（メイクデビュー小倉、2歳新馬、ダート1700m、15頭）で、ヤマニンウルス（牡2、栗東・斉藤崇史厩舎）が勝利。タイムは1分44秒3で、ダート1700mの2歳JRAレコードを更新したほか、2着馬に4秒3の大差をつけ、グレード制が導入された1984年以降のJRAの平地競走で、最大の着差となった。また、騎乗した今村聖奈（栗東）はこの勝利で地方を含む通算勝利数が31勝に到達し、GI競走での騎乗が可能になった[533]。デビューから169日での到達は、現行の規定となった1996年以降、福永祐一・三浦皇成（いずれも128日目）に次ぐスピード記録となった[534]。
- 21日
  - 札幌競馬第9競走（クローバー賞、2歳オープン、芝1500m、11頭）で、ジョリダム（牡2、北海道・田中淳司厩舎）が優勝。地方競馬所属馬がJRAの競走で勝利を挙げたのは2020年7月のシンボ（函館、横津岳特別）以来で、ホッカイドウ競馬所属馬が同競走を優勝したのは、2017年のダブルシャープ以来5年ぶりとなった[535][536]。
  - 小倉競馬第10競走（薩摩ステークス、3歳以上3勝クラス、ダート1700m、16頭）で、アラジンバローズ（セン5、栗東・中内田充正厩舎）が勝利。これによりハーツクライ産駒のJRA通算勝利数が1380勝を記録し、ライジングフレーム（1379勝）を抜き、歴代単独9位となった[537]。
  - 小倉競馬第11競走（第57回北九州記念、GIII、18頭）で、単勝16番人気のボンボヤージ（牝5、栗東・梅田智之厩舎）が優勝。騎乗した川須栄彦（栗東）は7年ぶりの重賞勝利となった[538]。払戻金は単勝が1万6430円となったほか、WIN5も9370万6710円（的中5票）となった[539]。
  - 地方競馬全国協会が運営している「地方競馬情報サイト」でシステム障害が発生し、17時6分ごろから22時30分ごろまで、オッズや競走成績が更新されなくなった。障害はその後復旧し、更新も正常に戻った[540]。
- 27日 - 小倉競馬第8競走（第24回小倉サマージャンプ、J・GIII）で、アサクサゲンキ（セン7、栗東・音無秀孝厩舎）が優勝。同馬は前年の同競走以来となる勝利で連覇を達成し、騎乗した石神深一（美浦）はJRAの障害重賞全10レースを完全勝利（史上初）したほか、通常障害重賞が行われる全6場で障害重賞勝利（史上3人目）を挙げた。石神は変則開催となった中京競馬場で行われた障害重賞（2021年阪神ジャンプステークス・2022年京都ハイジャンプ）も勝利しており、7場で障害重賞勝利は史上初となった[541][542]。
- 28日
  - 新潟競馬第11競走（第42回新潟2歳ステークス、GIII）で、キタウイング（牝2、美浦・小島茂之厩舎）が優勝。同馬は21日に初勝利を挙げた後の連闘で重賞を勝利し、牝馬が連闘で重賞を勝利したのはグレード制が導入された1984年以降、2004年のコスモヴァレンチ（小倉2歳ステークス）以来2例目となった[543]ほか、同馬の父ダノンバラードは産駒のJRA重賞初勝利となった[544]。
  - 荒尾市は、2011年に競馬開催が廃止された旧荒尾競馬場のスタンドが秋から解体工事に入ることから、1日限定の自由見学会を実施。500人以上が来場した[545][546]。
- 30日 - 九州競馬記者クラブは、「第32回小倉ターフ賞」に今村聖奈（栗東）を選出したことを発表。CBC賞で重賞初騎乗初勝利を挙げたほか、通算31勝目を挙げてGI騎乗が可能になったことなど、開催を盛り上げたことが評価された。競馬学校を卒業した新人騎手の受賞は初めてとなった[547]。

### 9月
- 3日
  - 札幌競馬第11競走（第57回札幌2歳ステークス、GIII）で、ドゥーラ（牝2、栗東・高橋康之厩舎）が優勝。牝馬の優勝は2020年のソダシ以来で、管理調教師の高橋康はJRA重賞を初勝利となった[548]。
  - 騎手の今村聖奈（栗東）が小倉競馬で全12競走すべてに騎乗し、2勝を挙げた。1日12レース騎乗は、女性騎手としては史上初となった[549]。
- 4日
  - 午前9時ごろ、花巻市内の東北自動車道下り線を走行していた馬運車の左前輪から出火する火災が発生。馬運車には4日の盛岡競馬に出走予定だった競走馬3頭が水沢競馬場の厩舎から輸送されていたが、3頭とも路肩へ一時避難させたのち、別の車で輸送。運転していた男性や、飼育担当の男性にもケガはなかった。なお、競走馬3頭はいずれも出走を取りやめた[550]。
  - 小倉競馬第4競走（3歳未勝利、芝2000m、18頭）で、メイショウケイガン（牡3、栗東・河内洋厩舎）が勝利。父はザグレーギャツビーで、レース時点で日本における産駒は同馬しかおらず、産駒の日本初勝利となった[551]。
  - 小倉競馬第11競走（第42回小倉2歳ステークス、GIII）で、ロンドンプラン（牡2、栗東・宮本博厩舎）が優勝。同馬の父は新種牡馬のグレーターロンドンで、産駒のJRA重賞初出走で初勝利となった[552]。
- 5日
  - 特別区競馬組合は、所属騎手の御神本訓史が4日に民有地内で物損事故を起こし、所定の時刻までに調整ルームへ入室が行われなかったため、「騎手調整ルームに関する開催執務委員長指示事項」に違反したとして、5日付で戒告処分としたことを発表。また、御神本は前記の物損事故により精神的に不安定で安全な騎乗ができないと判断され、「特別区競馬組合競馬実施規則第39条第1項第1号」の規定に基づき、5日から8日まで騎手変更となった[553][554]。
  - 佐賀県競馬組合は台風11号の接近が予想されるためとして、6日に佐賀競馬場・トゥルー佐賀・ドリームなかつで予定していた場外発売（盛岡・大井・金沢）を中止した[555]。
- 7日
  - JRAは、令和5年度調教師免許試験（新規）・騎手免許試験（新規）の申請者数を発表。調教師試験は134人、騎手試験はJRA競馬学校生徒6名を含む10人で、騎手試験申請者には初来日以来JRA騎手免許試験の受験を公言していた女性騎手のミカエル・ミシェル（フランス）が含まれていることが明らかになった。第1次試験は28日に行われ、合格発表は10月6日（受験番号のみ）。最終合格発表は調教師が12月8日、騎手は2023年2月7日の予定[556][557]。
- 8日 - 大井競馬第2競走（C3三・四、ダート1200m、14頭）でスーシーホー（牝5、大井・堀江仁厩舎）が勝利し、騎乗した大木天翔（大井）は2020年7月29日以来となる勝利を挙げた。大木は昨年7月2日の調教試験で落馬し腰椎骨折で約1年2か月休養しており、同競走が復帰初戦だった[558]。
- 9日 - JRAは英国エリザベス女王が死去（後述）したことに伴い、10日・11日に開催する中山競馬場と中京競馬場や、トレーニングセンターなどの関連施設内で半旗を掲揚することを発表したほか、理事長の後藤正幸が追悼コメントを発表した[559]。
- 10日 - アイルランドのレパーズタウン競馬場で「KPMGチャンピオンズ・ジュベナイルステークス（G2、芝1600m、5頭）」が行われ、オーギュストロダン（牡2、アイルランド・エイダン・オブライエン厩舎）が優勝。同馬の父は現役時に日本のGIを7勝し、2019年に死亡したディープインパクトで、2019年に種付けを行った24頭から誕生した数少ない最終世代の産駒から最初の重賞勝ち馬となった[560]。
- 11日 - JRAのサマーシリーズが全日程を終了し、各部門のチャンピオンが決定。サマースプリントシリーズはナムラクレア、サマーマイルシリーズはウインカーネリアン、サマージョッキーズシリーズは浜中俊がそれぞれ獲得。サマー2000シリーズは条件を満たした馬がおらず、「該当馬なし」となった[561]。
- 13日
  - 特別区競馬組合は、所属調教師の宮浦正行がこの日をもって引退したことを発表した[562]。宮浦は元騎手で現役時代に地方通算1132勝を挙げ、のちにJRAのGIを3勝したイナリワンが大井所属だったころの主戦騎手でもあった[563]。
  - 川崎競馬第1競走（3歳8、ダート1400m、10頭）で、プリーミー（牡3、川崎・佐々木仁厩舎）が2着馬に大差をつけデビュー戦を勝利で飾った。同馬は2019年12月27日生まれで、北半球では1月1日を基準に年齢が一律1歳加算されるため、2020年1月生まれの2歳馬と生まれた時期や育成状況がほとんど変わらないにもかかわらず、3歳馬の扱いとなった。馬名の由来は「早生まれ」[564]。
- 15日 - 園田競馬第11競走（第7回西日本ダービー、ダート1870m、12頭）で、スーパーバンタム（牝3、金沢・鈴木正也厩舎）が優勝。同馬は昨年12月から8連勝とし、金沢所属馬が優勝したのは創設以来初めてとなった[565]。
- 16日 - JRAはフランスで研修中だった横山和生（美浦）が事故[注 11]のため、18日に騎乗予定だった中山競馬の全6鞍が騎手変更になることを発表[566]。
- 17日 - 佐賀競馬は台風14号接近の影響により、18日・19日の競馬開催、および佐賀競馬場・トゥルー鳥栖・トゥルー佐賀・ドリームなかつ・J-PLACE鳥栖での地方・JRA場外発売と払戻を取りやめとした。代替開催は20日・21日に実施[567]。
- 18日
  - JRAは台風14号接近の影響により、18日はウインズ宮崎の営業を取りやめたほか、ウインズ佐世保・八代は12時で営業を取りやめた[568]。また、19日はパークウインズ小倉競馬場、ウインズ広島・小郡・米子・高松・佐世保・八代・宮崎、エクセル博多の営業を取りやめとした。J-PLACEは18日の鳥栖が営業を取りやめた（前述）ほか、荒尾は13時で営業を取りやめ。19日は鳥栖（前述）・荒尾・宇部・呉・高知・宿毛・藍住の営業を取りやめとした[569][570][571]。このほか、19日の中京競馬とWIN5の日曜日夜間発売は台風による競馬開催への影響が予想されるため、取りやめとなった[572]。
  - 高知競馬は台風14号接近の影響により、18日の第5競走以降を取りやめたほか、19日の開催を取りやめ。18日の代替開催は行わず、19日の代替開催を20日に実施。なお、19日の高知競馬場、パルス宿毛・藍住では地方・JRA場外発売を実施予定だったが、取りやめとした[573][574][575]。
  - 日本レーシングサービスは台風14号接近の影響により、18日のBAOO天文館を終日休館としたほか、19日はBAOO宇部・博多・荒尾を休館とした[576]。
- 19日 - 中山競馬第11競走（第76回セントライト記念、GII）で、ガイアフォース（牡3、栗東・杉山晴紀厩舎）が優勝。父は2015年に同競走を優勝したキタサンブラックで、レース史上5組目の父子制覇となった[577]。
- 20日 - 盛岡競馬は走路状態悪化のため、芝1600mで施行予定だった第4競走と第9競走（若駒賞）をダート1600mに変更して施行[578]。
- 24日
  - JRAは騎手のミルコ・デムーロ（栗東）が事故のため、騎乗予定だった中山競馬（4鞍）で騎手変更となることを発表。デムーロは23日に東海道新幹線で中山競馬場へ向けて出発したが、台風15号による大雨で運転見合わせとなったため、浜松駅で足止めとなり、当日の午前になっても運転が再開されず、競馬場への到着が遅れた。また、中京競馬で騎乗予定だった山田敬士（美浦）も同様の理由で競馬場への到着が遅れ、第1競走が騎手変更となった[579][580]。
  - JRAは、本年のドバイターフ（G1）を1着同着で優勝したパンサラッサ（牡5、栗東・矢作芳人厩舎）について、平地収得賞金の算入額に誤りがあったため訂正したことを発表。当初は主催者発表のレース結果で、1着と2着の本賞金額を合算して等分した額（195万米ドル）が記載されており、これを基に算出していたが、収得賞金はあらかじめ定められた1着本賞金をもとに算入する必要があり、これに該当する290万米ドルを基に算出して訂正。これにより、ドバイターフの収得賞金算入額は1億1210万円を1億6670万円に、同馬の平地収得賞金額（同日現在）は2億1060万円を2億6520万円に訂正された[581]。→3月26日のできごとも参照
- 25日
  - JRAは海外渡航届を提出した騎手6名のうち、ミルコ・デムーロ（栗東）の渡航理由を「凱旋門賞騎乗のため」から「競馬騎乗のため」に変更したことを発表。凱旋門賞に騎乗の可能性があった馬が別の騎手に変わったためで、25日現在騎乗予定はないものの、現地へ渡航する[582]。
  - 帯広競馬第11競走（第30回銀河賞、BG2）で、ミソギホマレ（牝4、ばんえい・坂本東一厩舎）が優勝。同馬は重賞初勝利となったほか、牝馬の優勝は2004年のサダエリコ以来18年ぶりとなった[583]。
- 26日 - 千葉県競馬組合は、27日の船橋競馬第10競走（フレンドリーサドル特別）に出走予定のフォスキーア（騎手：原優介）の負担重量を「57kg」と誤って発表したため、「▲54kg」に訂正したことを発表。27日付の専門紙には誤った負担重量がそのまま掲載された[584]。
- 27日 - 名古屋競馬第4競走（はい上がれ!しゃちほこ賞、C、ダート920m、10頭）に、ヒカルアヤノヒメ（牝18、愛知・井上哲厩舎）が出走（8着）。同馬は18歳5か月17日での出走となり、クラベストダンサーが保持していた国内最高齢出走記録（18歳5か月11日）を更新した[585][586]。
- 28日 - 地方競馬全国協会は10月2日にJRAネット投票で発売する地方競馬の発売レースについて、当初予定（盛岡：第10競走まで、高知：第7競走まで、佐賀：第6競走まで）を「各場全レース発売」に変更することを発表[587]。
- 29日 - JRA競馬学校は騎手課程39期生6名による模擬レースの一般公開を本年度は行わないことを発表し、あわせて10月6日にYouTubeの「JRA公式チャンネル」にて模擬レースの生配信を行うことを発表した[588]。
- 30日 - フランスのサンクルー競馬場で行われた第1レースで、騎手のクリストフ・スミヨン（フランス）がレース中に他の騎手に肘打ちをして落馬させ、これが「危険な騎乗」とみなされ10月14日から12月12日まで60日間の騎乗停止処分を受けた。スミヨンは10月に短期免許で来日して騎乗する予定だったが、騎乗停止処分は日本でも適用されることとなり、騎乗が不可能になった[589]。

### 10月
- 1日 - 中京競馬第11競走（第26回シリウスステークス、GIII）で、ジュンライトボルト（牡5、栗東・友道康夫厩舎）が優勝。同馬はダート転向後3戦目で重賞初勝利となったほか、管理調教師の友道はダート重賞を初勝利となった[590]。
- 2日 - 中山競馬第11競走（第56回スプリンターズステークス、GI）で、ジャンダルム（牡7、栗東・池江泰寿厩舎）が優勝。同馬および騎乗した荻野極（栗東）はGI初勝利となったほか、同馬の母ビリーヴも2002年に同競走を優勝しており、レース史上初の母子制覇となった[591]。
- 3日 - フランスギャロは、2日に行われた凱旋門賞（G1）でタイトルホルダーに騎乗した横山和生（美浦）に対し、10月16日から20日まで5日間の騎乗停止処分としたことを発表。横山和は本馬場入場後のパレードで他馬と一緒に歩かせず、単独でスタート地点へ直接向かったことが理由とされた。この件についてレース後に裁決委員から説明を求められた横山和は「前の馬が動くと気にする面がある」と説明したが、認められなかった[592][593]。JRAでも同日程で騎乗停止を適用[594]。
- 6日
  - JRAは令和5年度調教師・騎手免許試験（新規）の1次試験合格者数を発表し、調教師試験は23名、騎手試験は「該当者なし」となった。騎手の1次試験は女性騎手のミカエル・ミシェル（フランス）が受験したが、不合格となり2次試験に進むことはできなかった[595][596]。
  - GRANDAME-JAPAN2022（古馬シーズン）が、この日行われたレディスプレリュードをもって全日程を終了。ダノンレジーナ（浦和）が47ポイントで総合優勝し、3位までにボーナス賞金が与えられた[597]。
- 8日
  - 東京競馬第4競走（メイクデビュー東京、2歳新馬、ダート1300m、16頭）でイニッツィオ（牡2、美浦・稲垣幸雄厩舎）が1着となり、同馬の父ネロは産駒のJRA初勝利となった[注 12][599]。
  - 阪神競馬第5競走（メイクデビュー阪神、2歳新馬、牝馬、芝1600m、18頭）でレッドヒルシューズ（牝2、栗東・武英智厩舎）が1着となり、同馬の父ハーツクライは産駒のJRA通算勝利数がJRA史上9頭目となる1400勝に到達[600]。
  - カナダを拠点に騎乗している日本人騎手の木村和士が、ウッドバイン競馬場で行われた「E.P.テイラーステークス（G1）」でルジールに騎乗して優勝し、人馬ともにG1を2勝目とした[601]。
- 9日
  - 東京競馬第4競走（メイクデビュー東京、2歳新馬、ダート1600m、16頭）にエプルシャージュ（牡2、美浦・木村哲也厩舎）が馬体重618kgで出走し、2歳出走馬のJRA最高馬体重記録（2017年12月28日、ハギノグランデ：614kg）を更新した[602]。
  - 東京競馬第11競走（第73回毎日王冠、GII）で、サリオス（牡5、美浦・堀宣行厩舎）が1分44秒1のコースレコードで優勝。同馬は2020年の同競走以来となる勝利で、毎日王冠を2勝したのはオグリキャップ（1988年・1989年）以来2頭目となったほか、隔年で2勝を挙げたのはレース史上初となった[603][604]。同競走では発走直前にダノンザキッドがゲートから突進して前扉が破損し、馬体検査ののち外枠発走となった。これによりレースの発走が約6分遅れ、ダノンザキッドは10月10日から30日まで出走停止となり、期間満了後に発走調教再審査を受けることとなった[605]。
- 12日 - 日本調教師会は、今後に向けた厩舎人材の確保を目的として、日本馬匹輸送自動車に依頼のうえ、馬運車の一部車体にラッピング広告を施して運行することを発表。同社が保有する約90台のうち、36台の車体に募集広告とQRコードを掲載する[606]。
- 14日 - 日本軽種馬協会は、地方競馬全国協会が実施する競走馬生産振興事業に対する補助事業を活用して、米国で供用されている種牡馬のカラヴァッジオを導入、2023年から日本での供用を開始することを発表[607]。
- 15日
  - 東京競馬第11競走（第70回府中牝馬ステークス、GII）で、イズジョーノキセキ（牝5、栗東・石坂公一厩舎）が優勝。同馬および管理調教師の石坂はJRA重賞を初勝利となった[608]。
  - ノーザンホースパークは引退競走馬のセカンドキャリアを支援することを目的として、「ノーザンホースパークチャリティオークション2022」を行うことを発表。ネットオークション「ヤフオク!」を活用し、17日から23日まで開催。有名馬の公式グッズやJRA所属騎手のサイン入りグッズなど計15品を出品し、収益金は引退馬を支援する一般社団法人「オールド・フレンズ・ジャパン」に寄付される[609]。
- 16日
  - 阪神競馬第3競走（2歳未勝利、芝1600m、8頭）で、和田竜二（栗東）が史上7人目（現役6人目）となるJRA通算2万回騎乗を達成[610]。
  - 新潟競馬第3競走で今村聖奈（栗東）、第7競走で永島まなみ（栗東）、第9競走で古川奈穂（栗東）がそれぞれ勝利を挙げた。JRA所属の女性騎手3人が同日に勝利を挙げたのは史上初となった[611]。
  - 東京競馬第9競走（第24回東京ハイジャンプ、J・GII）で、ゼノヴァース（牡5、栗東・小林真也厩舎）が優勝。同馬および管理調教師の小林はJRA重賞を初勝利となった[612]。また、同競走で9着に敗れたオジュウチョウサンの馬主・長山尚義は次走に予定している中山大障害をもって同馬を引退させることを明らかにした[613]。
  - 阪神競馬第11競走（第27回秋華賞、GI）で、スタニングローズ（牝3、栗東・高野友和厩舎）が優勝。同馬および騎乗した坂井瑠星（栗東）はJRAのGIを初勝利となった[614]。
  - 東京競馬第12競走（鷹巣山特別、3歳以上2勝クラス、芝1600m、18頭）で、北村宏司（美浦）が史上13人目（現役10人目）となるJRA通算1万6000回騎乗を達成[615]。
- 20日 - 門別競馬第11競走（第25回エーデルワイス賞、JpnIII）で、マルカラピッド（牝2、栗東・今野貞一厩舎）が優勝。同馬および騎乗した小沢大仁（栗東）、管理調教師の今野はいずれも重賞初勝利となったほか、同馬の父マインドユアビスケッツは産駒の重賞初勝利となった[616]。
- 22日 - 英国ドンカスター競馬場で行われた「フューチュリティトロフィー（G1）」で、オーギュストロダン（牡2、アイルランド・エイダン・オブライエン厩舎）が優勝。これにより、同馬の父ディープインパクトは初年度産駒から最終世代までの13世代すべてでGI優勝馬を出した[617]。
- 23日
  - 新潟競馬第2競走（2歳未勝利、牝馬、芝1600m、15頭）で、今村聖奈（栗東）がフェステスバントに騎乗して1着となった。今村は本年のJRA通算勝利数が44勝目となり、藤田菜七子が保持していたJRA女性騎手の年間最多勝記録（43勝）を更新した[618][619]。
  - 阪神競馬第11競走（第83回菊花賞、GI）で、アスクビクターモア（牡3、美浦・田村康仁厩舎）が3分2秒4のコースレコードで優勝。同馬の父ディープインパクトはこの勝利で産駒の菊花賞勝利数が5勝となったほか、産駒のクラシック競走勝利数も24勝とし、いずれも歴代種牡馬最多記録となった[620]。
- 25日 - JRA調教師の友道康夫（栗東）は、管理馬のマカヒキ（牡9）が現役を引退し、種牡馬入りすることを発表。26日付で競走馬登録を抹消された[621]。グレード制が導入された1984年以降、東京優駿（日本ダービー）優勝馬が7歳以降も現役を続けた例はなく、9歳まで現役を続けた同馬は最長記録となった[622]。
- 26日 - 7月2日に調教師の国枝栄がJRA通算1000勝を達成したことによる記念植樹と石碑の除幕式が美浦トレーニングセンターで行われ、植樹は本人の希望により、アーモンドアイにちなんでアーモンドが選ばれたほか、石碑には「人間万事塞翁が競馬」と刻まれた[623]。
- 29日 - ともに短期免許で来日している騎手のトム・マーカンドとホリー・ドイル（ともに英国）が、東京競馬第5競走（メイクデビュー東京、2歳新馬、芝1600m、15頭）でそろって騎乗。夫婦騎手が同一レースで騎乗したのは、JRAでは初めてとなった[624]。
- 30日
  - 東京競馬第11競走（第166回天皇賞（秋）、GI）で、イクイノックス（牡3、美浦・木村哲也厩舎）が優勝。同馬はデビューから5戦目でGIを初勝利し、1984年以降の最少キャリア記録でJRAの古馬GIを優勝したほか、前走（東京優駿）から中153日での勝利は1984年以降、前年のエフフォーリアに続き最長間隔記録となった。また、3歳馬の優勝は前年（エフフォーリア）に続き史上5頭目となったほか、同馬の父キタサンブラックも2017年に同競走を優勝しており、父子制覇はレース史上4組目となった[625][626][627]。
  - 新潟競馬が本年の全日程を終了し、今村聖奈（栗東）が19勝で並んでいた戸崎圭太（美浦）を2着数で上回り、新潟開催の年間リーディングを獲得。女性騎手では藤田菜七子（2019年）以来となったほか、新人女性騎手としては史上初となった[628]。

### 11月
- 3日
  - 盛岡競馬場と門別競馬場でJBC競走が行われ、盛岡第10競走（第12回JBCレディスクラシック、JpnI）ではヴァレーデラルナ（牝3、栗東・藤原英昭厩舎）が優勝。同馬は重賞初挑戦でJpnI初勝利を挙げたほか、騎乗した岩田望来（栗東）もJpnI初勝利となった。また、岩田望の父岩田康誠（栗東）も同競走を3度勝利しており、父子制覇となった[629][630]。門別第9競走（第3回JBC2歳優駿、JpnIII）はゴライコウ（牡2、栗東・新谷功一厩舎）が重賞初挑戦で重賞初勝利となった[631]。
  - ホッカイドウ競馬は、所属馬のスーパーステションの引退式を10日に門別競馬場で行うことを発表[632]。今後は種牡馬に[633]。
- 5日 
  - 福島競馬第1競走（2歳未勝利、ダート1150m、16頭）で柴田善臣（美浦）がビルカールに騎乗して1着となり、56歳3か月7日で勝利を挙げた。これにより、柴田善は従来の記録（岡部幸雄、56歳2か月24日）を上回りJRA史上最年長勝利記録を更新した[634][635]。
  - 高知競馬第4競走（B-2、ダート1600m、9頭）で、畑中信司（高知）が地方競馬通算1万回騎乗を達成[636]。
- 6日
  - 阪神競馬第2競走（2歳未勝利、ダート1400m、12頭）で、吉田隼人（美浦）が史上23人目（現役16人目）のJRA通算1万3000回騎乗を達成[637]。
  - 阪神競馬第3競走（2歳未勝利、芝2000m、6頭）で、1着から順に1番人気→2番人気→3番人気と入線。3連単の払戻金は240円となり、JRA史上最低記録を更新した[638]。
- 7日 - オーストラリアのオーナーズクラブ「ライジングサン・シンジケート」は、西山茂行が所有するニシノクレセント（大井）[注 13]をオーストラリアへ移籍させることを発表。同馬はJRAでデビューしたが9戦未勝利で登録を抹消され、大井競馬へ移籍していた[640]。
- 8日 - 金沢競馬第10競走（楽天競馬で特産品キャンペーン実施中賞、B1二、ダート1400m、11頭）では1着から順に10番人気→9番人気→6番人気と入線したが、3連単の的中者がおらず、「特払い（70円の払戻）」となった。金沢競馬では7月3日の第3競走でも3連単で特払いが発生しており、1年で2回の特払いが発生する珍事となった[641]。→7月3日の出来事も参照
- 10日
  - 門別競馬第12競走（第65回道営記念、H1）で、サンビュート（セン5、北海道・堂山芳則厩舎）が優勝。同馬は重賞初勝利となったほか、騎乗した五十嵐冬樹（北海道）は同競走を5勝目とし、最多勝利タイ記録となった。また、管理調教師の堂山も同競走を7勝目とし、自身が持つ最多勝利記録を更新した[642]。
  - エスティファームは、現役時にG1を7勝し、オーストラリアで繋養されている種牡馬のハイランドリールを日本へ導入し、2023年春より供用を開始することを明らかにした[643]。
  - 本年の凱旋門賞優勝馬で、ジャパンカップ（11月27日、東京）へ出走の意向を示していたアルピニスタ（牝5）が調整中に脚部を負傷したため、引退し繁殖入りすることが明らかになった[644]。
- 11日 - 地方競馬全国協会は令和4年度第2回調教師・騎手免許試験の新規合格者を発表し、調教師試験は現役騎手の松田道明（ばんえい）・五十嵐冬樹（北海道）・左海誠二（船橋）・酒井忍（川崎）・戸部尚実（愛知）・西川敏弘（高知）など7名が合格。騎手試験はばんえいで3名（うち女性1名）が合格した。ばんえい競馬で新人騎手が複数名誕生したのは2011年度に4名の新人騎手が誕生して以来となったほか、女性の騎手試験合格者は竹ケ原茉耶（2004年度合格）以来史上4人目（現役2人目）となった。いずれも、12月1日付で免許が交付される[645][646][647]。
- 12日
  - 東京競馬第11競走（第27回武蔵野ステークス、GIII）で、ギルデッドミラー（牝5、栗東・松永幹夫厩舎）が優勝。同馬は重賞初勝利で、牝馬が優勝したのはレース史上初となった[648]。
  - 阪神競馬第11競走（第57回デイリー杯2歳ステークス、GII）で、オールパルフェ（牡2、美浦・和田雄二厩舎）が優勝。同馬および管理調教師の和田雄は重賞初勝利となったほか、同馬の父リアルスティールは産駒の重賞初勝利となった[649]。
- 13日 - 阪神競馬第11競走（第47回エリザベス女王杯、GI）で、ウインマリリンとライラックが2着同着となった。グレード制が導入された1984年以降、GIで2着同着は史上初となった[650]。また、優勝したジェラルディーナに騎乗したクリスチャン・デムーロとライラックに騎乗したミルコ・デムーロは兄弟騎手で、JRAのGIで兄弟騎手による1・2着は通算3例目（ミルコ・クリスチャン兄弟では2013年桜花賞以来2度目）となった[651]。
- 16日
  - 12月24日の中山大障害をもって引退するオジュウチョウサンが、同日の中山競馬場で引退式を行うことが明らかになった。障害を中心に活躍した馬が引退式を行うのは42年ぶり4頭目[注 14]、平成以降では初めてとなる。12月8日には引退後の進路について、種牡馬入りすることが発表された[652][653]。→10月16日の出来事も参照
  - ダーレー・ジャパンは公式ホームページで、米国で種牡馬として供用されているウィルテイクチャージを2023年より日本で供用することを発表[654]。
- 20日 - 阪神競馬第11競走（第39回マイルチャンピオンシップ、GI）で、セリフォス（牡3、栗東・中内田充正厩舎）が優勝。同馬はGI初勝利となったほか、同馬の父ダイワメジャーも2006年・2007年に同競走を連覇しており、父子制覇はレース史上初となった[655]。
- 23日
  - 園田競馬第7競走（ベゴニア賞、3歳以上C2、ダート1400m、10頭）は発走直前に激しい雷雨となり、発走予定時刻を10分遅らせたが天候の回復が見込めず、公正な競馬ができないと判断され、取りやめとなった。これに伴い、発売済の投票券もすべて返還された。第8競走以降は天候が回復したため、予定通り行われた[656]。
  - 外国招待馬として27日のジャパンカップに出走するグランドグローリー（フランス）が、同競走を最後に引退し、社台ファームで繁殖入りすることが明らかになった[657]。
- 25日 
  - ホッカイドウ競馬と兵庫県競馬組合は、騎手の山本咲希到（北海道・松本隆宏厩舎）が12月1日付で西脇・石橋満厩舎へ移籍することを発表[注 15][658][659]。
- 26日
  - 阪神競馬第8競走（3歳以上2勝クラス、ダート1800m、13頭）で、松山弘平（栗東）がJRA通算1万1000回騎乗を達成。松山はデビューから「13年8か月26日」、年齢は「32歳8か月26日」で達成し、幸英明が保持していた史上最速・最年少記録（16年2か月18日・34歳4か月11日）を更新した[660]。
  - 阪神競馬第11競走（第9回京都2歳ステークス、GIII）で、グリューネグリーン（牡2、美浦・相沢郁厩舎）が優勝。同馬は重賞初勝利となったほか、同馬の父ラブリーデイは産駒のJRA重賞初勝利となった[661]。また、関東（美浦）所属馬が優勝したのは、同競走が重賞に昇格して以降初めてとなった[662]。
- 27日
  - 阪神競馬第11競走（カノープスステークス、3歳以上オープン、ダート2000m、16頭）で、藤岡佑介（栗東）がJRA史上42人目（現役騎手28人目）となる通算1万1000回騎乗を達成[663]。
  - 東京競馬第12競走（第42回ジャパンカップ、GI）で、ヴェラアズール（牡5、栗東・渡辺薫彦厩舎）が優勝。同馬はGI初出走で優勝し、管理調教師の渡辺はGI初勝利となったほか、同馬の父エイシンフラッシュも産駒のGI初勝利となった[664]。また、1着から4着までを外国人騎手が独占し、これは1982年以来40年ぶり（通算3度目）となった[665]。なお、同競走でシャフリヤールに騎乗したクリスチャン・デムーロは最後の直線コースで内側に斜行し、ダノンベルーガの進路を狭めたことに加え、19日にも不注意騎乗で騎乗停止処分（12月3日・4日）を受けていることを考慮し、JRAは12月10日から18日まで9日間の騎乗停止処分とした[666][667]。
- 30日
  - 船橋競馬第11競走（第68回クイーン賞、JpnIII）で、テリオスベル（牝5、美浦・田島俊明厩舎）が優勝[注 16]。同馬は重賞初勝利となったほか、騎乗した江田照男（美浦）は2004年のクラスターカップ以来18年ぶりのダートグレード競走勝利となった[668]。

### 12月
- 2日
  - ケイアイスタリオンは、2018年のNHKマイルカップ優勝馬ケイアイノーテックが現役を引退し、フランスで種牡馬入りすることを発表。同馬は2021年の京都金杯出走後にJRAの登録を抹消され、オーストラリアで現役を続けていた[669]。
- 3日
  - 中山競馬第2競走（2歳未勝利、牝馬限定、ダート1800m、16頭）で、大野拓弥（美浦）がJRA史上31人目（現役騎手19人目）となる通算1万2000回騎乗を達成[670]。
  - 中山競馬第5競走（メイクデビュー中山、2歳新馬、芝1200m、16頭）で、レゼルノワールに騎乗した菅原明良（美浦）は最後の直線で外側に斜行し、外側を走行していた6頭の進路を狭めたことについて、12月17日から25日まで9日間の騎乗停止となった[671]。
- 4日
  - 中山競馬第4競走（メイクデビュー中山、2歳新馬、ダート1800m、15頭）で、江田照男（美浦）がJRA史上10人目（現役騎手8人目）となる通算1万8000回騎乗を達成[672]。
  - 中京競馬第11競走（第23回チャンピオンズカップ、GI）で、ジュンライトボルト（牡5、栗東・友道康夫厩舎）が優勝。同馬および騎乗した石川裕紀人（美浦）はGI初勝利となったほか、管理調教師の友道はダートGIを初勝利[673]。馬主の河合純二は自身の74歳の誕生日にGI初勝利となった[674]。
  - カナダを拠点に騎乗している日本人騎手の木村和士が、2年連続となるカナダ競馬のリーディングジョッキーを確定させ、表彰された。カナダは全日程終了まで2日を残しているが、木村はこの日までに152勝を挙げ、2位に31勝差をつけていた[675]。
- 6日
  - 香港ジョッキークラブは、7日に香港・ハッピーバレー競馬場で行われる騎手招待競走「ロンジン・インターナショナル・ジョッキーズ・チャンピオンシップ」に出場予定だった川田将雅（栗東）が新型コロナウイルスの陽性反応が出たため、出場を辞退することを発表[676]。
- 8日 - JRAは2023年度の新規調教師免許試験合格者を発表し、現役騎手の福永祐一（栗東）、元騎手で調教助手の千葉直人（美浦）など7名が合格した。免許は福永祐が本人申請により2023年3月1日付で、他6名は2023年1月1日付で交付される[677][678][679]。
- 10日
  - この日のばんえい帯広競馬で、12月1日付で騎手免許が交付された新人騎手3名がそれぞれ初騎乗を迎えた。ばんえい競馬で同日に3名が初騎乗を迎えたのは、2002年以来20年ぶりとなった[680]。
  - 高知競馬第8競走（チェンサバ特別、C2-5、ダート1400m、11頭）で、1着から順に7番人気→10番人気→11番人気と入線。3連単の払戻金は727万3960円となり、高知競馬史上最高記録を更新した[681][682]。
- 11日
  - 中山競馬第11競走（第15回カペラステークス、GIII）で、リメイク（牡3、栗東・新谷功一厩舎）が優勝。同馬は重賞初勝利となったほか、管理調教師の新谷はJRA重賞を初勝利となった[683]。
  - 阪神競馬第11競走（第74回阪神ジュベナイルフィリーズ、GI）で、リバティアイランド（牝2、栗東・中内田充正厩舎）が優勝。同馬は重賞初勝利がGI初勝利で、騎乗した川田将雅（栗東）はこの勝利で福永祐一・ミルコ・デムーロに次いで3人目のJRA2歳GI完全制覇となった[684]。
  - 香港・シャティン競馬場で香港国際競走が行われ、香港ヴァーズ（G1）でウインマリリン（牝5、美浦・手塚貴久厩舎）が優勝。同馬はG1初勝利で、牝馬の日本調教馬が同競走を優勝したのは初めてとなったほか、管理調教師の手塚は海外G1を初勝利となった[685]。
- 12日 - JRAは2023年度以降のJRA賞（競走馬部門）の表彰について、従来の「最優秀短距離馬」を見直し、「最優秀マイラー（1400 - 1600m）」と「最優秀スプリンター（1400m未満）」に分離することを発表。これにより、競走馬部門の部門賞は従来の9から10に増加する[686]。
- 13日
  - 騎手の森泰斗（船橋）は川崎競馬で騎乗していた際、馬に足を踏まれ右母趾挫傷と診断され、救急車で緊急搬送されたため、第6競走以降は騎手変更となった。また、森はその後に更新した自身のTwitterで「装鞍時に暴れた馬に脚を踏まれて爪がぐしゃぐしゃになって足首もやってしまった」と記し、14日にヒーローコールで騎乗予定だった全日本2歳優駿の騎乗が不可能になったことを明らかにした[687]。
- 14日 - 川崎競馬第11競走（第73回全日本2歳優駿、JpnI）で、デルマソトガケ（牡2、栗東・音無秀孝厩舎）が優勝。同馬は重賞初勝利となったほか、同馬の父で新種牡馬のマインドユアビスケッツは産駒のJpnI競走初勝利となった[688]。また、母アムールポエジーも関東オークスを勝利した実績があり、母子そろって川崎の重賞勝ち馬となった[689]。騎乗した松若風馬（栗東）は地方交流重賞初勝利をJpnIで飾ったほか、管理調教師の音無も同競走を初勝利となった[690]。
- 17日
  - 中京競馬第5競走（メイクデビュー中京、2歳新馬、ダート1800m、8頭）でベンダバリラビアが1着となり、騎乗した今村聖奈（栗東）はJRA通算勝利数が50勝に到達。新人騎手がデビュー年に50勝以上を挙げたのは、加賀武見（1960年、58勝）・武豊（1987年、69勝）・福永祐一（1996年、53勝）・三浦皇成（2008年、91勝）に次いで史上5人目（女性騎手の達成は史上初）となった[691][692]。
  - 2022ヤングジョッキーズシリーズが全日程を終了し、小林凌大（JRA美浦）が総合優勝。合計91ポイントは歴代最高で、JRA所属騎手の総合優勝は同シリーズ創設以来初めてとなった[693][694]。
- 18日
  - 水沢競馬は降雪による馬場状態悪化のため、開催を取りやめ。代替開催は行わない[695]。
  - 阪神競馬第9競走（高砂特別、3歳以上2勝クラス、ダート1200m、16頭）でラヴケリーが1着となり、騎乗した福永祐一（栗東）はJRA年間100勝を達成。福永祐の年間100勝達成は13年連続で、自身が持つ最長記録を更新したほか、通算でも14回目の達成となり、岡部幸雄を抜き歴代単独2位となった[696][697]。
- 19日 
  - 水沢競馬は走路状況悪化のため、第8競走以降を取りやめとした[698]。
  - オフト新潟は降雪の影響により、この日を臨時休業とした[699]。
  - 特別区競馬組合は、所属騎手の山﨑良が12月31日付をもって引退することを発表[700]。12月29日の大井競馬第6競走（TCKイメージキャラクター菜々緒賞、C2五六、ダート1200m、15頭立て3着）が最後の騎乗となった。今後は鍼灸師・マッサージ師を目指すという[701]。
- 20日
  - 金沢競馬は降雪による馬場不良の影響により、開催を取りやめ。代替開催は23日に実施予定[702]だったが、23日も降雪の影響で開催取りやめ。代替開催は行わないこととなった[703]。
  - 水沢競馬第11競走は走路状況の悪化により取りやめ。代替競馬も実施しない[704]。
- 21日
  - JRAは、騎手の植野貴也（栗東）が12月31日付で引退し、翌2023年1月1日付で栗東・中竹和也厩舎所属の調教助手に転向することを発表[705]。25日の阪神競馬第5競走（障害3歳以上未勝利、2着）が最後の騎乗となった[706]。
- 23日 - 降雪の影響により、ばんえい帯広競馬は開催を取りやめ（代替開催は行わない）。また、金沢競馬も24日の開催を取りやめることを発表（代替開催は25日に実施予定だったが、降雪の影響で取りやめ[707]）[703]。
- 24日
  - 阪神競馬第2競走（2歳未勝利、ダート1200m、16頭）でサイレンスタイムが1着となった。これにより、騎乗した川田将雅（栗東）はJRA通算1824勝目となり、中舘英二を抜いて歴代単独10位（現役5位）の記録となった[708]。
  - 中山競馬第10競走（第145回中山大障害、J・GI）で、ニシノデイジー（牡6、美浦・高木登厩舎）が優勝。同馬は障害入り後4戦目で、J・GI初挑戦で優勝したほか、平地でも重賞を2勝しており、障害にグレード制が導入された1999年以降、JRA平地重賞勝ち馬がJ・GIを優勝したのは1999年の同レースを勝利したゴッドスピード以来23年ぶりとなった。騎乗した五十嵐雄祐（美浦）はこの勝利でJRA障害通算151勝目となり、松田博資を抜いて歴代単独8位の記録となった[709][710][711]。また、これが引退レースとなったオジュウチョウサンは6着に終わり、27日付で競走馬登録を抹消された[712]。
- 25日
  - 中山競馬第4競走（2歳未勝利、芝2000m、18頭）で、石橋脩（美浦）がJRA史上32人目（現役騎手20人目）となる通算1万2000回騎乗を達成[713]。
  - 中山競馬第7競走（3歳以上1勝クラス、ダート1800m、16頭）で、1着から順に12番人気→6番人気→16番人気と入線。3連単の払戻金は864万8760円となったほか、1着-3着のワイドは16万620円（120通り中119番人気、的中226票）となり、従来のJRA史上最高記録（2017年12月3日・中京競馬第7競走、12万9000円）を更新した[714][715][716]。また、3着馬の複勝も1万2290円を記録し、中山競馬の史上最高記録（2014年4月12日・第6競走、1万1580円）を更新したほか、この日は阪神競馬第1競走でも3着馬の複勝が1万2840円を記録しており、1日に複勝万馬券が2回出現する波乱の日となった[717][716]。
  - 中山競馬第11競走（第67回有馬記念、GI）で、イクイノックス（牡3、美浦・木村哲也厩舎）が優勝。同馬はデビューから6戦目で優勝し、歴代最少キャリア記録を更新したほか、ファン投票3位で優勝したのはイナリワン（1989年）・サクラローレル（1996年）以来26年ぶりとなった。騎乗したクリストフ・ルメール（栗東）は同競走を通算3勝目とし、3勝全てが12月25日の開催となった。管理調教師の木村は同競走を初勝利となった[718]。
- 28日 - 中山競馬第11競走（第39回ホープフルステークス、GI）で、ドゥラエレーデ（牡2、栗東・池添学厩舎）が優勝。同馬は重賞初勝利がGIとなったほか、騎乗したバウイルザン・ムルザバエフ（カザフスタン）、管理調教師の池添はいずれもJRAのGIを初勝利となった[719]。
- 30日 - 特別区競馬組合は、大井競馬場の騎手調整ルームにおける使用者の注意事項違反があったとして、所属騎手の鷹見陸を12月30日から実効10日間の騎乗停止処分にしたことを発表[720][721]。

## 競走成績

### 中央競馬・平地GI
| 競走名                                 | 競走名                                 | 競走名                                 | 優勝馬             | 性齢 | 騎手                           | 調教師                         | 所属                          |
| 月日                                   | 競馬場                                 | コース・距離                           | 優勝馬             | 性齢 | 馬主                           | 馬主                           | タイム                        |
| -------------------------------------- | -------------------------------------- | -------------------------------------- | ------------------ | ---- | ------------------------------ | ------------------------------ | ----------------------------- |
| 第39回フェブラリーステークス           | 第39回フェブラリーステークス           | 第39回フェブラリーステークス           | カフェファラオ     | 牡5  | 福永祐一                       | 堀宣行                         | JRA美浦                       |
| 2月20日                                | 東京競馬場                             | ダート1600m                            | カフェファラオ     | 牡5  | 西川光一                       | 西川光一                       | 1:33.8 （コースレコードタイ） |
| 第52回高松宮記念                       | 第52回高松宮記念                       | 第52回高松宮記念                       | ナランフレグ       | 牡6  | 丸田恭介                       | 宗像義忠                       | JRA美浦                       |
| 3月27日                                | 中京競馬場                             | 芝1200m                                | ナランフレグ       | 牡6  | 村木克成                       | 村木克成                       | 1:08.3                        |
| 第66回大阪杯                           | 第66回大阪杯                           | 第66回大阪杯                           | ポタジェ           | 牡5  | 吉田隼人                       | 友道康夫                       | JRA栗東                       |
| 4月3日                                 | 阪神競馬場                             | 芝2000m                                | ポタジェ           | 牡5  | 金子真人ホールディングス（株） | 金子真人ホールディングス（株） | 1:58.4                        |
| 第82回桜花賞                           | 第82回桜花賞                           | 第82回桜花賞                           | スターズオンアース | 牝3  | 川田将雅                       | 高柳瑞樹                       | JRA美浦                       |
| 4月10日                                | 阪神競馬場                             | 芝1600m                                | スターズオンアース | 牝3  | （有）社台レースホース         | （有）社台レースホース         | 1:32.9                        |
| 第82回皐月賞                           | 第82回皐月賞                           | 第82回皐月賞                           | ジオグリフ         | 牡3  | 福永祐一                       | 木村哲也                       | JRA美浦                       |
| 4月17日                                | 中山競馬場                             | 芝2000m                                | ジオグリフ         | 牡3  | （有）サンデーレーシング       | （有）サンデーレーシング       | 1:59.7                        |
| 第165回天皇賞（春）                    | 第165回天皇賞（春）                    | 第165回天皇賞（春）                    | タイトルホルダー   | 牡4  | 横山和生                       | 栗田徹                         | JRA美浦                       |
| 5月1日                                 | 阪神競馬場                             | 芝3200m                                | タイトルホルダー   | 牡4  | 山田弘                         | 山田弘                         | 3:16.2                        |
| 第27回NHKマイルカップ                  | 第27回NHKマイルカップ                  | 第27回NHKマイルカップ                  | ダノンスコーピオン | 牡3  | 川田将雅                       | 安田隆行                       | JRA栗東                       |
| 5月8日                                 | 東京競馬場                             | 芝1600m                                | ダノンスコーピオン | 牡3  | （株）ダノックス               | （株）ダノックス               | 1:32.3                        |
| 第17回ヴィクトリアマイル               | 第17回ヴィクトリアマイル               | 第17回ヴィクトリアマイル               | ソダシ             | 牝4  | 吉田隼人                       | 須貝尚介                       | JRA栗東                       |
| 5月15日                                | 東京競馬場                             | 芝1600m                                | ソダシ             | 牝4  | 金子真人ホールディングス（株） | 金子真人ホールディングス（株） | 1:32.2                        |
| 第83回優駿牝馬（オークス）             | 第83回優駿牝馬（オークス）             | 第83回優駿牝馬（オークス）             | スターズオンアース | 牝3  | クリストフ・ルメール           | 高柳瑞樹                       | JRA美浦                       |
| 5月22日                                | 東京競馬場                             | 芝2400m                                | スターズオンアース | 牝3  | （有）社台レースホース         | （有）社台レースホース         | 2:23.9                        |
| 第89回東京優駿（日本ダービー）         | 第89回東京優駿（日本ダービー）         | 第89回東京優駿（日本ダービー）         | ドウデュース       | 牡3  | 武豊                           | 友道康夫                       | JRA栗東                       |
| 5月29日                                | 東京競馬場                             | 芝2400m                                | ドウデュース       | 牡3  | （株）キーファーズ             | （株）キーファーズ             | 2:21.9 （レースレコード）     |
| 第72回安田記念                         | 第72回安田記念                         | 第72回安田記念                         | ソングライン       | 牝4  | 池添謙一                       | 林徹                           | JRA美浦                       |
| 6月5日                                 | 東京競馬場                             | 芝1600m                                | ソングライン       | 牝4  | （有）サンデーレーシング       | （有）サンデーレーシング       | 1:32.3                        |
| 第63回宝塚記念                         | 第63回宝塚記念                         | 第63回宝塚記念                         | タイトルホルダー   | 牡4  | 横山和生                       | 栗田徹                         | JRA美浦                       |
| 6月26日                                | 阪神競馬場                             | 芝2200m                                | タイトルホルダー   | 牡4  | 山田弘                         | 山田弘                         | 2:09.7 （コースレコード）     |
| 第56回スプリンターズステークス         | 第56回スプリンターズステークス         | 第56回スプリンターズステークス         | ジャンダルム       | 牡7  | 荻野極                         | 池江泰寿                       | JRA栗東                       |
| 10月2日                                | 中山競馬場                             | 芝1200m                                | ジャンダルム       | 牡7  | 前田幸治                       | 前田幸治                       | 1:07.8                        |
| 第27回秋華賞                           | 第27回秋華賞                           | 第27回秋華賞                           | スタニングローズ   | 牝3  | 坂井瑠星                       | 高野友和                       | JRA栗東                       |
| 10月16日                               | 阪神競馬場                             | 芝2000m                                | スタニングローズ   | 牝3  | （有）サンデーレーシング       | （有）サンデーレーシング       | 1:58.6                        |
| 第83回菊花賞                           | 第83回菊花賞                           | 第83回菊花賞                           | アスクビクターモア | 牡3  | 田辺裕信                       | 田村康仁                       | JRA美浦                       |
| 10月23日                               | 阪神競馬場                             | 芝3000m                                | アスクビクターモア | 牡3  | 廣崎利洋HD（株）               | 廣崎利洋HD（株）               | 3:02.4 （コースレコード）     |
| 第166回天皇賞（秋）                    | 第166回天皇賞（秋）                    | 第166回天皇賞（秋）                    | イクイノックス     | 牡3  | クリストフ・ルメール           | 木村哲也                       | JRA美浦                       |
| 10月30日                               | 東京競馬場                             | 芝2000m                                | イクイノックス     | 牡3  | （有）シルクレーシング         | （有）シルクレーシング         | 1:57.5                        |
| 第47回エリザベス女王杯                 | 第47回エリザベス女王杯                 | 第47回エリザベス女王杯                 | ジェラルディーナ   | 牝4  | クリスチャン・デムーロ         | 斉藤崇史                       | JRA栗東                       |
| 11月13日                               | 阪神競馬場                             | 芝2200m                                | ジェラルディーナ   | 牝4  | （有）サンデーレーシング       | （有）サンデーレーシング       | 2:13.0                        |
| 第39回マイルチャンピオンシップ         | 第39回マイルチャンピオンシップ         | 第39回マイルチャンピオンシップ         | セリフォス         | 牡3  | ダミアン・レーン               | 中内田充正                     | JRA栗東                       |
| 11月20日                               | 阪神競馬場                             | 芝1600m                                | セリフォス         | 牡3  | （株）G1レーシング             | （株）G1レーシング             | 1:32.5                        |
| 第42回ジャパンカップ                   | 第42回ジャパンカップ                   | 第42回ジャパンカップ                   | ヴェラアズール     | 牡5  | ライアン・ムーア               | 渡辺薫彦                       | JRA栗東                       |
| 11月27日                               | 東京競馬場                             | 芝2400m                                | ヴェラアズール     | 牡5  | （有）キャロットファーム       | （有）キャロットファーム       | 2:23.7                        |
| 第23回チャンピオンズカップ             | 第23回チャンピオンズカップ             | 第23回チャンピオンズカップ             | ジュンライトボルト | 牡5  | 石川裕紀人                     | 友道康夫                       | JRA栗東                       |
| 12月4日                                | 中京競馬場                             | ダート1800m                            | ジュンライトボルト | 牡5  | 河合純二                       | 河合純二                       | 1:51.9                        |
| 第74回阪神ジュベナイルフィリーズ       | 第74回阪神ジュベナイルフィリーズ       | 第74回阪神ジュベナイルフィリーズ       | リバティアイランド | 牝2  | 川田将雅                       | 中内田充正                     | JRA栗東                       |
| 12月11日                               | 阪神競馬場                             | 芝1600m                                | リバティアイランド | 牝2  | （有）サンデーレーシング       | （有）サンデーレーシング       | 1:33.1                        |
| 第74回朝日杯フューチュリティステークス | 第74回朝日杯フューチュリティステークス | 第74回朝日杯フューチュリティステークス | ドルチェモア       | 牡2  | 坂井瑠星                       | 須貝尚介                       | JRA栗東                       |
| 12月18日                               | 阪神競馬場                             | 芝1600m                                | ドルチェモア       | 牡2  | （株）スリーエイチレーシング   | （株）スリーエイチレーシング   | 1:33.9                        |
| 第67回有馬記念                         | 第67回有馬記念                         | 第67回有馬記念                         | イクイノックス     | 牡3  | クリストフ・ルメール           | 木村哲也                       | JRA美浦                       |
| 12月25日                               | 中山競馬場                             | 芝2500m                                | イクイノックス     | 牡3  | （有）シルクレーシング         | （有）シルクレーシング         | 2:32.4                        |
| 第39回ホープフルステークス             | 第39回ホープフルステークス             | 第39回ホープフルステークス             | ドゥラエレーデ     | 牡2  | バウイルザン・ムルザバエフ     | 池添学                         | JRA栗東                       |
| 12月28日                               | 中山競馬場                             | 芝2000m                                | ドゥラエレーデ     | 牡2  | （株）スリーエイチレーシング   | （株）スリーエイチレーシング   | 2:01.5                        |

### 中央競馬・障害（J・GI）
| 競走名                     | 競走名                     | 競走名                     | 優勝馬             | 性齢 | 騎手             | 調教師           | 所属    |
| 月日                       | 競馬場                     | コース・距離               | 優勝馬             | 性齢 | 馬主             | 馬主             | タイム  |
| -------------------------- | -------------------------- | -------------------------- | ------------------ | ---- | ---------------- | ---------------- | ------- |
| 第24回中山グランドジャンプ | 第24回中山グランドジャンプ | 第24回中山グランドジャンプ | オジュウチョウサン | 牡11 | 石神深一         | 和田正一郎       | JRA美浦 |
| 4月16日                    | 中山競馬場                 | 障害芝4250m                | オジュウチョウサン | 牡11 | （株）チョウサン | （株）チョウサン | 4:52.3  |
| 第145回中山大障害          | 第145回中山大障害          | 第145回中山大障害          | ニシノデイジー     | 牡6  | 五十嵐雄祐       | 高木登           | JRA美浦 |
| 12月24日                   | 中山競馬場                 | 障害芝4100m                | ニシノデイジー     | 牡6  | 西山茂行         | 西山茂行         | 4:45.9  |

### 地方競馬・ダートグレード競走（GI・JpnI）
| 競走名                               | 競走名                               | 競走名                               | 優勝馬             | 性齢 | 騎手                             | 調教師                           | 所属    |
| 月日                                 | 競馬場                               | 距離                                 | 優勝馬             | 性齢 | 馬主                             | 馬主                             | タイム  |
| ------------------------------------ | ------------------------------------ | ------------------------------------ | ------------------ | ---- | -------------------------------- | -------------------------------- | ------- |
| 第71回川崎記念                       | 第71回川崎記念                       | 第71回川崎記念                       | チュウワウィザード | 牡7  | 川田将雅                         | 大久保龍志                       | JRA栗東 |
| 2月2日                               | 川崎競馬場                           | 2100m                                | チュウワウィザード | 牡7  | 中西忍                           | 中西忍                           | 2:14.9  |
| 第34回かしわ記念                     | 第34回かしわ記念                     | 第34回かしわ記念                     | ショウナンナデシコ | 牝5  | 吉田隼人                         | 須貝尚介                         | JRA栗東 |
| 5月5日                               | 船橋競馬場                           | 1600m                                | ショウナンナデシコ | 牝5  | 国本哲秀                         | 国本哲秀                         | 1:38.9  |
| 第45回帝王賞                         | 第45回帝王賞                         | 第45回帝王賞                         | メイショウハリオ   | 牡5  | 浜中俊                           | 岡田稲男                         | JRA栗東 |
| 6月29日                              | 大井競馬場                           | 2000m                                | メイショウハリオ   | 牡5  | 松本好雄                         | 松本好雄                         | 2:03.3  |
| 第24回ジャパンダートダービー         | 第24回ジャパンダートダービー         | 第24回ジャパンダートダービー         | ノットゥルノ       | 牡3  | 武豊                             | 音無秀孝                         | JRA栗東 |
| 7月13日                              | 大井競馬場                           | 2000m                                | ノットゥルノ       | 牡3  | 金子真人ホールディングス（株）   | 金子真人ホールディングス（株）   | 2:04.6  |
| 第35回マイルチャンピオンシップ南部杯 | 第35回マイルチャンピオンシップ南部杯 | 第35回マイルチャンピオンシップ南部杯 | カフェファラオ     | 牡5  | 福永祐一                         | 堀宣行                           | JRA美浦 |
| 10月10日                             | 盛岡競馬場                           | 1600m                                | カフェファラオ     | 牡5  | 西川光一                         | 西川光一                         | 1:34.6  |
| 第12回JBCレディスクラシック          | 第12回JBCレディスクラシック          | 第12回JBCレディスクラシック          | ヴァレーデラルナ   | 牝3  | 岩田望来                         | 藤原英昭                         | JRA栗東 |
| 11月3日                              | 盛岡競馬場                           | 1800m                                | ヴァレーデラルナ   | 牝3  | （株）ラ・メール                 | （株）ラ・メール                 | 1:50.1  |
| 第22回JBCスプリント                  | 第22回JBCスプリント                  | 第22回JBCスプリント                  | ダンシングプリンス | 牡6  | 三浦皇成                         | 宮田敬介                         | JRA美浦 |
| 11月3日                              | 盛岡競馬場                           | 1200m                                | ダンシングプリンス | 牡6  | 吉田千津                         | 吉田千津                         | 1:09.1  |
| 第22回JBCクラシック                  | 第22回JBCクラシック                  | 第22回JBCクラシック                  | テーオーケインズ   | 牡5  | 松山弘平                         | 高柳大輔                         | JRA栗東 |
| 11月3日                              | 盛岡競馬場                           | 2000m                                | テーオーケインズ   | 牡5  | 小笹公也                         | 小笹公也                         | 2:02.1  |
| 第73回全日本2歳優駿                  | 第73回全日本2歳優駿                  | 第73回全日本2歳優駿                  | デルマソトガケ     | 牡2  | 松若風馬                         | 音無秀孝                         | JRA栗東 |
| 12月14日                             | 川崎競馬場                           | 1600m                                | デルマソトガケ     | 牡2  | 浅沼廣幸                         | 浅沼廣幸                         | 1:43.3  |
| 第68回東京大賞典                     | 第68回東京大賞典                     | 第68回東京大賞典                     | ウシュバテソーロ   | 牡5  | 横山和生                         | 高木登                           | JRA美浦 |
| 12月29日                             | 大井競馬場                           | 2000m                                | ウシュバテソーロ   | 牡5  | 了徳寺健二ホールディングス（株） | 了徳寺健二ホールディングス（株） | 2:05.0  |

### ばんえい競馬（BG1）
| 競走名                 | 競走名                 | 競走名                 | 優勝馬           | 性齢 | 騎手     | 調教師   | タイム ばんえい重量 |
| 月日                   | 競馬場                 | 距離（馬場水分）       | 優勝馬           | 性齢 | 馬主     | 馬主     | タイム ばんえい重量 |
| ---------------------- | ---------------------- | ---------------------- | ---------------- | ---- | -------- | -------- | ------------------- |
| 第44回帯広記念         | 第44回帯広記念         | 第44回帯広記念         | キタノユウジロウ | 牡7  | 菊池一樹 | 村上慎一 | 2:24.0 900kg        |
| 1月2日                 | 帯広競馬場             | 200m（2.3%）           | キタノユウジロウ | 牡7  | 佐藤敏律 | 佐藤敏律 | 2:24.0 900kg        |
| 第15回天馬賞           | 第15回天馬賞           | 第15回天馬賞           | キョウエイリュウ | 牡5  | 松田道明 | 村上慎一 | 1:19.4 760kg        |
| 1月3日                 | 帯広競馬場             | 200m（3.4%）           | キョウエイリュウ | 牡5  | 大野昇   | 大野昇   | 1:19.4 760kg        |
| 第32回ヒロインズカップ | 第32回ヒロインズカップ | 第32回ヒロインズカップ | フォルテシモ     | 牝5  | 阿部武臣 | 坂本東一 | 1:51.4 760kg        |
| 1月30日                | 帯広競馬場             | 200m（2.9%）           | フォルテシモ     | 牝5  | 山根福司 | 山根福司 | 1:51.4 760kg        |
| 第53回イレネー記念     | 第53回イレネー記念     | 第53回イレネー記念     | キングフェスタ   | 牡3  | 鈴木恵介 | 小北栄一 | 1:28.1 690kg        |
| 3月19日                | 帯広競馬場             | 200m（5.3%）           | キングフェスタ   | 牡3  | 廣部武士 | 廣部武士 | 1:28.1 690kg        |
| 第54回ばんえい記念     | 第54回ばんえい記念     | 第54回ばんえい記念     | メジロゴーリキ   | 牡8  | 西謙一   | 松井浩文 | 2:47.2 1000kg       |
| 3月20日                | 帯広競馬場             | 200m（4.8%）           | メジロゴーリキ   | 牡8  | 広瀬豪   | 広瀬豪   | 2:47.2 1000kg       |
| 第47回ばんえいオークス | 第47回ばんえいオークス | 第47回ばんえいオークス | ダイヤカツヒメ   | 牝3  | 赤塚健仁 | 久田守   | 1:20.6 670kg        |
| 12月4日                | 帯広競馬場             | 200m（2.2%）           | ダイヤカツヒメ   | 牝3  | 稲谷義雄 | 稲谷義雄 | 1:20.6 670kg        |
| 第51回ばんえいダービー | 第51回ばんえいダービー | 第51回ばんえいダービー | キングフェスタ   | 牡3  | 鈴木恵介 | 小北栄一 | 1:23.1 730kg        |
| 12月29日               | 帯広競馬場             | 200m（2.3%）           | キングフェスタ   | 牡3  | 廣部武士 | 廣部武士 | 1:23.1 730kg        |

### 騎手招待・交流競走
- 第36回全日本新人王争覇戦（1月25日、高知競馬場）総合優勝：泉谷楓真（JRA栗東）[768]
- LJSレディースジョッキーズシリーズ2021（2021年11月23日：盛岡競馬場、2021年11月27日：高知競馬場、2月18日：名古屋競馬場）総合優勝：濱尚美（高知）[769]
- 2022地方競馬ジョッキーズチャンピオンシップ（5月8日：佐賀競馬場、5月31日：浦和競馬場）総合優勝：岡部誠（愛知）[770]
- 2022ワールドオールスタージョッキーズ（8月27日・28日、札幌競馬場）[771]
  - 個人総合優勝：武豊（JRA栗東）
  - チーム戦優勝：JRA選抜（武豊、クリストフ・ルメール、川田将雅、横山武史、柴田善臣、福永祐一、松山弘平）
- 第29回ゴールデンジョッキーカップ（9月7日、園田競馬場）総合優勝：森泰斗（船橋）[772]
- 2022ヤングジョッキーズシリーズ（12月16日：名古屋競馬場、12月17日：JRA中京競馬場）総合優勝：小林凌大（JRA美浦）[693][773]

## 表彰

### 神奈川県川崎競馬組合管理者表彰
1月27日発表。
- 佐々木竹見（元川崎競馬所属騎手。地方通算7151勝の成績に加え、引退後も20年にわたりイベントやファンサービスに参加するなど、川崎競馬の振興に多大な貢献）

### 東京競馬記者クラブ賞特別功労賞
2月7日発表。
- 藤沢和雄（JRA調教師。JRAのGI競走34勝を含め、現役調教師で最多となる通算1570勝[776]を挙げたほか、メディアを通じて情報発信を続け、競馬の魅力を伝え続けた）※2月28日で定年引退

### 令和4年春の褒章
4月28日発表。
- 黄綬褒章：柴田善臣（JRA騎手）

### 2022年度JRA顕彰者
6月7日発表。
- 藤沢和雄（元JRA調教師）

### 令和4年秋の叙勲
11月3日付発表。
- 旭日双光章：尾形充弘（元JRA調教師、元日本調教師会会長）

### 2022年度JRA賞
調教師・騎手部門は2023年1月4日発表。また競走馬部門及び特別賞、馬事文化賞は2023年1月10日発表。

#### 競走馬部門
- 年度代表馬・最優秀3歳牡馬：イクイノックス（牡3歳、美浦・木村哲也厩舎）
- 最優秀2歳牡馬：ドルチェモア（栗東・須貝尚介厩舎）
- 最優秀2歳牝馬：リバティアイランド（栗東・中内田充正厩舎） ※満票選出
- 最優秀3歳牝馬：スターズオンアース（美浦・高柳瑞樹厩舎）
- 最優秀4歳以上牡馬：タイトルホルダー（牡4歳、美浦・栗田徹厩舎）
- 最優秀4歳以上牝馬：ジェラルディーナ（牝4歳、栗東・斉藤崇史厩舎）
- 最優秀短距離馬：セリフォス（牡3歳、栗東・中内田充正厩舎）
- 最優秀ダートホース：カフェファラオ（牡5歳、美浦・堀宣行厩舎）
- 最優秀障害馬：オジュウチョウサン（牡11歳、美浦・和田正一郎厩舎）

#### 調教師・騎手部門
- 最多勝利調教師・最多賞金獲得調教師：矢作芳人（栗東）
- 最高勝率調教師：中内田充正（栗東）
- 優秀技術調教師：木村哲也（美浦）
- 騎手大賞・最多勝利騎手・最高勝率騎手・最多賞金獲得騎手：川田将雅（栗東）
- MVJ：戸崎圭太（美浦）
- 最優秀障害騎手：石神深一（美浦）
- 最多勝利新人騎手：今村聖奈（栗東）
- 特別賞：柴田善臣（美浦） ※中央競馬現役騎手史上初となる黄綬褒章受章、またJRA史上最年長勝利記録を更新したことによる功績を評価

#### JRA賞馬事文化賞
- 馬事文化賞受賞作：『木曽馬と生きる 風わたる里 開田高原』
- 馬事文化賞受賞者：abn 長野朝日放送
- 馬事文化賞特別賞受賞作：『幸せな人間が幸せな馬をつくる 調教師 藤澤和雄 最後の400日』
- 馬事文化賞特別賞受賞者：日本放送協会（NHK）、エキスプレススポーツ（制作・著作）、NHKグローバルメディアサービス（制作）

### NARグランプリ2022
2023年1月17日発表。

#### 表彰馬
- 年度代表馬・4歳以上最優秀牡馬・最優秀短距離馬：イグナイター（牡4歳、兵庫・新子雅司厩舎）
- 2歳最優秀牡馬：ヒーローコール（浦和・小久保智厩舎）
- 2歳最優秀牝馬：メイドイットマム（船橋・石井勝男厩舎）
- 3歳最優秀牡馬：シルトプレ（北海道・米川昇厩舎）
- 3歳最優秀牝馬：スピーディキック（浦和・藤原智行厩舎）
- 4歳以上最優秀牝馬：サルサディオーネ（牝8歳、大井・堀千亜樹厩舎）
- ばんえい最優秀馬：メジロゴーリキ（牡8歳、松井浩文厩舎）
- 最優秀ターフ馬：該当馬なし
- ダートグレード競走特別賞馬：ショウナンナデシコ（牝5歳、JRA栗東・須貝尚介厩舎）
- 特別表彰馬：オメガパフューム（当時JRA所属。東京大賞典において国内史上初となるGI競走4連覇の偉業を達成）

#### 表彰者
- 最優秀勝利回数調教師賞：打越勇児（高知）
- 最優秀賞金収得調教師賞：小久保智（浦和）
- 最優秀勝率調教師賞：保利良平（兵庫）
- 殊勲調教師賞：該当者なし
- 最優秀勝利回数騎手賞：吉村智洋（兵庫）
- 最優秀賞金収得騎手賞：矢野貴之（大井）
- 最優秀勝率騎手賞：宮川実（高知）
- 殊勲騎手賞：該当者なし
- 優秀新人騎手賞：塚本征吾（愛知）
- 優秀女性騎手賞：宮下瞳（愛知）
- ベストフェアプレイ賞：岡部誠（愛知）
- 特別賞：戸部尚実（愛知、地方競馬通算3000勝達成）、佐々木竹見（元騎手、地方競馬の発展に多大な貢献を果たす）

### 第71回朝日広告賞
2023年7月5日発表。
- 新聞広告の部・朝日新聞特別賞：地方競馬全国協会「創立60周年を機としたブランディング広告 4点シリーズ」

## 新規免許取得者
騎手・調教師のみ記載。ただし地方競馬及び日本国外からJRAへ移籍した者、引退・失効・免許返上後に再取得した者は除く。
地方競馬は年度単位（4月 - 翌年3月）となっているが、免許日を基準に記載する。
記載は氏名（所属地、免許日）の順。

### 騎手
- 佐々木大輔（JRA美浦、3月1日）[785]
- 土田真翔（JRA美浦、3月1日）[786]
- 西塚洸二（JRA美浦、3月1日）[787]
- 水沼元輝（JRA美浦、3月1日）[788]
- 今村聖奈（JRA栗東、3月1日）[789]
- 大久保友雅（JRA栗東、3月1日）[790]
- 川端海翼（JRA栗東、3月1日）[791]
- 小牧加矢太（JRA栗東、3月1日）※障害のみ免許[792]
- 角田大河（JRA栗東、3月1日）[793]
- 鷲頭虎太（JRA栗東、3月1日）[794]
- 及川烈（浦和、4月1日）[362]
- 室陽一朗（浦和、4月1日）[362]
- 後藤蒼二朗（大井、4月1日）[362]
- 鷹見陸（大井、4月1日）[362]
- 谷内貫太（大井、4月1日）[362]
- 小林捺花（川崎、4月1日）[362]
- 新原周馬（川崎、4月1日）[362]
- 野畑凌（川崎、4月1日）[362]
- 中山蓮王（佐賀、4月1日）[362]
- 山田義貴（佐賀、4月1日）[362]
- 今井千尋（ばんえい、12月1日）[645]
- 小野木隆幸（ばんえい、12月1日）[645]
- 中村太陽（ばんえい、12月1日）[645]

### 調教師
- 上原佑紀（JRA美浦、1月1日）[795]
- 嘉藤貴行（JRA美浦、1月1日）[796]
- 緒方努（JRA栗東、1月1日）[797]
- 小栗実（JRA栗東、1月1日）[798]
- 西園翔太（JRA栗東、1月1日）[799]
- 入口由美子（浦和、8月1日）[500]
- 岩﨑真樹（船橋、8月1日）[500]
- 𠮷見真幸（兵庫、8月1日）[500]
- 寺地誠一（兵庫、8月1日）[500]
- 松田道明（ばんえい、12月1日）[645]
- 五十嵐冬樹（北海道、12月1日）[645]
- 左海誠二（船橋、12月1日）[645]
- 酒井忍（川崎、12月1日）[645]
- 髙橋宏征（川崎、12月1日）[645]
- 戸部尚実（愛知、12月1日）[645]
- 西川敏弘（高知、12月1日）[645]

## 通算勝利数の記録
地方競馬は「地方通算」のものと「中央・地方通算」（主にホッカイドウ競馬で使用）があるが、それぞれ出典に拠った。
同一人物が複数の記録を達成した場合は原則として最後に記録したものを記載するが、地方競馬から中央競馬へ移籍した騎手、また中央所属で平地競走と障害競走でそれぞれ記載可能な記録、さらに地方競馬及び日本国外所属で中央競馬もしくは地方競馬初勝利等が発生した場合はこの限りでない。
記載は、氏名（達成地、達成日）の順。 

### 騎手
| 初勝利 角田大河（JRA阪神、3月5日） ※初騎乗で達成 今村聖奈（JRA阪神、3月13日） 西塚洸二（JRA中山、4月2日） 中山蓮王（佐賀、4月2日） 山田義貴（佐賀、4月4日） 新原周馬（川崎、4月4日） 野畑凌（川崎、4月7日） 佐々木大輔（JRA中山、4月10日） 小牧加矢太（JRA福島、4月24日） 小林捺花（浦和、4月27日） 及川烈（浦和、4月28日） 鷲頭虎太（JRA中京、5月7日） 鷹見陸（大井、5月9日） 大久保友雅（JRA中京、5月15日） 室陽一朗（浦和、6月1日） 谷内貫太（大井、7月25日） 後藤蒼二朗（大井、7月26日） チャクイウ・ホー（JRA新潟、7月30日）※JRA初勝利 テオ・バシュロ（JRA札幌、8月28日）※JRA初勝利 水沼元輝（大井、9月6日）※JRA所属。生涯初勝利 川端海翼（園田、9月8日）※JRA所属。生涯初勝利 水沼元輝（JRA中山、9月11日）※JRA初勝利 トム・マーカンド（JRA東京、10月29日）※JRA初勝利 川端海翼（JRA阪神、11月13日） ※JRA初勝利 ホリー・ドイル（JRA東京、11月20日） ※JRA初勝利 デヴィッド・イーガン（JRA中京、12月10日）※JRA初勝利 中村太陽（ばんえい帯広、12月11日） 今井千尋（ばんえい帯広、12月11日） バウイルザン・ムルザバエフ（JRA中京、12月18日） ※JRA初勝利 100勝 富田暁（JRA中京、1月8日） 金田利貴（ばんえい帯広、1月10日） 平沢健治（JRA小倉、2月12日） ※障害競走通算 高畑皓一（園田、3月1日） 金山昇馬（佐賀、4月10日） 篠谷葵（船橋、4月15日） 山中悠希（船橋、5月4日） 佐々木世麗（園田、5月13日）※地方所属の女性騎手では史上最速 菊沢一樹（JRA新潟、5月29日） ダミアン・レーン（JRA東京、6月19日） ※JRA通算 甲賀弘隆（金沢、6月19日） 東原悠善（大井、7月15日） 石神深一（JRA小倉、8月13日） ※障害競走通算 東川慎（笠松、8月26日） 魚住謙心（金沢、9月4日） 塚本征吾（名古屋、9月29日） 大山龍太郎（園田、11月4日） 関本玲花（盛岡、11月22日） 半澤慶実（浦和、12月23日） 200勝 山林堂信彦（川崎、1月6日） 山本咲希到（姫路、1月14日） 坂井瑠星（JRA中京、1月15日） 多田羅誠也（高知、3月16日） 飛田愛斗（佐賀、3月20日） 出水拓人（佐賀、3月20日） 西村淳也（JRA阪神、6月25日） 武豊（大井、7月13日）※地方通算。JRA所属騎手として史上初 永井孝典（園田、9月1日） 福原杏（浦和、10月20日） 菅原明良（JRA東京、10月30日） 保園翔也（名古屋、12月8日） 300勝 藤本現暉（川崎、2月28日） 岡村健司（大井、3月10日） 鮫島克駿（JRA福島、5月1日） 森島貴之（笠松、7月27日） 西啓太（大井、8月15日） 横山和生（JRA中山、9月19日） 岩田望来（JRA阪神、12月11日） 400勝 吉本隆記（佐賀、2月27日） 田野豊三（園田、4月21日） 大原浩司（笠松、4月28日） 菱田裕二（JRA福島、4月30日） 川須栄彦（JRA新潟、5月21日） 松若風馬（JRA中京、5月22日） 丹内祐次（JRA札幌、8月21日） 鈴木祐（盛岡、8月23日） 落合玄太（門別、9月7日） 川島正太郎（川崎、9月16日） 横山武史（JRA中山、9月24日） 500勝 大柿一真（園田、3月30日） 大坪慎（水沢、5月9日） 沖静男（金沢、6月19日） 鴨宮祥行（園田、9月2日） 渡邊竜也（笠松、9月23日） 600勝 田中直人（佐賀、3月18日） 山下裕貴（佐賀、4月24日） 張田昂（川崎、6月16日） 田知弘久（金沢、8月28日） 加藤聡一（名古屋、9月15日） 丸山元気（JRA中山、9月17日） 700勝 廣瀬航（園田、5月6日） 藤岡康太（JRA中京、9月10日） 800勝 石川倭（門別、7月7日） 陶文峰（盛岡、9月12日） 松井伸也（門別、9月20日） ※中央競馬との合算 石橋脩（JRA東京、10月16日） 900勝 石川慎将（佐賀、4月4日） 岡田大（浦和、8月12日） 竹吉徹（佐賀、12月4日） | 1000勝 西将太（ばんえい帯広、1月29日） 本田正重（大井、6月30日） 島津新（ばんえい帯広、7月2日） 岩橋勇二（門別、8月24日） 田中純（佐賀、8月27日） 松山弘平（JRA中京、12月4日） 高橋悠里（水沢、12月6日） 1100勝 浜中俊（JRA阪神、4月24日） 青柳正義（金沢、6月5日） 本橋孝太（浦和、6月27日） 吉田隼人（JRA札幌、7月24日） 藤原幹生（笠松、10月6日） 宮下瞳（名古屋、10月14日） 1200勝 町田直希（川崎、6月17日） 和田譲治（浦和、7月20日） ミルコ・デムーロ（JRA新潟、7月30日） 1300勝 内田博幸（JRA東京、2月5日） 池添謙一（JRA阪神、4月2日） 戸崎圭太（JRA東京、10月29日） 1400勝 和田竜二（JRA中山、3月26日） 藤田弘治（金沢、8月9日） 今井貴大（名古屋、10月13日） 1500勝 笹川翼（川崎、11月8日） ※大井所属騎手最速で達成 桑村真明（門別、11月9日） 1600勝 高松亮（盛岡、8月2日） クリストフ・ルメール（JRA中京、9月24日） ※JRA史上最少騎乗回数で達成 幸英明（JRA阪神、11月20日） 1700勝 岩田康誠（JRA東京、1月30日） 吉留孝司（浦和、6月2日） 山崎誠士（川崎、7月7日） 丹羽克輝（名古屋、11月10日） 山本政聡（水沢、12月12日） 1800勝 田中勝春（JRA中山、2月26日） 川田将雅（JRA中京、9月19日） 1900勝 阿部英俊（盛岡、7月5日） 長田進仁（佐賀、9月25日） 2000勝 宮川実（高知、1月9日） 井上俊彦（門別、8月30日）※ホッカイドウ競馬発表 井上俊彦（門別、10月5日）※地方通算（地方競馬全国協会発表） 2100勝 大畑雅章（名古屋、5月20日） 服部茂史（門別、10月20日） 2200勝 矢野貴之（大井、11月4日） 2300勝 山本聡哉（水沢、11月29日） 2400勝 真島大輔（大井、5月11日） 2500勝 五十嵐冬樹（門別、8月10日） ※中央競馬との合算 2600勝 福永祐一（JRA阪神、10月16日） 2700勝 吉原寛人（金沢、8月14日） 2900勝 吉村智洋（園田、10月20日） 丸野勝虎（名古屋、10月24日） 横山典弘（JRA中京、12月4日） 3000勝 戸部尚実（名古屋、1月17日） 3300勝 下原理（園田、7月6日） 3500勝 藤野俊一（ばんえい帯広、1月16日） 3800勝 森泰斗（浦和、9月23日） 村上忍（盛岡、10月31日） 4500勝 田中学（園田、7月20日） 4600勝 岡部誠（名古屋、10月12日） 5100勝 山口勲（佐賀、7月24日） |

### 調教師
| 初勝利 真島正徳（佐賀、2月8日） 鮫島克也（佐賀、2月20日） 村田一誠（JRA中山、3月13日） 宮川真衣（高知、3月13日） 嘉藤貴行（JRA中山、3月20日） 西田雄一郎（JRA中山、3月21日） 中村直也（JRA阪神、5月1日） 蛯名正義（JRA東京、5月8日） 堀内岳志（JRA函館、7月10日） 100勝 田中正人（大井、1月24日） 石橋満（姫路、2月8日） 渡辺薫彦（JRA阪神、2月20日） 冨田敏男（浦和、2月21日） 池上昌和（JRA中山、3月5日） 武幸四郎（JRA新潟、5月8日） 田中博康（JRA東京、5月15日）※平成以降のJRA最年少記録 米谷康秀（水沢、5月15日） 和田雄二（JRA東京、5月29日） 山田質（川崎、8月1日） 榎屋充（名古屋、10月11日） 安田翔伍（JRA新潟、10月29日） 竹内正洋（JRA東京、11月6日） 吉橋淳一（川崎、11月10日） 武英智（JRA福島、11月20日） 高柳大輔（JRA阪神、12月25日） 200勝 田中一巧（姫路、1月18日） 後藤佑耶（笠松、1月28日） 池添学（JRA中京、3月26日） 武市康男（JRA東京、4月30日） 平山宏秀（佐賀、6月11日） 西村真幸（JRA東京、6月25日） 高柳瑞樹（JRA福島、7月17日） 岡島玉一（門別、8月10日） 加藤誠一（川崎、9月13日） 渋谷信博（船橋、9月27日） 小国博行（門別、10月27日） 今野貞一（JRA阪神、11月19日） 渡邊貴光（船橋、11月30日） 和田正一郎（JRA中山、12月3日） 300勝 諏訪貴正（姫路、1月20日） 高木登（JRA東京、2月5日） 中内田充正（JRA東京、2月6日）※JRA現役最速で達成 大竹正博（JRA東京、2月19日） 小林俊彦（水沢、3月22日） 木村哲也（JRA中山、4月17日） 飯田雄三（JRA福島、4月24日） 張田京（浦和、6月3日） 牧光二（JRA福島、7月9日） 宇野木博徳（浦和、8月31日） 後藤佑耶（笠松、11月28日） 400勝 岡田稲男（JRA中京、1月5日） 川村禎彦（JRA中京、1月9日） 斎藤誠（JRA中山、1月22日） 坂井孝義（佐賀、2月13日） 杉浦宏昭（JRA小倉、2月20日） 平山真希（浦和、2月23日） 坂本和也（園田、4月21日） 安部幸夫（名古屋、5月19日） 栗田泰昌（大井、6月6日） 水野善太（笠松、7月1日） 橋本和馬（大井、9月5日） 井樋一也（金沢、9月27日） 池田忠好（佐賀、10月24日） 松浦裕之（大井、12月29日） 500勝 中川竜馬（佐賀、3月4日） 倉地学（名古屋、5月5日） 千葉幸喜（水沢、5月22日） 佐久間雅貴（門別、9月27日） 櫻田浩樹（水沢、12月19日） 伊藤圭三（JRA中山、12月25日） | 600勝 佐々木晶三（JRA阪神、2月20日） 村上頼章（大井、3月11日） 加藤征弘（JRA中山、3月26日） 加藤和義（金沢、4月3日） 加藤和宏（金沢、4月10日） 中竹和也（JRA中京、5月14日） 手塚貴久（JRA東京、5月14日） 濱田一夫（佐賀、11月6日） 700勝 井手上慎一（名古屋、3月3日） 中川雅之（金沢、3月20日） 川島正一（船橋、6月20日） 堀宣行（JRA東京、10月9日） 村上正和（門別、10月26日） 800勝 藤原英昭（JRA中京、5月7日） 池江泰寿（JRA中山、12月3日） 900勝 安田隆行（JRA阪神、3月19日） 黒木豊（金沢、3月29日） 森山英雄（笠松、7月14日） 山下定文（佐賀、7月23日） 新井清重（船橋、9月28日） 野口孝（川崎、10月14日） 1000勝 鈴木正也（金沢、4月24日） 松島壽（佐賀、5月29日） 国枝栄（JRA函館、7月2日） 千葉博次（盛岡、8月23日） 國澤輝幸（高知、8月27日） 今津博之（名古屋、10月12日） 柏原誠路（園田、10月27日） 小林長吉（ばんえい帯広、11月7日） 1100勝 原口次夫（名古屋、1月20日） 髙月賢一（姫路、2月23日） 手島勝利（佐賀、5月28日） 松野勝己（金沢、6月12日） 加藤幸保（笠松、6月16日） 笹野博司（笠松、9月21日） 坂口義幸（名古屋、10月14日） 藤ヶ崎一人（名古屋、10月28日） 1200勝 岡林光浩（船橋、11月28日） 1300勝 川田孝好（佐賀、2月8日） 髙橋俊之（金沢、8月23日） 東美義（佐賀、11月6日） 菅原欣也（金沢、11月7日） 1400勝 田中正二（門別、5月26日） 内田勝義（川崎、8月28日） 1500勝 東眞市（佐賀、3月18日） 田中淳司（門別、6月30日） 平田義弘（ばんえい帯広、7月25日） 藤田正治（笠松、8月11日） 伊藤和（盛岡、11月13日） 塚田隆男（名古屋、11月24日） 大友栄人（ばんえい帯広、12月28日） 1600勝 角川秀樹（門別、7月5日） 1700勝 小久保智（浦和、7月19日） 1800勝 佐藤茂（金沢、3月22日） 山田義人（佐賀、10月23日） 1900勝 川西毅（名古屋、4月21日） 2100勝 田中範雄（園田、10月6日） 2400勝 川嶋弘吉（笠松、11月17日） 2500勝 田中守（高知、2月15日） 2600勝 金田一昌（金沢、6月7日） 3900勝 角田輝也（名古屋、9月30日） ※地方競馬史上初 |

## 競走馬の登録抹消
以下は本年に登録を抹消された競走馬の一覧である。

### JRA

#### 1月
- セイウンコウセイ[1089]
- サウンドキアラ[1090][1091]
- アンドラステ[1092][1093]
- キセキ[1094][1095]
- ラヴアンドポップ[1096][1097]
- トーセンスーリヤ[1098]
- ペルシアンナイト[1099][1100]
- ダノンファンタジー[1101]
- ブラストワンピース[1102][1103]
- マイネルグリット[1104]
- シゲルピンクダイヤ[1105]
- アメリカズカップ[1106]

#### 2月
- ラヴズオンリーユー[1107]
- レッドアンシェル[1108][1109]
- フォイヤーヴェルク[1110]
- ディアンドル[1111][1112][1113]
- サトノレイナス[1114]
- マイスタイル[1115]
- バーナードループ[1116][1117]
- プールヴィル[1118]
- タンタラス[1119][1120]
- カレンモエ[1121][1122]

#### 3月
- テオレーマ[1123][1124]
- マドラスチェック[1125]
- マルターズディオサ[1126]
- ソーグリッタリング[1121][1127]
- ブラックムーン[1128][1129]
- コントラチェック[1130]
- マルシュロレーヌ[1131]
- タイムフライヤー[1132]
- ランブリングアレー[1133][1134]
- エメラルファイト[1135]
- スマイルカナ[1136]
- ダンビュライト[1137]
- ケイティブレイブ[1138]

#### 4月
- ナムラリコリス[1139]
- セダブリランテス[1140][1141]
- アールスター[1142][1143]
- グリム[1144][1145]
- ランスオブプラーナ[1146]
- ゴーフォザサミット[1147]
- サトノアーサー[1148]
- マスターフェンサー[1149]

#### 5月
- メイケイダイハード[1150]
- キメラヴェリテ[1151]
- ワイドファラオ[1152][1153]
- ステルヴィオ[1154][1155][1156]
- ヨシオ[1157][1158]
- ロードマイウェイ[1159][1160][1161]
- アカイトリノムスメ[1162]
- ウェスタールンド[1163][1164]
- デゼル[1165][1166]

#### 6月
- キングハート[1167][1168]
- タニノヨセミテ[1169]
- レピアーウィット[1170]
- ローズプリンスダム[1171][1172]
- ゴースト[1173]
- コパノキッキング[1174][1175][1176][1177]
- サトノフェイバー[1178]
- ヴェロックス[1179]

#### 7月
- リッジマン[1180][1181]
- ウインイクシード[1182]
- オーソクレース[1183][1184][1185]

#### 8月
- フェアリーポルカ[1186]
- ファインルージュ[1187]
- スワーヴアラミス[1188]
- ボンセルヴィーソ[1189][1190]
- タガノエスプレッソ[1191]
- マジックキャッスル[1192]
- レイエンダ[1193][1194]
- サトノクロニクル[1195]

#### 9月
- ジェネラーレウーノ[1196]
- オヌシナニモノ[1197]
- インティ[1198]
- パクスアメリカーナ[1199]

#### 10月
- クレッシェンドラヴ[1200]
- チュウワウィザード[1201][1202]
- アルクトス[1203][1204][1205]
- マカヒキ[621][622]
- サンクテュエール[1206][1207]
- ステイフーリッシュ[1208][1209][1210]

#### 11月
- カデナ[1211]
- マイラプソディ[1212][1213]
- エーポス[1214]
- レーヌブランシュ[1215]
- チェーンオブラブ[1216][1217]
- アナザートゥルース[1218][1219]
- メイショウダッサイ[1220][1221]
- ザダル[1222][1223]
- エリザベスタワー[1224][1225]
- エアスピネル[1226]
- ベステンダンク[1227][1228][1229]
- アドマイヤジャスタ[1230][1229]
- シンキングダンサー[1231][1232]

#### 12月
- ビアンフェ[1233]
- サンライズノヴァ[1234][1235]
- オメガパフューム[1236]
- テルツェット[1237][1238]
- ケイデンスコール[1239]
- クリンチャー[1240][1241]
- ジャンダルム[1242][1243]
- ギベオン[1244]
- グローリーヴェイズ[1245][1246][1247]
- サリオス[1248][1249][1250]
- レイパパレ[1251][1252][1253]
- シャドウディーヴァ[1254]

### 地方

#### 1月
- エンパイアペガサス[1255]
- ノンコノユメ[1256][1257][1258]
- ブラゾンドゥリス[1259][1260][1261]

#### 2月
- グレンツェント[1262][1263]

#### 3月
- デルマイダテン[1264][1265]
- ケラススヴィア[1266][1267]

#### 4月
- ヒーズインラブ[1268]

#### 5月
- モジアナフレイバー[1269][1270][1271][1272]

#### 8月
- ヒラボクラターシュ[注 20][1273]
- ルミナスウォリアー[1274]

#### 9月
- ノボバカラ[1275][1276]

#### 10月
- ヒガシウィルウィン[1277][1278]
- プラチナムバレット[1279]

## 誕生
この年に生まれた競走馬は2025年のクラシック世代となる。

### 競走馬
- 1月10日 - ミュージアムマイル[1280]
- 1月18日 - アロヒアリイ
- 1月30日 - トータルクラリティ[1281]
- 2月1日 -エンブロイダリー[1282]
- 2月2日 -ナチュラルライズ[1283]
- 2月4日 - サトノシャイニング[1284]
- 2月6日 - アルテヴェローチェ[1285]
- 2月10日 - カナルビーグル[1286]
- 2月12日 - エリキング[1287]
- 2月13日 - ヤンキーバローズ[1288]、ファンダム[1289]
- 2月15日 - アルマヴェローチェ[1290]
- 2月16日 - ハッピーマン[1291]
- 2月16日 - ショウナンザナドゥ[1292]
- 2月21日 - パンジャタワー[1293]
- 2月28日 - アドマイヤズーム[1294]
- 3月2日 - マスカレードボール[1295]
- 3月4日 - ニシノエージェント[1296]
- 3月5日 - エイシンワンド[1297]、ミリアッドラヴ[1298]
- 3月8日 - エリカエクスプレス[1299]
- 3月10日 - エキサイトバイオ[1300]
- 3月15日 - ショウヘイ[1301]
- 3月17日 - アドマイヤデイトナ[1302]
- 3月19日 - アブキールベイ[1303]
- 3月20日 - サトノカルナバル[1304]、ランフォーヴァウ[1305]
- 3月21日 - クロワデュノール[1306]
- 3月25日 - マジックサンズ[1307]
- 3月26日 - マピュース[1308]
- 3月27日 - リラエンブレム[1309]、ランスオブカオス[1310]
- 4月4日 - ジャナドリア[1311]
- 4月6日 - ダンツエラン[1312]
- 4月8日 - ブラウンラチェット[1313]
- 4月9日 - メルキオル[1314]
- 4月13日 - メモリアカフェ[1315]
- 4月14日 - カムニャック[1316]
- 4月23日 - エネルジコ[1317]
- 4月24日 - ピコチャンブラック[1318]、イミグラントソング[1319]、マテンロウコマンド[1320]
- 4月27日 - ソルジャーフィルド[1321]
- 5月7日 - ドンインザムード[1322]
- 5月8日 - クリノメイ[1323]
- 5月12日 - レーゼドラマ[1324]

## 死亡

### 競走馬・繁殖馬・功労馬
- 1月1日
  - キョウエイボーガン[1325]
  - ファイナルフォーム[1326]
- 1月5日 - ワグネリアン[注 21][290] →同日のできごとも参照
- 1月18日- サムライハート[1328]
- 1月23日 - アサヒライジング[1329]
- 1月30日 - テレグノシス[1330]
- 2月 - レッドスパーダ[1331]
- 2月3日 - マックスロゼ[注 22][1332]
- 2月9日 - ランニングゲイル[1333]
- 2月10日 - タイムパラドックス[1334]
- 2月19日 - ビッククインバイオ[注 23][1336]
- 2月23日 - ピットファイター[1337]
- 2月24日
  - エイシンルーデンス[1338]
  - ハクホウクン（公表日）[1339]
- 2月25日
  - ジョーリュウオー[注 24][1340]
  - ビワハイジ[1341]
- 2月27日 - ノボジャック[1342]
- 3月3日 
  - マイネイサベル[1343]
  - キングスゾーン[注 25][1344]
- 3月6日 - スウィフトカレント[1345]
- 3月24日（公表日） - ニキーヤ[注 26][1346]
- 4月15日 - マルカセンリョウ [1347]
- 4月19日 - クールホタルビ[1348]
- 4月28日 - ピンクカメオ[1349]
- 5月4日 - トウカイオーザ[注 27][1350]
- 5月19日 - ディアデラマドレ[1351]
- 5月24日 - エイシンメンフィス[注 28][373]→3月25日のできごとも参照
- 5月26日 - ソリタリーキング[1352]
- 6月1日 - ヴァイスメテオール[注 29][1354]
- 6月3日 - リトルアマポーラ[1355]
- 6月20日 - アポロケンタッキー[1356][1357]
- 6月28日 - メジロベイリー[1358]
- 7月1日 - アドマイヤスバル[1359]
- 7月4日 - メジロマイヤー[1360]
- 7月5日 - オグリワン[1361][1362]
- 7月18日
  - マイネルバサラ[注 30][注 31][1364]
  - ノーヴァレンダ[注 32][1366]
- 7月19日 - オレノココロ[1367][1368]
- 7月27日 - センテリュオ[1369]
- 7月29日（公表日） - ドゥマーニ[注 33][1370]
- 7月30日 - グレートマジシャン[注 34][1372]
- 8月4日 - オーシャンブルー[1373]
- 8月7日 - ライブリマウント[1374]
- 8月9日（公表日） - フライングアップル[1375]
- 8月10日 - スピードワールド[1376]
- 8月17日 - タイキシャトル[1377]
- 8月21日 - マジンプロスパー[1378]
- 8月26日 - モアザンレディ[1379]
- 8月29日 - サプライズパワー [1380]
- 8月31日 - モエレビクトリー [1381]
- 9月2日 - ゼンノロブロイ[1382]
- 9月3日 - ベラミロード[1383]
- 9月13日 - サダムパテック[1384]
- 9月17日 - パドトロワ[1385]
- 9月21日 - アドマイヤドン[1386][1387]
- 9月23日 - カンタービレ[1388]
- 9月27日 - エーシンモアオバー[1389]
- 9月29日 - ユウセンショウ[1390]
- 10月7日 - プレストシンボリ[1391]
- 10月8日 - ダンシングサーパス[注 35][1392]
- 10月23日 - ロックオブジブラルタル[1393]
- 11月3日 - トーセンスーリヤ[注 36][1395]
- 11月6日 - ブラゾンドゥリス[1261]→7月27日のできごとも参照
- 11月8日 - コンサートボーイ[1396][1397]
- 11月11日 - ナムラクレセント[1398]
- 11月30日 - ロサード[1399]
- 12月5日 - ユビキタス[1400]
- 12月12日 - セイクリムズン[1401]
- 12月13日 - クワイエットデイ[1402]
- 12月22日 - サクセスブロッケン[1403]
- 12月31日 - オースミジェット[1404]

### 人物
- 1月19日 - 吉田和子（馬主、社台グループ創始者の吉田善哉の妻。主な所有馬にベガ、ファビラスラフインなど）[1405]
- 1月30日 - 大関吉明（高知県競馬組合調教師、元騎手）[1406]
- 2月6日 - 堀内泰夫（元日刊スポーツレース部中央競馬担当記者。20年以上にわたり東京本紙予想を担当）[1407]
- 2月11日 - 矢野進（元日本中央競馬会騎手・調教師）[1408][1409]
- 3月2日 - 大野剛嗣（馬主、オオノ開発代表取締役、レーシングチームMax Racing代表。主な所有馬にマテラスカイ、ステラヴェローチェなど）[1410][1411]
- 3月18日 - 米川伸也（ホッカイドウ競馬調教師）[1412][1413]
- 3月27日 - 小林百太郎（馬主、FYH株式会社名誉会長。「ニホンピロ」の冠名で競走馬を多数所有。主な所有馬にニホンピロウイナー、ニホンピロアワーズなど）[1414]
- 7月1日 - 柘榴浩樹（埼玉県浦和競馬組合調教師）[1415]
- 7月19日 - 住吉朝男（兵庫県競馬組合調教師）[1416]
- 8月9日 - 柳田泰己（騎手。ニュージーランドを拠点に騎乗）[521][522]→8月3日のできごとも参照
- 8月17日 - 伊藤雄二（元日本中央競馬会騎手・調教師。調教師としてGI馬ウイニングチケット、エアグルーヴなどを管理）[1417]
- 9月8日 - 英国エリザベス女王（英国ウィンザー朝第4代女王、馬主。競馬に対する情熱が深く、即位以前より競走馬を所有。日本のGI「エリザベス女王杯」など、名を冠したレースが世界各国に存在）[1418][1419]
- 10月2日 - 大浅貢（冠名「エムオー」の馬主、主な所有馬にエムオーウイナー）[1420]
- 10月9日 - 高田喜嘉（冠名「ケイエス」の馬主、主な所有馬にケイエスミラクル）[1420]
- 10月17日 - 森中蕃（馬主、日本馬主協会連合会相談役、光証券株式会社元社長。「シゲル」の冠名で競走馬を多数所有）[1421][1422]
- 12月18日（発見日） - 木本直（兵庫県競馬組合騎手）[1423][1424]